# الصين
الصين (بالصينية المبسطة: 中国 تشونغوا؛ بالصينية التقليدية: 中國) المعروفة رسميًا باسم جمهورية الصين الشعبية (بالصينية المبسطة: 中华人民共和国 تشونغهوا رنمين غونغهيغو؛ بالصينية التقليدية: 中華人民共和國) هي ثاني أكبر دولة في العالم من حيث عدد السكان بعد الهند، يمثل سكانها 17.4٪ من سكان العالم. تقع في شرق آسيا ويحكمها الحزب الشيوعي الصيني في ظل نظام الحزب الواحد. تتألف الصين من أكثر من 22 مقاطعة وخمس مناطق ذاتية الحكم وأربع بلديات تدار مباشرة (بكين وتيانجين وشانغهاي وتشونغتشينغ) واثنتين من مناطق عالية الحكم الذاتي هما هونغ كونغ وماكاو. عاصمة البلاد هي مدينة بكين.
تمتد البلاد على مساحة 9.6 مليون كيلومتر مربع (3.7 مليون ميل مربع)، حيث تعدُّ جمهورية الصين الشعبية ثالث أو رابع أكبر من المساحة الإجمالية (اعتمادًا على تعريف ما هو مدرج في هذا المجموع)، وثاني أكبرها وفقًا لمساحة البر. يتنوع المشهد الطبيعي في الصين بين غابات وسهوب وصحاري (جوبي وتكلامكان) في الشمال الجاف بالقرب من منغوليا وسيبيريا في روسيا والغابات شبه الاستوائية في الجنوب الرطب قرب فيتنام ولاوس وبورما. التضاريس في الغرب وعرة وعلى علو شاهق حيث تقع جبال الهيمالايا وجبال تيان شان وتشكل الحدود الطبيعية للصين مع الهند وآسيا الوسطى. في المقابل فإنَّ الساحل الشرقي من البر الصيني منخفض وذو ساحل طويل 14,500 كيلومتر يحده من الجنوب الشرقي بحر الصين الجنوبي ومن الشرق بحر الصين الشرقي الذي تقع خارجه تايوان وكوريا واليابان.
الحضارة الصينية القديمة إحدى أقدم الحضارات في العالم، حيث ازدهرت في حوض النهر الأصفر الخصب الذي يتدفَّق عبر سهل شمال الصين. خلال أكثر من 6,000 عام قام النظام السياسي في الصين على الأنظمة الملكية الوراثية (المعروفة أيضًا باسم السلالات). كان أول هذه السلالات سلالة شيا (حوالي 2000 ق.م) لكن أسرة تشين اللاحقة كانت أول من وحَّد البلاد في عام 221 ق.م. انتهت آخر السلالات (سلالة تشينغ) في عام 1911 مع تأسيس جمهورية الصين من قبل الكومينتانغ والحزب القومي الصيني. شهد النصف الأول من القرن العشرين سقوط البلاد في فترة من التفكك والحروب الأهلية التي قسمت البلاد إلى معسكرين سياسيين رئيسيين هما الكومينتانغ والشيوعيون. انتهت أعمال العنف الكبرى في عام 1949 عندما حسم الشيوعيون الحرب الأهلية وأسسوا جمهورية الصين الشعبية في بر الصين الرئيسي. نقل حزب الكومينتانغ عاصمة جمهوريته إلى تايبيه في تايوان حيث تقتصر سيادته حاليًا على تايوان وكنمن ماتسو وجزر عدة نائية. منذ ذلك الحين، دخلت جمهورية الصين الشعبية في نزاعات سياسية مع جمهورية الصين حول قضايا السيادة والوضع السياسي لتايوان.
منذ إدخال إصلاحات اقتصادية قائمة على نظام السوق في عام 1978 أصبحت الصين أسرع اقتصادات العالم نموًا حيث أصبحت أكبر دولة مصدرة في العالم وثاني أكبر مستورد للبضائع. يعدُّ الاقتصاد الصيني ثاني أكبر اقتصاد في العالم، من حيث الناتج المحلي الإجمالي الاسمي وتعادل القوة الشرائية. كما أنها سادس أكبر دولة من حيث براءات الاختراع. الصين عضو دائم في مجلس الأمن التابع للأمم المتحدة. كما أنَّها أيضًا عضو في منظمات متعددة الأطراف بما في ذلك منظمة التجارة العالمية والابيك وبريك ومنظمة شانغهاي للتعاون ومجموعة العشرين. تمتلك الصين ترسانة نووية معترف بها وجيشها هو الأكبر في العالم في الخدمة مع ثاني أكبر ميزانية دفاع. وصفت الصين كقوة عظمى محتملة من جانب عدد من الأكاديميين  والمحللين العسكريين  والمحللين الاقتصاديين والسياسة العامة.

## أصل التسمية
تُشتق لفظة «الصين» من الكلمة الفارسية "چین" (نقحرة: تشين)، وهي أيضًا أصل جميع المسميات الأوروبية المعاصرة لتلك البلاد، ويرجع الفضل في إيصال هذا اللفظ إلى أوروبا، إلى الرحالة البندقي ماركو بولو. بالمقابل تجد اللفظة الفارسية أصلها في الكلمة السنسكريتية "تشيناس" (بالسنسكريتية: चीन)، وهو الاسم الذي استخدم للصين في بلاد الهند منذ حوالي سنة 150.
قال عدد من المؤرخين والخبراء اللغويين بأصول مختلفة لكلمة «الصين»، لكن أبرز تلك النظريات وأكثرها شيوعًا، هي التي قال بها المؤرخ الإيطالي «مارتينو مارتيني»، ومفادها أن «صين» مشتقة من كلمة «تشين» (بالصينية: 秦)، وهي أقصى الممالك وقوعًا إلى الغرب في عهد سلالة تشو، أو تيمنًا بسلالة تشين (221 – 206 ق.م) التي خلفتها في حكم البلاد. تنص مخطوطة «مهابهاراتا» الهندوسية، و«مجموعة قوانين مانو»، أن بلاد «تشيناس» تقع شرق الهند، وراء الحدود التبتية البورميّة. من التفسيرات الأخرى لأصل اسم هذه المنطقة، ما قيل بأنها مُشتقة من الاسم الذي أطلقه شعب مملكة «يلانغ» القديمة على أنفسهم، حيث كتبوا أنهم «زينيّون» وبلادهم هي «زاينا».

## التاريخ

### العصر الحجري القديم

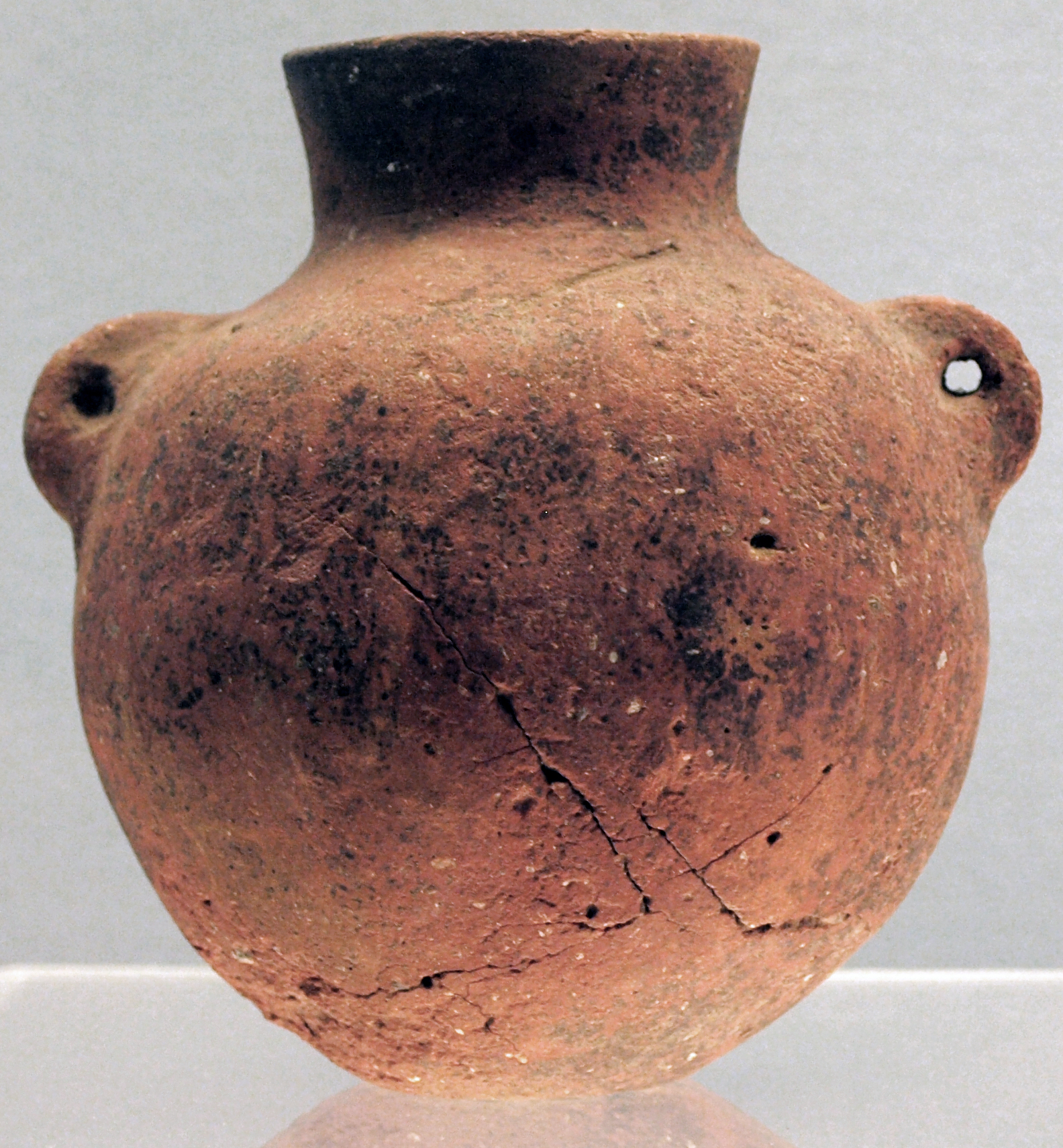
وعاء فخاري أحمر يعود لحضارة البايليغانغ.

عثر العلماء على أدلّة أحفوريّة تدل أن الإنسان المنتصب كان يعيش في الصين قبل أكثر من مليون سنة، وبحسب الظاهر، فإن أول استخدام للنار من قبل الإنسان المنتصب حدث في الموقع الأثري في «زايهاودو» في مقاطعة شانشي، وذلك قبل 1.27 مليون سنة. من أشهر العينات المكتشفة للإنسان المنتصب في الصين ما يسمى برجل بكين الذي اكتشف في عام 1923. اكتشفت قطع أثرية من الفخار في إحدى الكهوف في ليوتشو بمقاطعة قوانغشي، والتي تعود إلى الفترة الممتدة بين عاميّ 16,500 و 19,000 قبل الميلاد.

### العصر الحجري الحديث
نشأت أقدم الحضارات الإنسانية في الصين خلال الفترة الممتدة بين عاميّ 12,000 و10,000 ق.م، وقد أظهرت الدراسات أن البشر القدماء استقروا وعملوا بزراعة الحبوب، مثل الدخّن، منذ حوالي 7000 سنة ق.م، ومن هؤلاء المزارعين الأوائل ظهرت أوّل المجتمعات الصينية، مثل حضارة «البايليغانغ»، التي عُثر على حرفيات صنعها أبناؤها في مقاطعة شينتشنغ عام 1977. تحوّل النهر الأصفر إلى مركز لتجمّع الحضارات في أواخر العصر الحجري الحديث، حيث اكتشف علماء الآثار أنقاض قرى عديدة على ضفافه، لعلّ أهمها هي تلك التي عُثر عليها في موقع «بانبو» في شيان، وفي موقع «دامايدي» في نينغشيا، حيث اكتشف ما يزيد عن 3,172 نقش صخري تعود للفترة الممتدة بين عاميّ 6000 و5000، وهي تُظهر الشمس والقمر والآلهة ومشاهد صيد ورعي، ويُعتقد أن هذه النقوش مشابهة لأقدم الحروف الصينية المكتوبة.

### عهد الأسر الحاكمة
تطورت الحضارة الصينية تطورًا كبيرًا خلال ألفيّ سنة تقريبًا، من القرن الحادي عشر قبل الميلاد حتى أوائل القرن العاشر الميلادي. وقد مرّت في ثلاثة أدوار هي: دور التقدم الحضاري الأول الممتد من عام 1028 ق.م إلى عام 220 م، ودور الركود والاضطراب الممتد من عام 220 م حتى عام 618 م، ودور الازدهار الحضاري الثاني الممتد من سنة 618 م حتى سنة 906 م. حكمت الصين خلال هذا الدور ثلاث سلالات هي: سلالة تشو وسلالة تشين وسلالة هان.

#### عهد سلالة تشو (1028 ق.م – 256 ق.م)

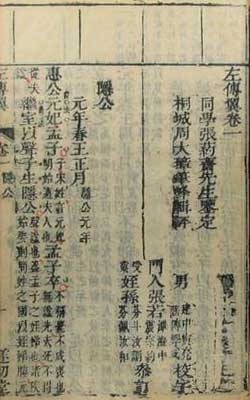
مثال عن الكتابة الصينية الحديثة التي ظهرت في عهد سلالة تشو.

كانت حدود دولة الصين قبل هذا العهد لا تتعدى حدود القسمين: الأوسط والساحلي، من حوض النهر الأصفر. وفي عهد سلالة تشو هذه اتسعت الحدود غربًا وجنوبًا وشملت حوض النهر الأزرق أيضًا. وكان يحكم الصين في هذا العهد ملوك من أبناء تلك السلالة يُلقب واحدهم «بابن السماء»، ويُعاونه موظف كبير مثل رئيس الوزراء حاليًا. وكانت أعمال الدولة موزعة على ست إدارات هي: الزراعة، والحرب، والأشغال العامّة، والماليّة، والشؤون الدينيّة، والعدليّة، وكان على رأس كل إدارة موظف كبير مسؤول أمام الملك ومعاونه.

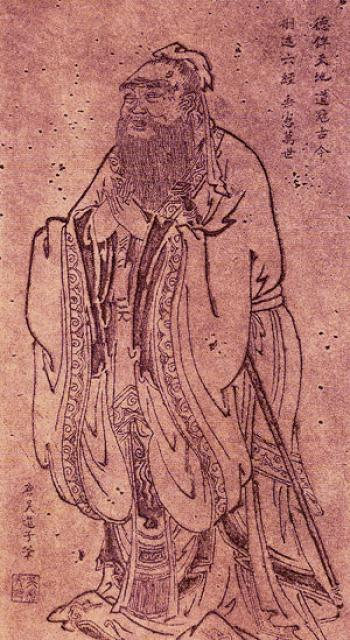
كونفوشيوس.

كانت الزراعة هي مورد العيش الرئيسي للسكان، وتطورت أساليبها، وشُقت الأقنية للريّ من مياه النهر الأصفر والنهر الأزرق. ولكن ذلك لم يمنع ازدياد عدد المدن، واتساع مساحتها وظهور طبقة متوسطة فيها من التجّار والصنّاع وأصحاب الحرف. وقد اشتهر هؤلاء بصورة خاصة بصناعة التحف والمجوهرات من العاج والمعادن الثمينة والحجارة الكريمة كالمرجان والزمرد والياقوت. وقد تطوّر أسلوب الكتابة في هذا الدور من الطريقة التصويرية الذاتيّة إلى الطريقة التصويرية المقطعيّة، وهي الطريقة المعتمدة حاليًا في الصين، لأن الصينيين لم ينتقلوا بعد ذلك إلى مرحلة الكتابة الأبجدية كما يعرفها العالم الحديث.
حقق الصينيون في عهد سلالة تشو تقدمًا عظيمًا في حقل العلم ولا سيما علم الفلك. ففي سنة 444 ق.م توصلوا إلى تحديد طول السنة بثلاثمائة وخمسة وستين يومًا وربع، ورصدوا النجوم وجمعوا معلومات دقيقة وصحيحة كثيرة عنها. ولكن أبرز ما اشتُهر به عهد سلالة تشو ظهور الفيلسوف كونفوشيوس. وُلد هذا الرجل حوالي سنة 551 ق.م، وقضى معظم حياته بعد الثالثة والعشرين في التدريس والتبشير بتعاليم فلسفته الخاصة، وتتلخص هذه الفلسفة في أن الإنسان ليس شريرًا بطبعه بل هو طيّب الجوهر وحسن العنصر، فإذا رُبي تربية صالحة أصبح إنسانًا خيرًا ومواطنًا كريمًا. وبعد وفاة كونفوشيوس تابع تلاميذه نشر تعاليمه، وصار له أتباع كثيرون، فألّهوه وأقاموا له التماثيل والهياكل ونظموا له الطقوس والعبادات. وكان لتعاليم كونفوشيوس تأثير كبير في تطور الحضارة الصينية، فقد أثّرت أراؤه في أخلاق الناس وتفكيرهم وانعكست في سلوكهم وعاداتهم وتقاليدهم، ولكنها إلى جانب ما كان لها من فضائل وحسنات، فقد أضرّت الصينيين وتسببت في تأخرهم وجمودهم، ذلك أن تقديسها للسلف وتمسكها بالماضي وتعلقها بعاداته وتقاليده منعها من التقدّم وحال دون مجاراتها ركب الحضارة المتطور في البلدان الأخرى.

#### عهد سلالة تشين (256 ق.م - 206 ق.م)

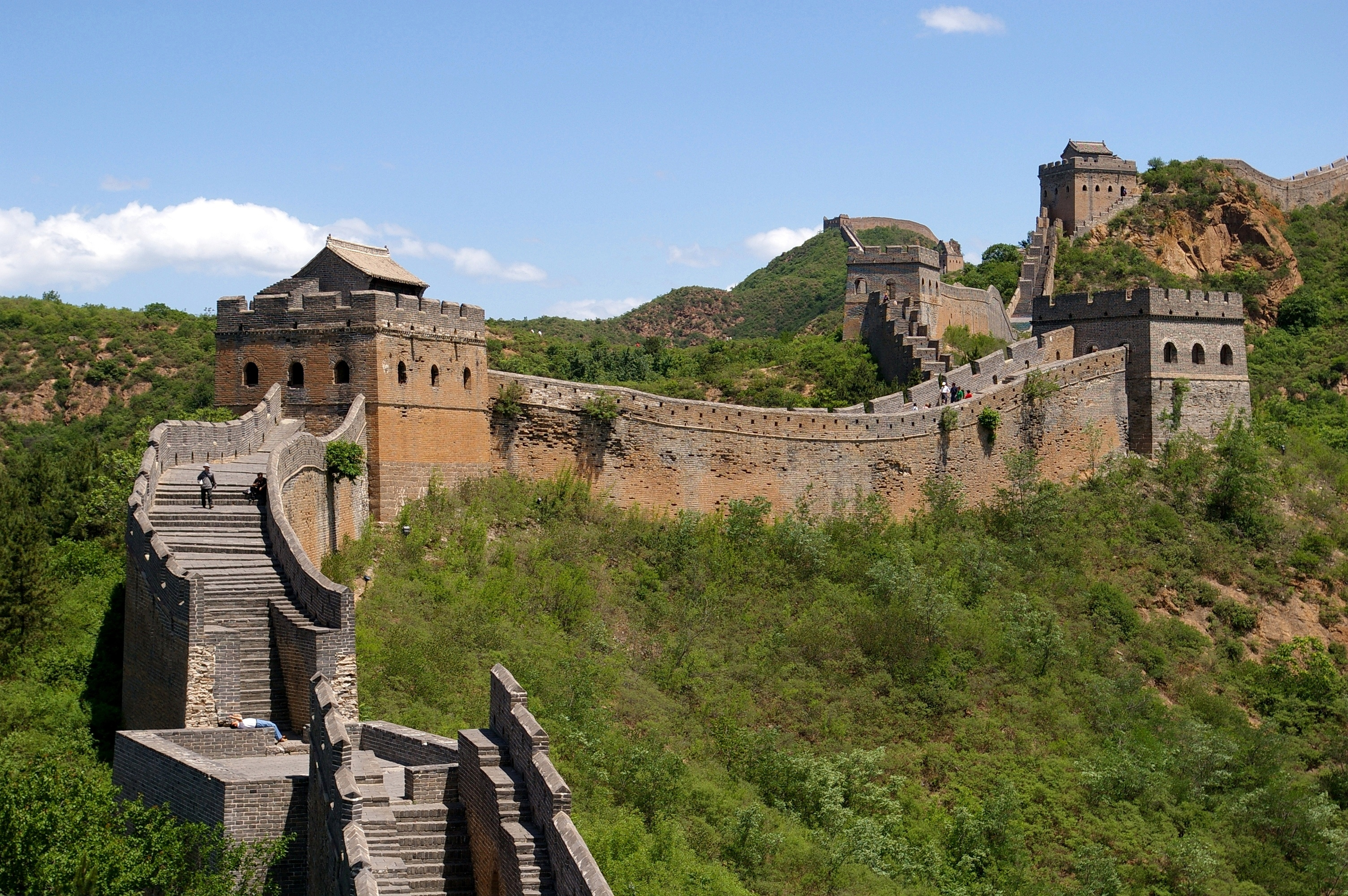
سور الصين العظيم، شُيد في عهد سلالة تشين.

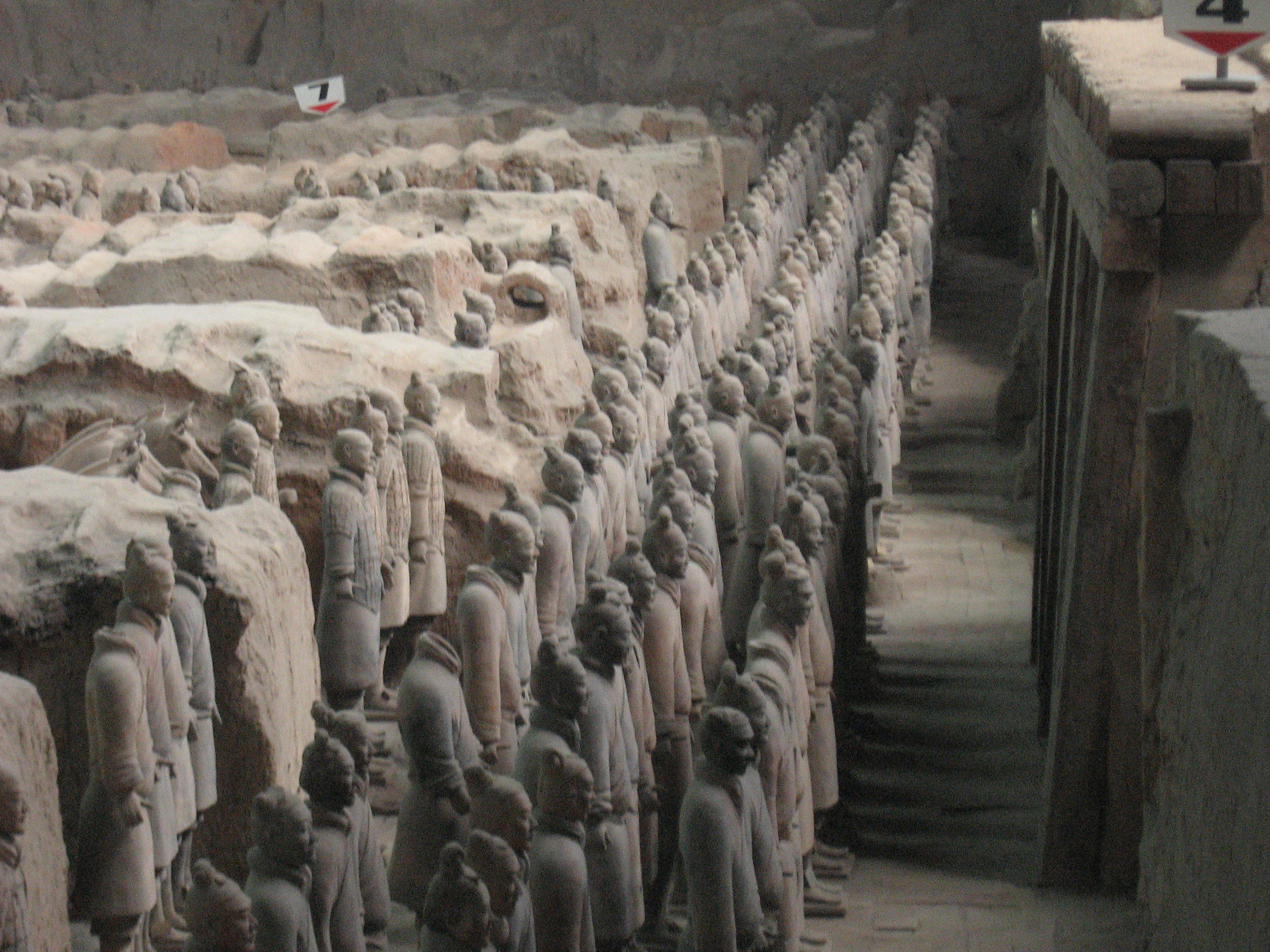
جيش الإمبراطور "تشين شي هوانغ": نسخة مطابقة لكل جندي من جنوده. يُعتبر هذا الموقع من أبرز المواقع الأثريّة العائدة لعهد سلالة تشين.

تشين (بالصينية: 秦朝) هي أسرة الأباطرة التي كان لها الفضل في توحيد البلاد وتأسيس أول إمبراطورية حقيقية فيها، وهي من أعطى الصين اسمها في وقت لاحق. قضى ملوك سلالة تشين على سلطة الإقطاعيين والزعماء المحلييّن وعزّزوا الحكومة المركزية وعهدوا بالإدارة إلى موظفين أكفاء يتم اختيارهم عن طريق مسابقات خطيّة منظمة، فنشأ عن ذلك النظام الإمبراطوري الصيني الذي استمرّ قائمًا طيلة ألفيّ سنة تقريبًا حتى تحوّل إلى نظام جمهوري في سنة 1911.
وفي عهد أسرة تشين أيضًا حاول الأباطرة توحيد بلاد الصين توحيدًا حقيقيًا شاملًا، فوحدوا اللغة الكتابيّة والموازين الكتابيّة والموازين والمقاييس والشرائع في جميع أنحاء الإمبراطورية واهتموا بتوعية رعاياهم بأنهم شعب صيني واحد. ومن أجل تأمين سلامة الإمبراطورية ورد الغزاة عنها قامت الحكومة ببناء السور العظيم الذي امتد على الحدود الشمالية مسافة ألفين وخمسمائة كيلومتر بارتفاع سبعة أمتار ونصف المتر، وسماكة أربعة أمتار ونصف المتر. وبالإضافة إلى رد الغزاة ساعد هذا السور على تقوية الشعور بوحدة المصير بين الصينيين.

#### سلالة هان (206 ق.م - 220 م)

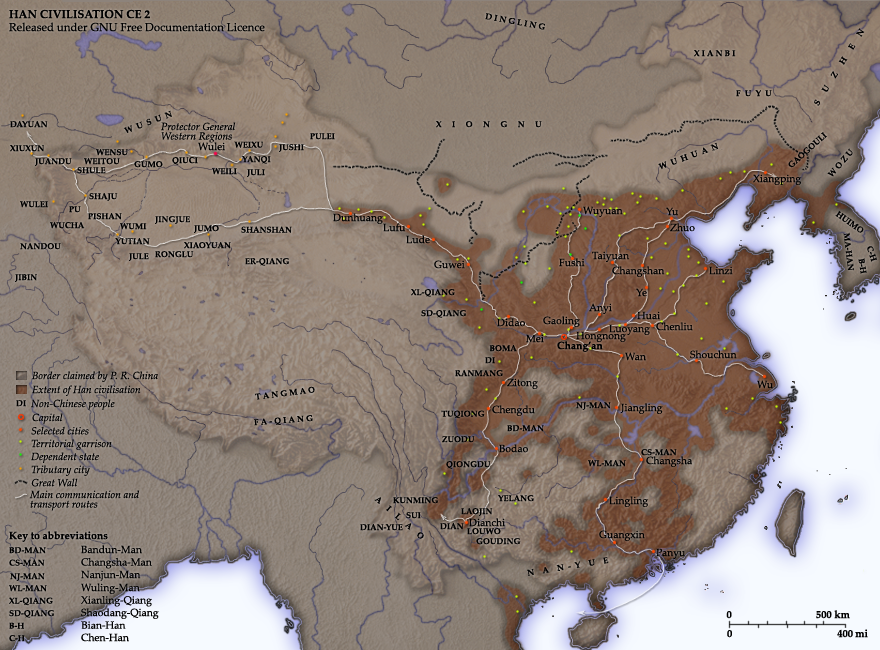
خريطة توضح نفوذ سلالة هان.

أسرة هان هي ثاني أسرة إمبراطورية في الصين، حكمت البلاد من سنة 202 ق.م، إلى أن تفككت سنة 220 م. تأسس حكم «الهان» سنة 206 قبل الميلاد، في فترة حرب أهلية، ووحدت الصين تحت رايتها سنة 202 قبل الميلاد. كانت أول عاصمة لها هي مدينة «تشانغن»، وأول إمبراطور حكمها كان «ليو بانغ»، الذي عرف فيما بعد باسم «الإمبراطور غاوزو». نُقلت العاصمة إلى «لويانغ» (25-196 م)، ثم إلى «زوتشانغ» (196-220 م)، وتطورت التكنولوجيا والهندسة وازدهرت مختلف جوانب العلوم خلال هذا العهد. عندما استولت سلالة هان على الحكم قامت بسلسلة من الفتوحات وضمّت إلى الصين كوريا ومنشوريا في الشمال، وهضبة التبت والهند الصينية في الجنوب، كما مدّت سيطرتها غربًا داخل القارّة حتى حدود أفغانستان.

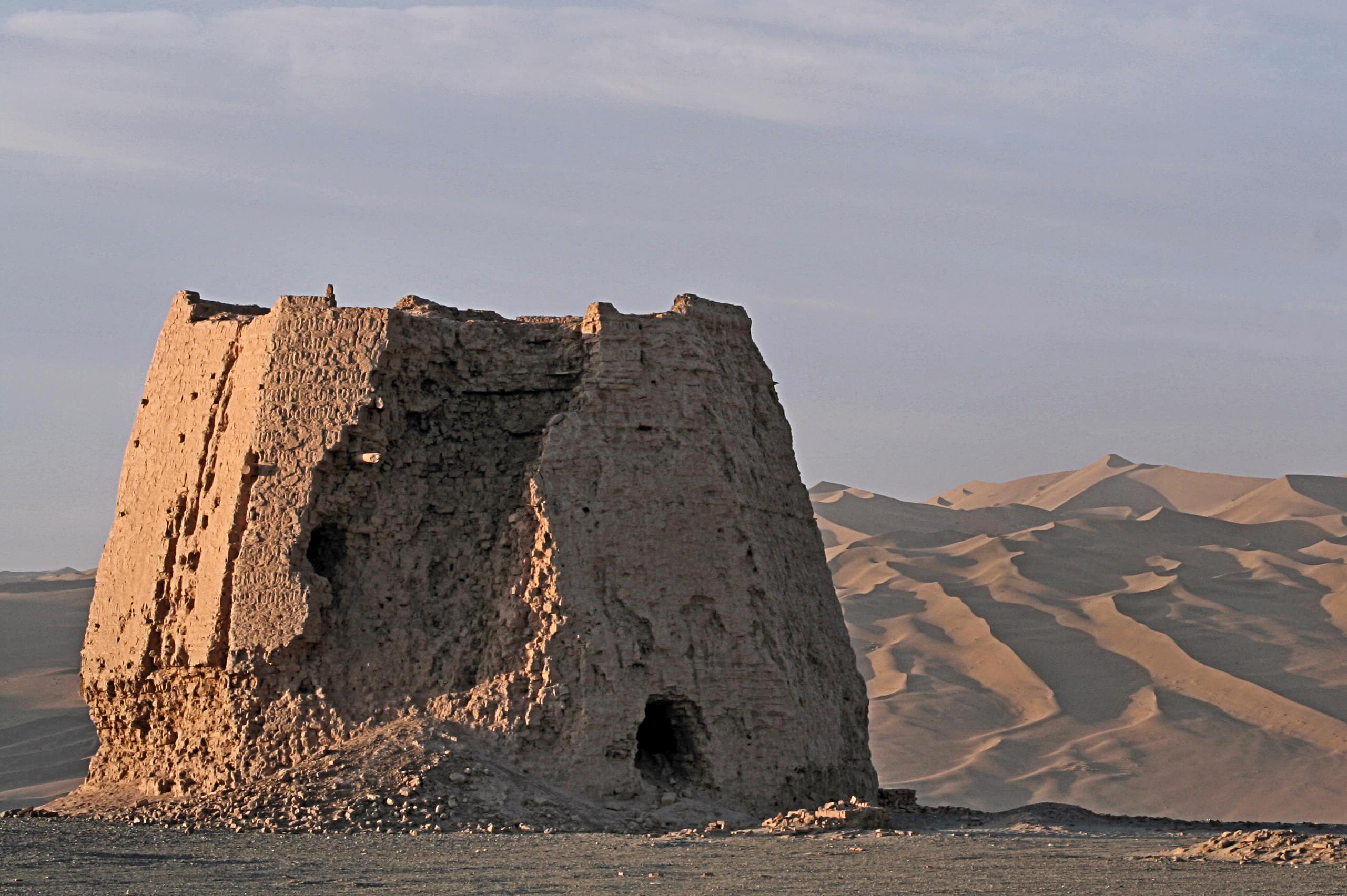
برج مراقبة في منقطة غونسو في الصين، لمراقبة القوافل التجارية التي تعبر طريق الحرير وحمايتها. وهو واقع في الجزء الصيني من الطريق.

ولقد نشطت التجارة الخارجية في عهد هذه السلالة واتسعت إلى حدود لم تبلغها من قبل. فقد وصل التجّار الصينيون إلى شواطئ البحر الأسود وحوض البحر المتوسط، وحملوا بضائعهم ومنتجاتهم إلى أوروبا ومصر وبلاد مابين النهرين. وبفضلهم عرفت هذه البلدان لأوّل مرة الدرّاق والمشمش والقرفة والحرير والبورسلين والفرو الآسيوي الفاخر. وكانوا يستوردون من الهند وآسيا الوسطى البخور والعاج والعنبر واللؤلؤ وغيرها. وكان لهذه التجارة الخارجية الواسعة تأثير كبير على الحضارة الصينية نفسها، فإن احتكاك الصينيين بالبلدان الأخرى طعّم حضارتهم بعناصر حضاريّة جديدة، وكان أهم ما جرى في هذا المجال إدخال البوذية إلى الصين في سنة 67 م، فآمن بها كثيرون وأصبحت إحدى الأديان الرئيسيّة في الصين. وفي هذا العهد أيضاً اختُرِع الورق، ووُضع أوّل قاموس وكُتب أوّل تاريخ موثوق للصين، وكذلك اهتم الصينيون بالآداب والفنون، فصنّفوا الكتب وأنتجوا بعض الآثار القيّمة في الرسم والنحت.

#### دور الركود (220 م - 618 م)

الممالك الثلاث (مملكة واي باللون البني).

دخلت الحضارة الصينية بعد زوال سلطة سلالة هان سنة 220م في دور من الركود والانحطاط، وكان ذلك نتيجة للفوضى التي عمّت البلاد في الداخل والأخطار التي كانت تهددها من الخارج، فقد ضعفت الحكومة المركزية وأعلن عدد من حكّام الأقاليم استقلالهم، كما أن قبائل المغول هاجمت الصين واحتلت القسم الشمالي منها. دامت هذه الحال أربعمائة سنة تقريبًا، ركد فيها النشاط الحضاري ودخلت الصين في عهد يمكن وصفه بالقرون المظلمة تشبيهًا بالقرون المظلمة التي سادت أوروبا بعد غزوات الهمج وسقوط روما في أيديهم.
من أبرز الممالك التي ظهرت خلال هذه الفترة كانت «مملكة واي» (بالصينية: 魏)، المعروفة باسم تساو واي، وهي إحدى الممالك الثلاث التي كانت تتنافس على حكم الصين بعد سقوط سلالة الهان. استمرت المملكة من عام 220 حتى 265. وكان آخر حكامها تساو هوان، الذي توفي عام 303 م. وبلغت فترة حكم المملكة 45 سنة بعدما قام الإمبراطور «سيما يان» حفيد «سيما يي» بالإطاحة بسلالة واي عام 265م، وأسس بعد ذلك أسرة جين.

#### دور الازدهار الحضاري الثاني (618 م - 906 م)

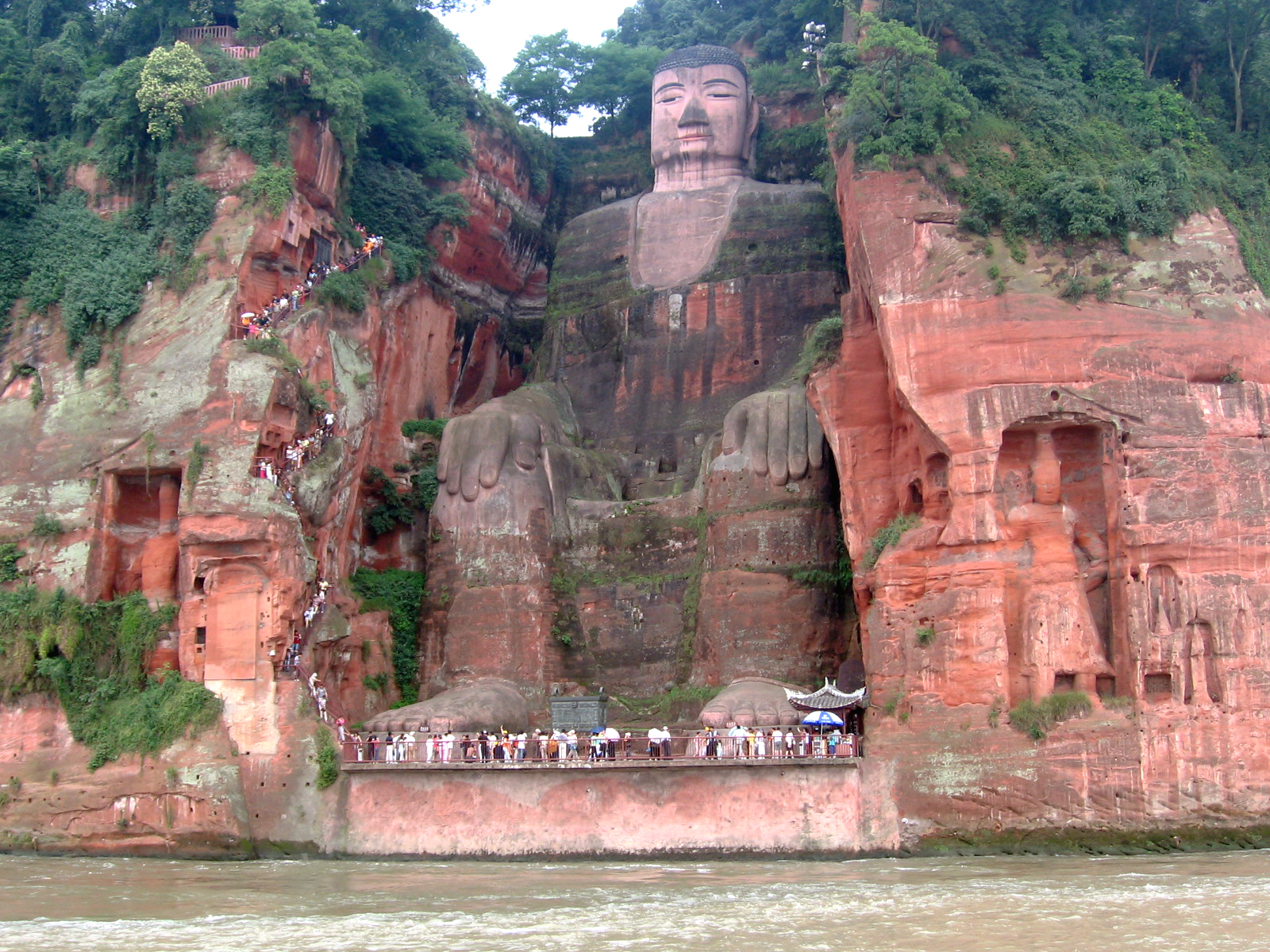
تمثال بوذا العملاق في ليشان، منحوتة عملاقة من عهد سلالة تونغ.

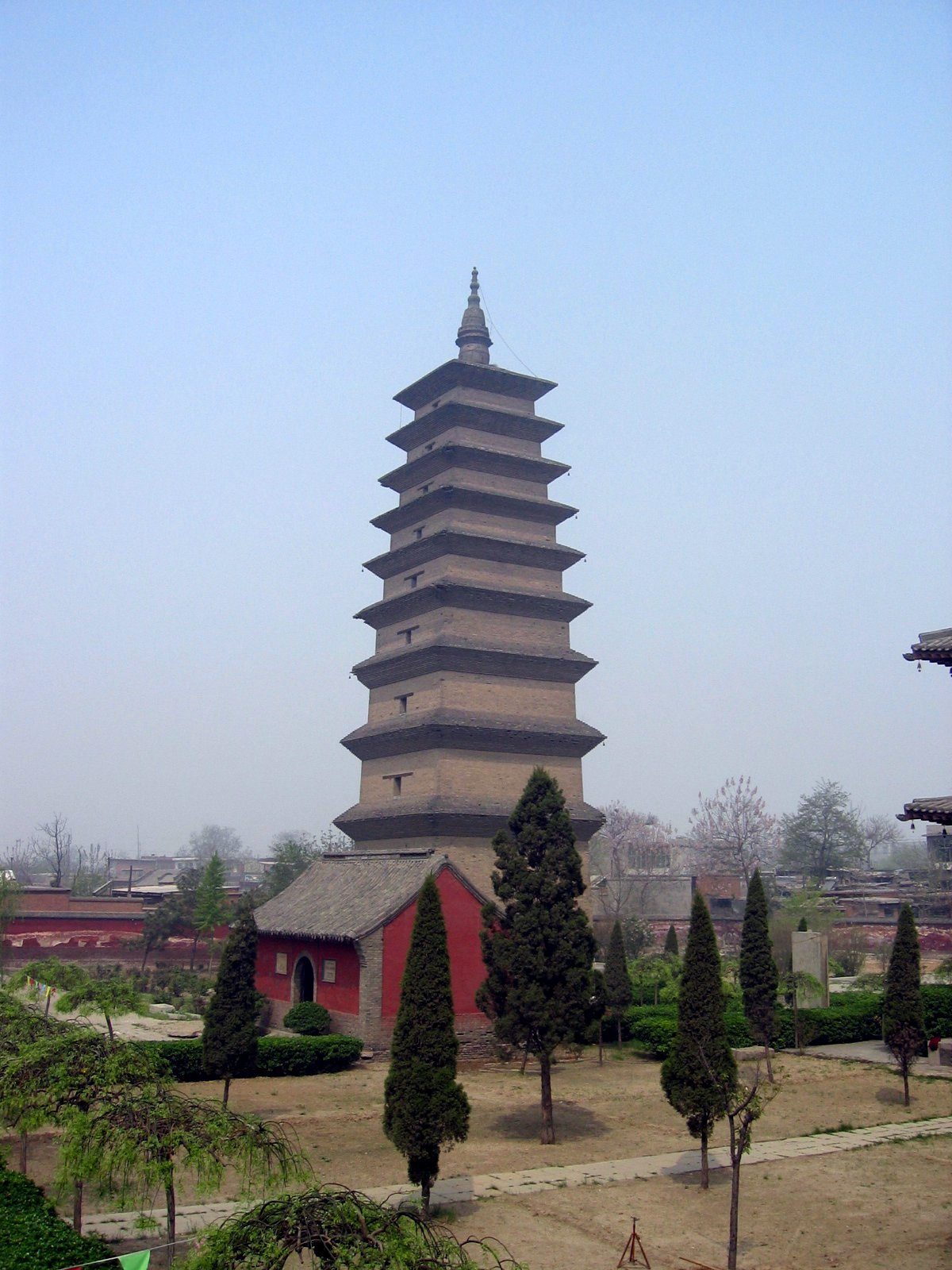
هيكل "زومي" متعدد الأدوار، معبد بوذي بُني سنة 636م.

في سنة 618م، وصلت إلى الحكم سلالة تونغ فاستطاعت بهيبة ملوكها ولا سيما الإمبراطور «لي شي مين» المشهور بلقب الإمبراطور «تاي تسونغ»، أن تعيد إلى الصين استقلالها السياسي ووحدة أراضيها ونشاطها الحضاري؛ لذا كان عهد حكّامها، الذي امتدّ حوالي ثلاثمائة سنة، من ألمع العهود الحضارية في تاريخ الصين. وقد تميّز هذا العهد بالتنظيم الدقيق في جميع دوائر الدولة، وبتطوير الشرائع والقضاء وتوجيههما توجيهًا إنسانيًا عادلًا، وبتأسيس معاهد التعليم على اختلاف درجاتها، وإتاحة الفرص للتلاميذ المؤهلين لاستكمال دراساتهم في المدارس المحليّة، والانتقال منها إلى كليّات الأقاليم، ثم الالتحاق أخيرًا بالجامعة في العاصمة حيث يفوزون بأعلى درجات التحصيل. ونتيجة للعناية بالمدارس والتعليم ظهر في هذا الدور عدد كبير من الشعراء والأدباء العظام في تاريخ الأدب الصيني. واشتهر هذا الدور أيضًا بأن قدّم للعالم في سنة 868م أوّل كتاب مطبوع، ومن ثم البارود، وكان الصينيون يستخدمونه أولًا في صناعة المفرقعات، ولكنهم شرعوا في استخدامه لأغراض حربية منذ أواسط القرن الحادي عشر.

#### انحطاط الحضارة الصينية

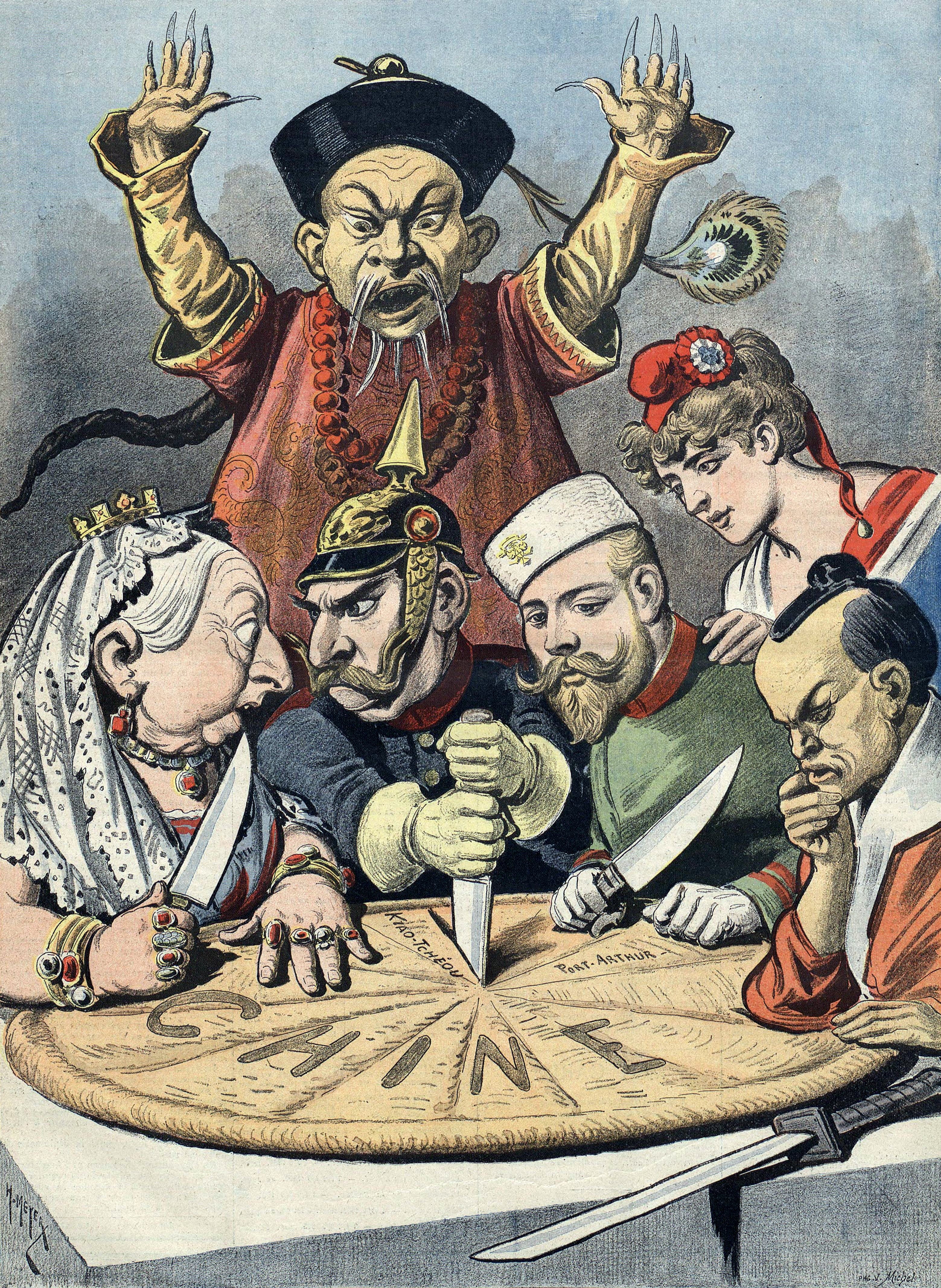
رسم فرنسي ساخر يعود لأواخر عقد التسعينيات من القرن التاسع عشر، يُظهر الصين على شكل فطيرة تقتسمها القوى العظمى في العالم، ألا وهي من اليسار إلى اليمين: بريطانيا، ألمانيا، روسيا، فرنسا، واليابان.

بعد سقوط سلالة تونغ في سنة 906م، تردّت الصين في حالة من الارتباك والفوضى، وما أن تسلمت سلالة سونغ الحكم في سنة 960م حتى هاجمت قبائل التتار الصين واحتلّت القسم الشمالي منها، أما القسم الجنوبي فقد ظل خاضعًا لحكم ملوك سونغ. وفي أوائل القرن الثالث عشر الميلادي هاجمتها قبائل المغول بقيادة جنكيز خان وانتزعت القسم الشمالي من أيدي التتار، وفي سنة 1260م هاجم حفيد جنكيز خان واسمه قوبلاي خان جنوبي الصين وضمّه إلى إمبراطوريته، فأصبحت الصين كلها خاضعة للحكم الأجنبي.
اشتهر عهد سلالة سونغ بالفنون وخاصة بالرسم، فأجادوا في تصوير الطبيعة والتعبير عمّا توحيه من معاني الجمال والجلال، وقد جمعوا في صناعة البورسلين بين براعة الرسم وجودة الإنتاج، فغزوا جميع شعوب العالم في هذه الصناعة، مما جعل الناس يُطلقون اسم «الصيني» على البورسلين بصورة عامّة. وقد تأثّر بعض حكّام المغول بالحضارة الصينية وحاولوا أن يجعلوها تنطلق في طريق التقدم والازدهار، ويُذكر في هذا المجال الخاقان قوبلاي خان الذي شجّع العلماء على البحث والابتكار. وفي هذا الدور اخترع الصينيون آلة لتسجيل الهزّات الأرضيّة وبنوا مرصدًا فلكيًا لدراسة أحوال الكواكب والنجوم، وهو أوّل مرصد من نوعه في العالم.
بالرغم من بعض مظاهر التقدم في عهدي التتار والمغول فإن الحضارة الصينية كانت قد أخذت في التأخر والانحطاط، وما أن أطلّ القرن السادس عشر حتى كانت الصين قد أصبحت في حالة مزرية من الضعف والانحلال، فانغلقت على نفسها وقطعت علاقاتها مع العالم الخارجي، وفي القرن السابع عشر ظهرت سلالة أو أسرة تشينغ (بالصينية: 清朝، بينيين: Qīng cháo، بالمنشورية: )، وهي آخر أسرة حاكمة في الصين، حكمت من سنة 1644 إلى سنة 1912، وطيلة عهدها بقيت الصين على الحال سالف الذكر حتى شقّت الدول الأوروبية المستعمرة طريقها إليها بالقوة في القرنين التاسع عشر والعشرين، فزاد ذلك حالتها سوءًا وتأخرًا.

### العصر الحديث

#### الجمهورية الصينية

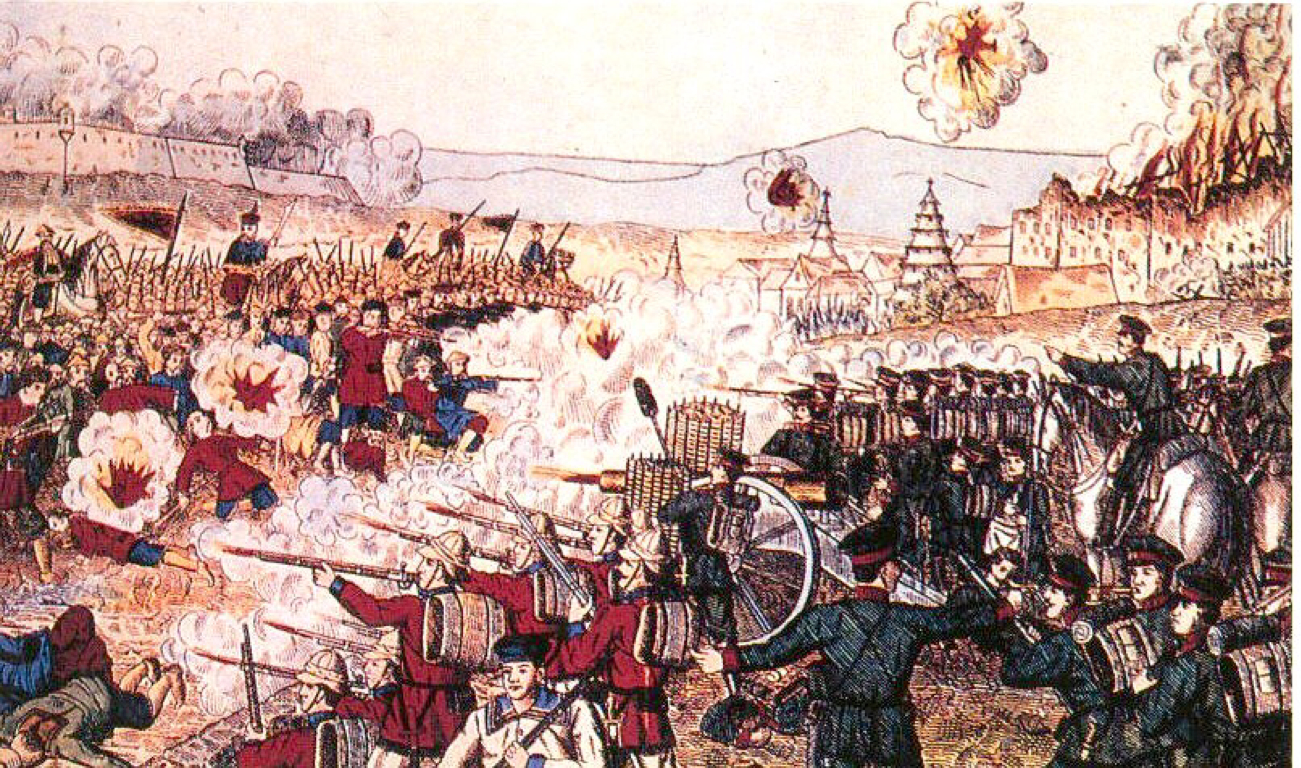
قوات الدول الثمانية العظمى أثناء التصدي لثورة الملاكمين.

في عام 1911، وبعد أكثر من ألفي عام من الحكم الإمبراطوري للبلاد، تأسست جمهورية الصين، بعد أن قامت جماعة من الثوار بالإطاحة بالنظام الحاكم والبلاط الإمبراطوري لسلالة تشينغ الحاكمة التي ظلت لمدة قرن كامل (انظر قرن الإهانة) قبل هذا التاريخ تعاني من الثورات الداخلية والتحكم الدولي في شؤونها الداخلية من قبل الإمبراطوريات الأخرى، وأصبحت التعاليم الكنفوشيوسية التي وطدت حكم سلالة تشينغ للبلاد موضع تساؤل بالإضافة إلى انعدام الثقة العام بالثقافة القومية الذي دفع البلاد إلى حالة من اليأس العام مما أضطر أكثر من 40 مليون فرد من الشعب (حوالي 10% من إجمالي الشعب في ذلك الوقت)، إلى إدمان مادة الهيروين المخدرة. وخلال فترة قمع ثورة الملاكمين عام 1900 من جانب تحالف قادته ثمانية من الدول العظمى في ذلك الوقت (روسيا واليابان والمملكة المتحدة والولايات المتحدة وفرنسا وألمانيا وإيطاليا والإمبراطورية النمساوية المجرية) كانت إمبراطورية تشينغ قد ماتت إكلينيكيا بالفعل، إلا أن عدم وجود نظام حاكم بديل يأخذ بمقاليد الحكم أجل زوالها إلى عام 1912.
أعلن قيام الجمهورية الصينية بعد نجاح ثورة «وو تشانغ» التي اندلعت شرارتها في العاشر من أكتوبر عام 1911 ضد حكم أسرة تشينغ للبلاد، وفي الأول من يناير عام 1912 أعلن صن يات سين قيام الجمهورية بالصين رسميا ونصب نفسه رئيسا مؤقتا للبلاد لحين انتخاب رئيسا يحكم البلاد. وفي العاشر من مارس عام 1912، وكجزء من اتفاقية تنازل الإمبراطور بوئي عن عرش البلاد تم انتخاب يوان شيكاي رسميا كرئيس للبلاد، إلا أنه قام بحل مجلس الكوميتانج وعطل العمل بالدستور بموجب سلطاته كرئيس للبلاد وأعلن نفسه إمبراطورا على الصين في الأول من يناير عام 1916.

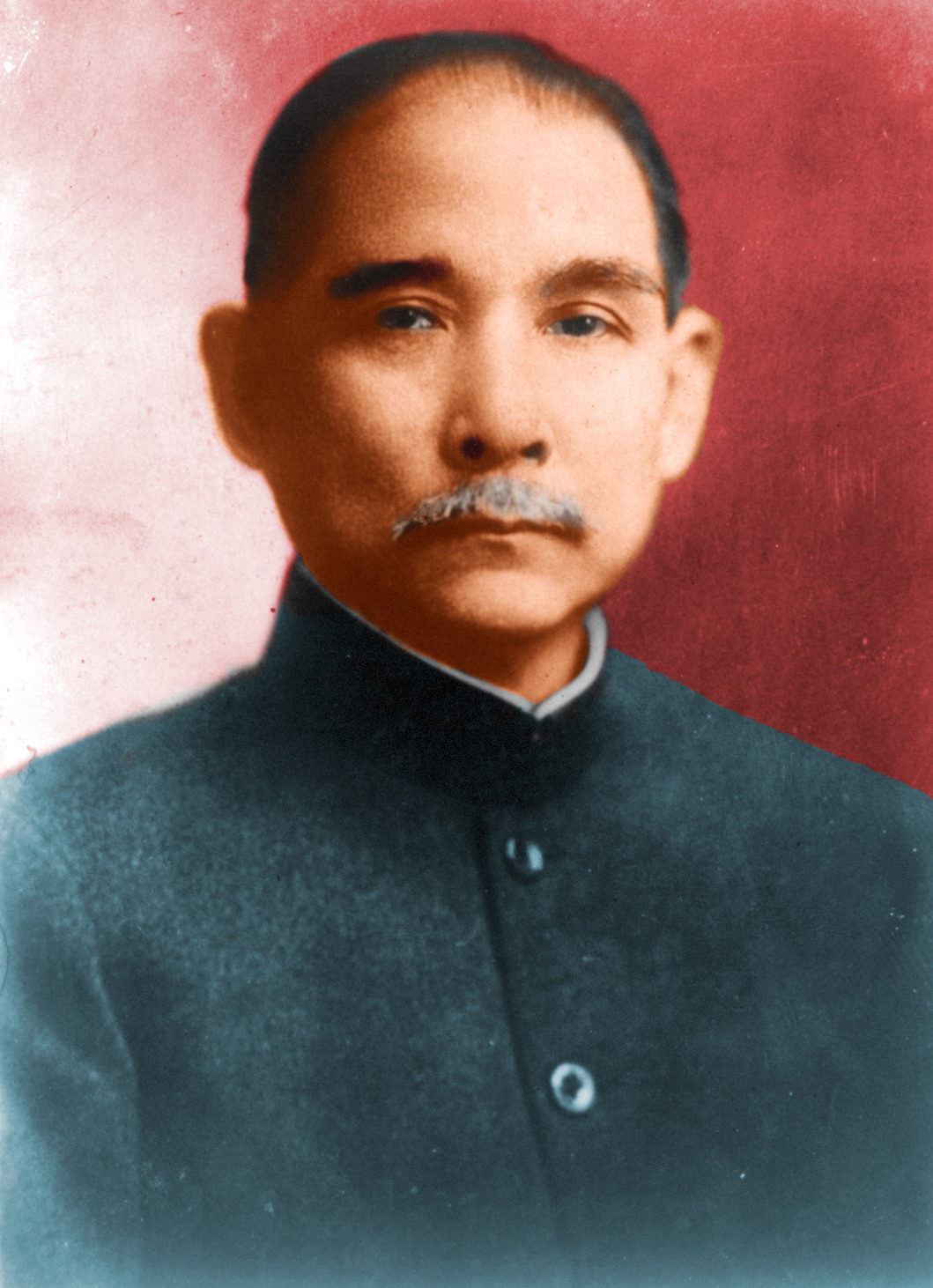
صن يات سين، مؤسس الجمهورية الصينية وأول رئيس لها.

إلا أن تخلي حلفاؤه عنه وإعلان العديد من المقاطعات استقلالها عن الصين وتحولها إلى إمبراطوريات متناثرة في أيدي أباطرة الحرب دفع يوان شيكاي إلى التنازل عن كونه إمبراطورا للصين في الثاني والعشرين من عام 1916 ثم توفي لأسباب طبيعية بعدها بفترة وجيزة. فبدلا من توحدها في دولة واحدة قوية، تفتت الصين إلى دويلات صغيرة تحت وطئة حكم أباطرة الحرب لمدة عقد كامل، كما تم نفي صن يات سين إلى مقاطعة غوانج دونغ في أقصى الجنوب الشرقي من البلاد في الفترة الممتدة بين عامي 1917 و 1920 كما تعاقبت حكومات متنافسة فيما بينها على البلاد إلى أن قام صن يات سين بإعادة تأسيس الكوميتانج مرة أخرى في أكتوبر من عام 1919 بمساعدة عناصر من الثوار البلاشفة الروس.
وكافحت حكومة بي يانغ من أجل البقاء على رأس السلطة في بكين ودار الجدل في كافة أرجاء البلاد حول كيفية مواجهة الصين للغرب. وفي عام 1919 قام مجموعة من الطلاب باعتراض شديد اللهجة حول ضعف موقف الصين وتهاونها في التعامل مع معاهدة فرساي مما أدى إلى اندلاع حركة الرابع من مايو الأمر الذي أدى لنمو الشعور الوطني بضرورة الرجوع للنظام الجمهوري الدستوري.
وقد استمدت الجمهورية الصينية الأمور التنظيمية للحكم من الاشتراكية الثورية. وبعد قيام الثورة الروسية عام 1917 حققت الماركسية انتشارا واسعا في البلاد وقام كلا من لي داجاو وشين دوشوي بنشر الحركة الماركسية - اللينينية في البلاد.

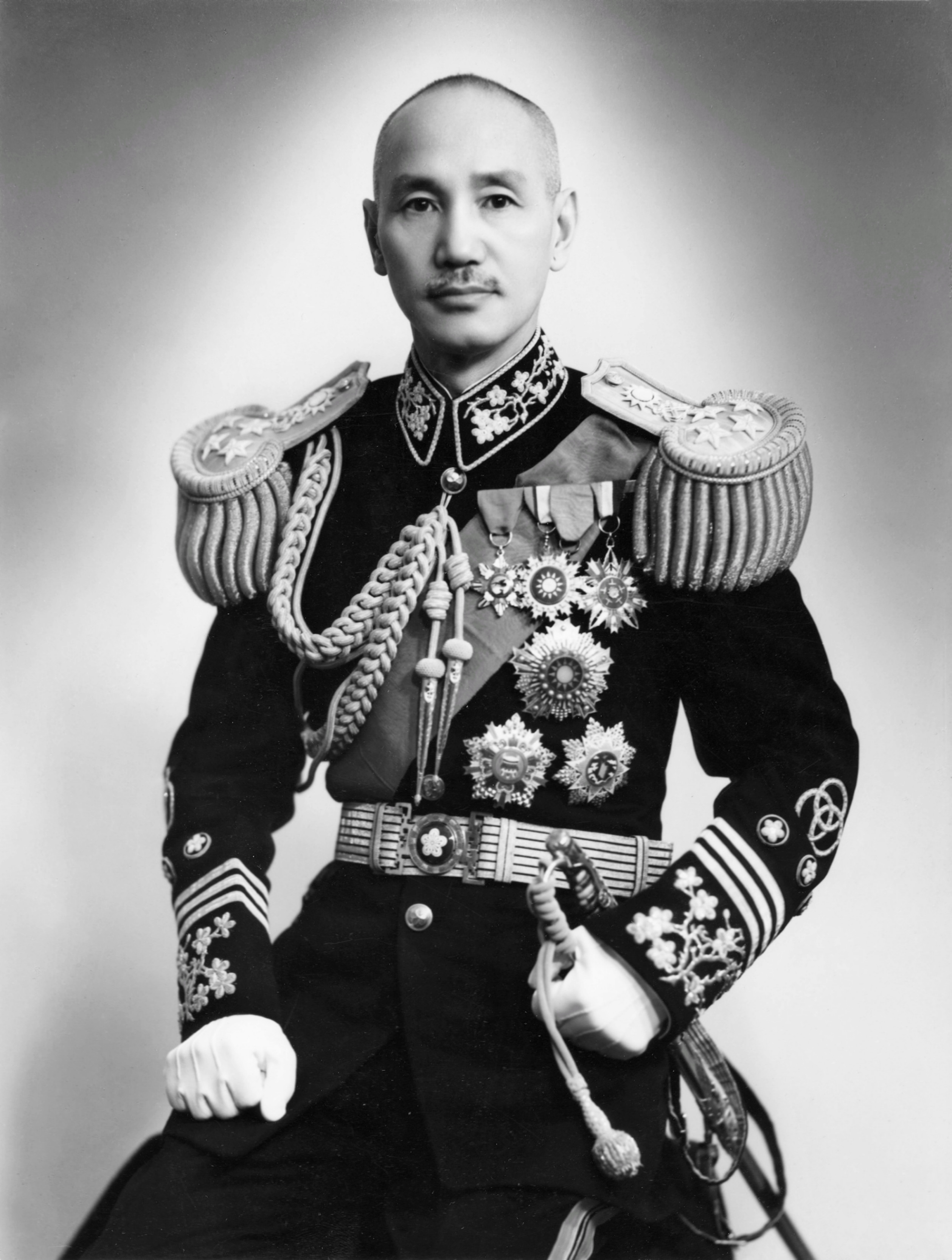
شيانغ كاي شيك بالزي العسكري الكامل.

بعد وفاة صن يات سين في مارس من عام 1925 أصبح شيانغ كاي شيك زعيما للكوميتانج. وبعد تزعمه للحزب قام شيانج بحملة عسكرية ناجحة على أباطرة الحرب في شمال البلاد بمعاونة الاتحاد السوفيتي فيما بين عامي 1926 و 1927 استطاع خلالها توحيد الصين مجددا تحت راية الكوميتانج. وخلال تلك الحملة ومنذ اللحظات الأولى للإعداد لها، قام الخبراء السوفيت بتدريب العناصر العسكرية الصينية وتوفير الدعاية والتعبئة العامة والسلاح من أجل نجاحها، إلا أن شيانغ لم يحفظ الجميل للسوفيت وقام بطرد الخبراء فور إحكام قبضته على زمام الأمور وأقدم على طرد العناصر الشيوعية واليسارية من الكوميتانج مما ألقى البلاد في أتون الحرب الأهلية. وقام شيانج بإجبار الشيوعيين على التراجع إلى داخل البلاد في محاولة منه للقضاء عليهم وقام بتوطيد دعائم جمهوريته بإقامة حكومة وطنية في نانجينغ عام 1927.
وقد حاولت حكومة شيانج النهوض بالبلاد في شتى المجالات فقامت بإنشاء الأكاديمية الصينية للعلوم وأنشأت بنك الصين والعديد من المشروعات التنموية الأخرى، ولم يعكر من صفو استقرار الأوضاع الداخلية للبلاد سوى الغزو الياباني لمنشوريا عام 1931 ثم اندلاع الحرب الصينية اليابانية الثانية كجزء من معارك الحرب العالمية الثانية في الفترة ما بين عامي 1937 و 1945، وقامت الحكومة الصينية بالانسحاب ونقل مقرها من نانجينغ إلى تشونغتشينغ. وفي عام 1945 قامت القوات اليابانية الموجودة بالأراضي الصينية بالاستسلام غير المشروط للقوات الصينية وأصبحت جمهورية الصين (تحت اسم الصين) عضوا مؤسسا لهيئة الأمم المتحدة كما عادت الحكومة الصينية إلى مقرها السابق بنانجينغ.

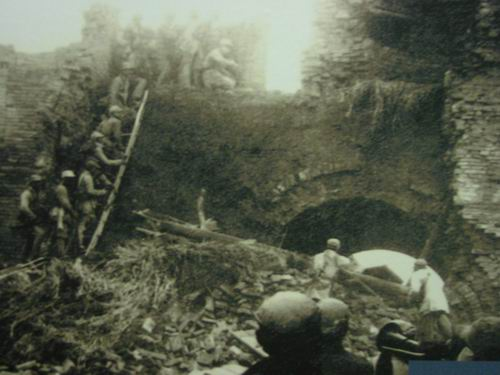
قوات الحزب الشيوعي الصيني تهاجم إحدى النقاط الدفاعية الحكومية في شاندونغ.

في سنة 1949 اندلعت الحرب الأهلية والاشتباكات المسلحة مجددا بين الحكومة الصينية والميليشيات العسكرية الشيوعية بصورة أكثر ضراوة عن سابقاتها وظهر الشيوعيون أكثر خبرة وأمهر تكتيكيا. ومع بشائر العقد الخامس من القرن العشرين كانت جمهورية الصين قد فقدت سيطرتها على بر الصين الرئيسي وهينان مما دفع شيانغ كاي شيك وأفراد حكومته إلى الفرار من نانجينغ إلى تايوان وإعلان تايبيه عاصمة مؤقتة للبلاد، وقام شيانغ بنقل احتياطيات جمهورية الصين من الذهب معه إلى تايوان كما تبعه قرابة مليونيّ لاجئ لينضموا إلى 6 ملايين أخرى ن من سكان تايوان. وفي هذه الأثناء قام ماو تسي تونغ بإعلان قيام جمهورية الصين الشعبية على أراضي بر الصين الرئيسي وأعلن نفسه رئيسا للبلاد.

#### قيام جمهورية الصين الشعبية
انتهت العمليات القتالية الرئيسية في الحرب الأهلية الصينية في عام 1949 حيث سيطر الحزب الشيوعي الصيني على البر الرئيسي للصين وتراجع حزب الكومينتانغ إلى تايوان. في 1 أكتوبر 1949 أعلن ماو تسي تونغ جمهورية الصين الشعبية. أطلق على البلاد أيضًا اسم «الصين الشيوعية» أو «الصين الحمراء».
أسفرت الخطة الاقتصادية والاجتماعية المعروفة باسم القفزة الكبرى إلى الأمام عن مقتل ما يقدر بنحو 30 مليون شخص. وفي عام 1966، أطلق ماو وحلفاؤه الثورة الثقافية والتي استمرت حتى وفاة ماو بعد عقد من الزمان. أدت الثورة الثقافية بدافع الصراع على السلطة داخل الحزب والخوف من الاتحاد السوفياتي إلى حدوث اضطراب كبير في المجتمع الصيني. في عام 1972 وفي ذروة الانقسام بين الصين والاتحاد السوفيتي التقى كل من ماو وتشو أن لاي بريتشارد نيكسون في بكين لإقامة علاقات دبلوماسية مع الولايات المتحدة. في السنة نفسها تم قبول جمهورية الصين الشعبية لدى الأمم المتحدة بدلًا من جمهورية الصين للحصول على عضوية الصين في الأمم المتحدة والعضوية الدائمة في مجلس الأمن.

الأراضي المستولى عليها من قبل الأسر الحاكمة المختلفة، فضلًا عن الدول السياسية الحديثة طوال تاريخ الصين.

بعد وفاة ماو عام 1976 وإلقاء القبض على عصابة الأربعة المسؤولة عن تجاوزات الثورة الثقافية، انتزع دنغ شياو بينغ السلطة بسرعة من خليفة ماو هوا جيو فينج. على الرغم من أنه لم يصبح رئيسا للحزب أو الدولة شخصيًا، إلا أن دنغ كان في الواقع القائد الأعلى للصين في ذلك الوقت وقاد البلاد لإصلاحات اقتصادية هائلة. خفف الحزب الشيوعي في وقت لاحق الرقابة الحكومية على حياة المواطنين الشخصية كما منحت الأراضي للعديد من المزارعين في عقود استئجار مما رفع بشكل كبير من الإنتاج الزراعي. شهد هذا التحول في الأحداث مرور الصين في مرحلة انتقالية من الاقتصاد المخطط إلى اقتصاد مختلط مع بيئة سوق مفتوحة على نحو متزايد وهو نظام يطلق عليه من قبل البعض  «اشتراكية السوق» أو رسميًا من قبل الحزب الشيوعي الصيني «الاشتراكية ذات الخصائص الصينية». اعتمدت جمهورية الصين الشعبية دستورها الحالي في 4 ديسمبر 1982.
في عام 1989، ساهمت وفاة هو ياو بانغ المؤيد للإصلاح في إثارة احتجاجات ميدان تيانانمين، والتي طالب خلالها الطلاب وغيرهم لعدة أشهر بمزيد من الحقوق الديمقراطية وحرية التعبير. مع ذلك تم وضع نهاية للاحتجاجات في 4 يونيو عندما قامت قوات وعربات جيش التحرير الشعبي الصيني بدخول الساحة عنوة مما أسفر عن سقوط العديد من الضحايا. ذكرت هذه الأحداث على نطاق واسع وأثارت انتقادًا في جميع أنحاء العالم وفرض عقوبات ضد الحكومة. كما اشتهر أيضًا «رجل الدبابة» على وجه الخصوص.
وبعد ذلك، في بداية التسعينات، قاد الرئيس جيانغ زيمين وتشو رونغ جي رئيس مجلس الدولة، وكلاهما رؤساء سابقون لبلدية شنغهاي، قادا جمهورية الصين الشعبية في مرحلة ما بعد تيانانمن في تسعينات القرن العشرين. تحت إدارة جيانغ وتشو التي دامت عقدًا من الزمان، نشل فيها اقتصاد الصين ما يقدر بنحو 150 مليون من الفلاحين من براثن الفقر وحافظ الناتج المحلي الإجمالي على متوسط نمو سنوي بنسبة 11.2%. في عام 2001، انضمت الصين رسميًا إلى منظمة التجارة العالمية.
في بداية الألفية الثالثة، على الرغم من أن جمهورية الصين الشعبية تحتاج النمو الاقتصادي لتحفيز التنمية، فإن لدى الحكومة ما كان يدعوها للقلق من أن النمو الاقتصادي السريع قد أثر سلبًا على موارد البلاد والبيئة. مصدر آخر للقلق هو أن بعض قطاعات المجتمع لا تستفيد بالقدر الكافي من التنمية الاقتصادية في جمهورية الصين الشعبية. ونتيجة لذلك، وفي إطار حكم الرئيس هو جين تاو ورئيس مجلس الدولة ون جيا باو بدأت جمهورية الصين الشعبية سياسات لمعالجة هذه القضايا عبر التوزيع العادل للموارد ولكن النتيجة غير مرئية حاليًا. هجّر أكثر من 40 مليون من مزارعهم لأغراض التنمية الاقتصادية مما ساهم في قيام 87000 مظاهرة وأعمال شغب في جميع أنحاء الصين في عام 2005. بما أن أغلب سكان جمهورية الصين الشعبية يتركزون في المراكز الحضرية الرئيسية فإن مستويات المعيشة شهدت تحسينات كبيرة للغاية والحريات لا تزال في توسع لكن الضوابط السياسية لا تزال ضيقة ولا تزال المناطق الريفية تعاني من الفقر.

## السياسة

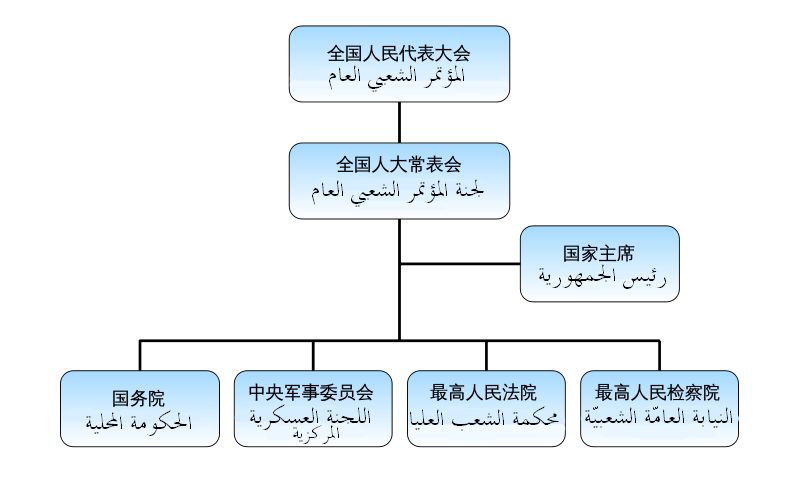
الهيكليّة السياسية لجمهورية الصين الشعبية.

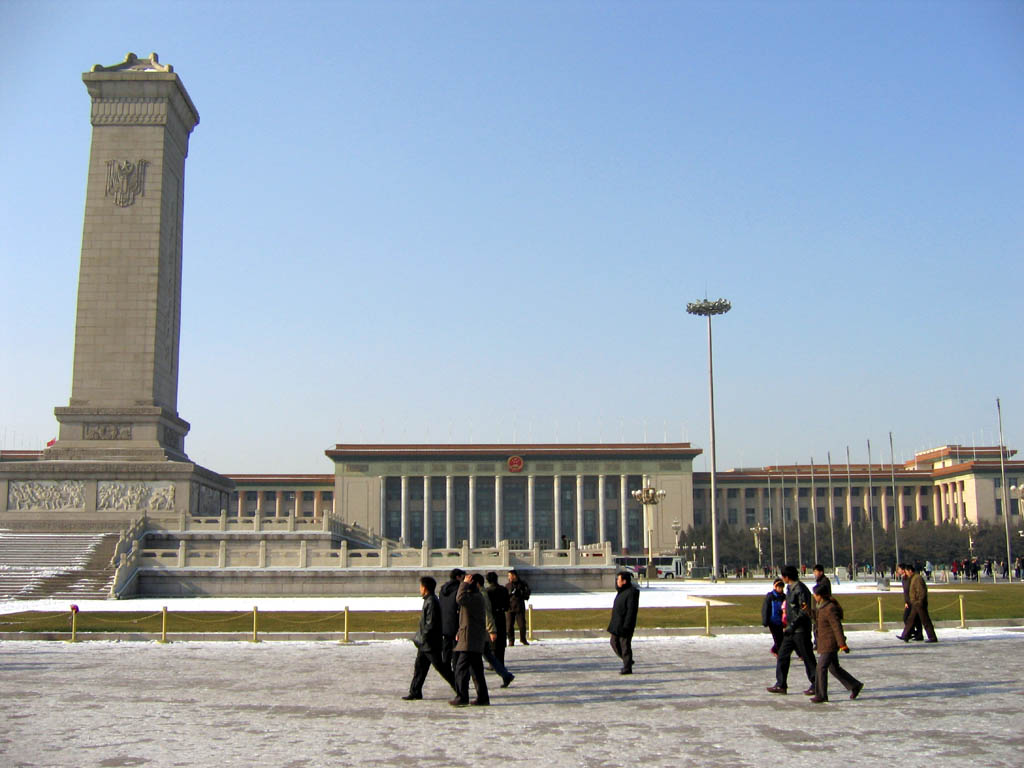
مجلس الشعب الكبير في بكين، حيث ينعقد المؤتمر الشعبي العام (الوطني) كل سنة.

سياسة جمهورية الصين الشعبية تجري في إطار من جمهورية اشتراكية يحكمها الحزب الواحد، حيث ينص دستور البلاد على أن القيادة ترجع للحزب الشيوعي. وتمارس سلطة الدولة في جمهورية الصين الشعبية من خلال الحزب الشيوعي الصيني، والحكومة الشعبية المركزية ونظيراتها الإقليمية والمحلية. في إطار نظام القيادة المزدوجة: كل مكتب محلي يخضع لسلطة هو نظريا مساوي لزعيم محلي وزعيم المكتب المقابل، أو وزارة على المستوى الأعلى من الأول. وينتخب الشعب أعضاء المؤتمر على مستوى المحافظة من قبل الناخبين. هذه المقاطعات على مستوى المؤتمرات الشعبية لديها مسؤولية الإشراف على الحكومة المحلية، وانتخاب أعضاء المقاطعة (أو البلدية في حالة البلديات مستقلة). ينتخب مؤتمر شعب المقاطعة بدوره أعضاء المؤتمر الشعبي الوطني الذي يجتمع كل سنة في مارس في بكين. حكم لجنة الحزب الشيوعي في كل مستوى يلعب دورا كبيرا في اختيار المرشحين المناسبين للانتخاب لعضوية مجالس الشيوخ المحلية وإلى أعلى المستويات.

### العلاقات الخارجية

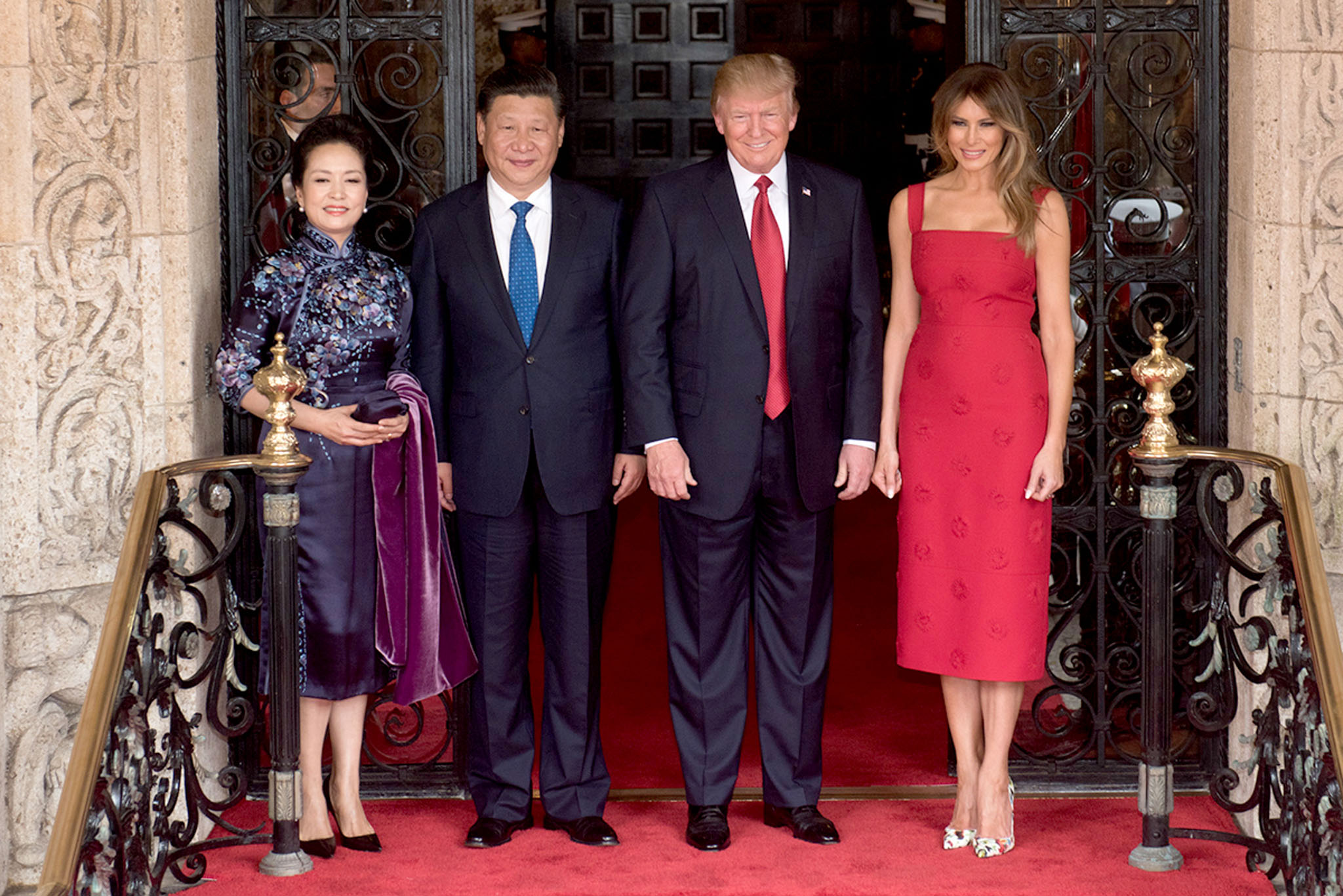
الرئيس الصيني شي جين بينغ مع الرئيس الأمريكي دونالد ترامب وزوجاتهما في منتجع مار لاغاو لترامب بولاية فلوريدا الأمريكية.

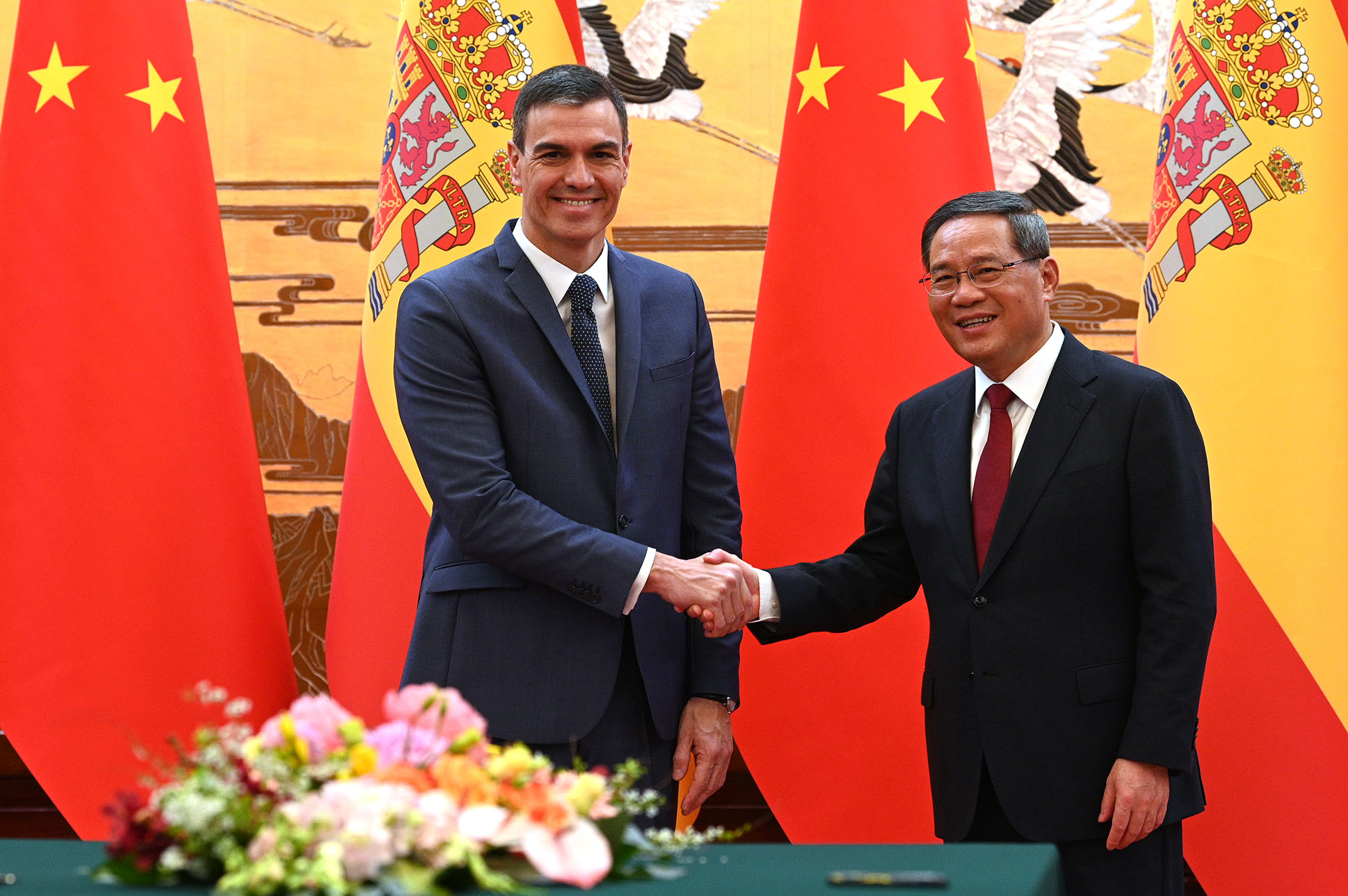
رئيس الوزراء الصيني لي تشيانغ مع رئيس إسبانيا.

تحافظ الصين على علاقات ديبلوماسية مع أغلب الدول الكبرى في العالم. وتعدّ السويد أول دولة غربية تقيم علاقات ديبلوماسية مع جمهورية الصين الشعبية في 9 مايو سنة 1950. في عام 1971، تم استبدال تسمية جمهورية الصين بتسمية جمهورية الصين الشعبية باعتبارها الممثل الوحيد للصين في منظمة الأمم المتحدة وإحدى الأعضاء الخمسة الدائمين في مجلس أمن الأمم المتحدة. كانت جمهورية الصين الشعبية أيضا في السابق عضوا وقائدا في حركة عدم الانحياز، وما زالت تعدّ نفسها بمثابة محامي دفاع عن الدول النامية.

### حقوق الإنسان
في حين أن الضوابط الاقتصادية والاجتماعية خففت بشكل كبير في الصين، ولكن لا تزال الحرية السياسية مقيدة بإحكام. وينص دستور الصين الشعبية على أن الحقوق الأساسية للمواطنين تضم: حرية الرأي، حرية الصحافة والحق في المحاكمة العادلة، حرية الدين، حق الانتخاب، وحقوق الملكية. على أي حال هذه القوانين لم يكن لها تأثير يذكر في منع الجرائم في الدولة.

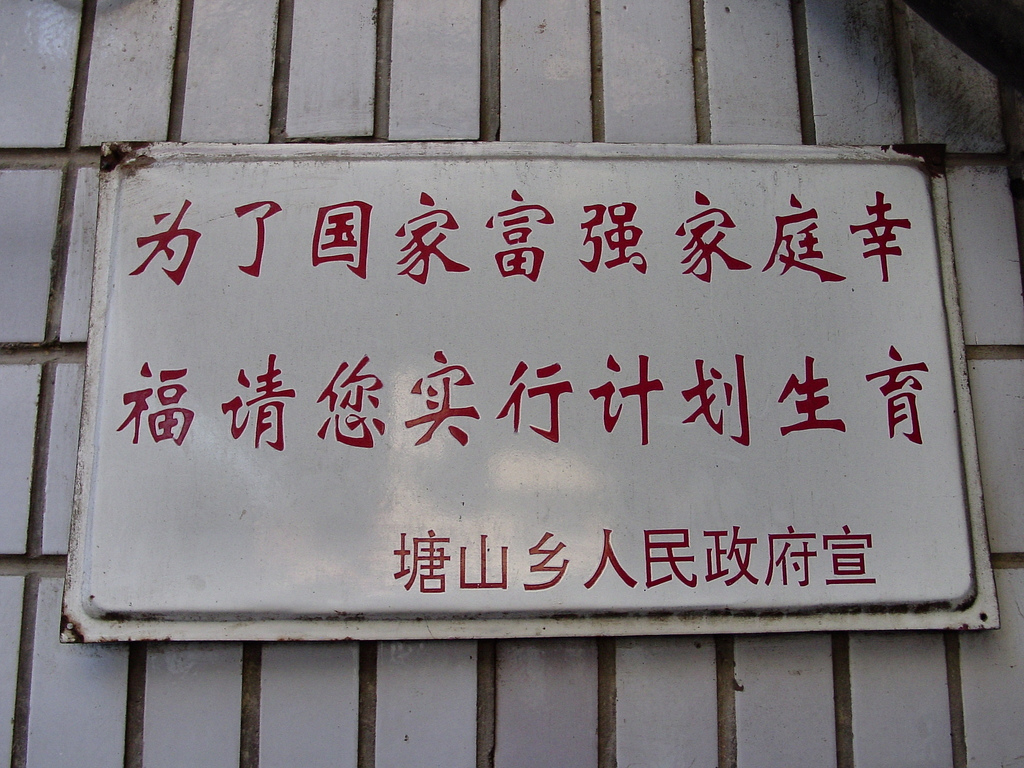
لافتة حكومية كُتب عليها: "في سبيل قيام أمة قوية مزدهرة، وأسرة سعيدة، رجاءً الجأ للتخطيط الأسري"، في إشارة إلى سياسة الطفل الواحد التي تنتهجها الحكومة الصينية.

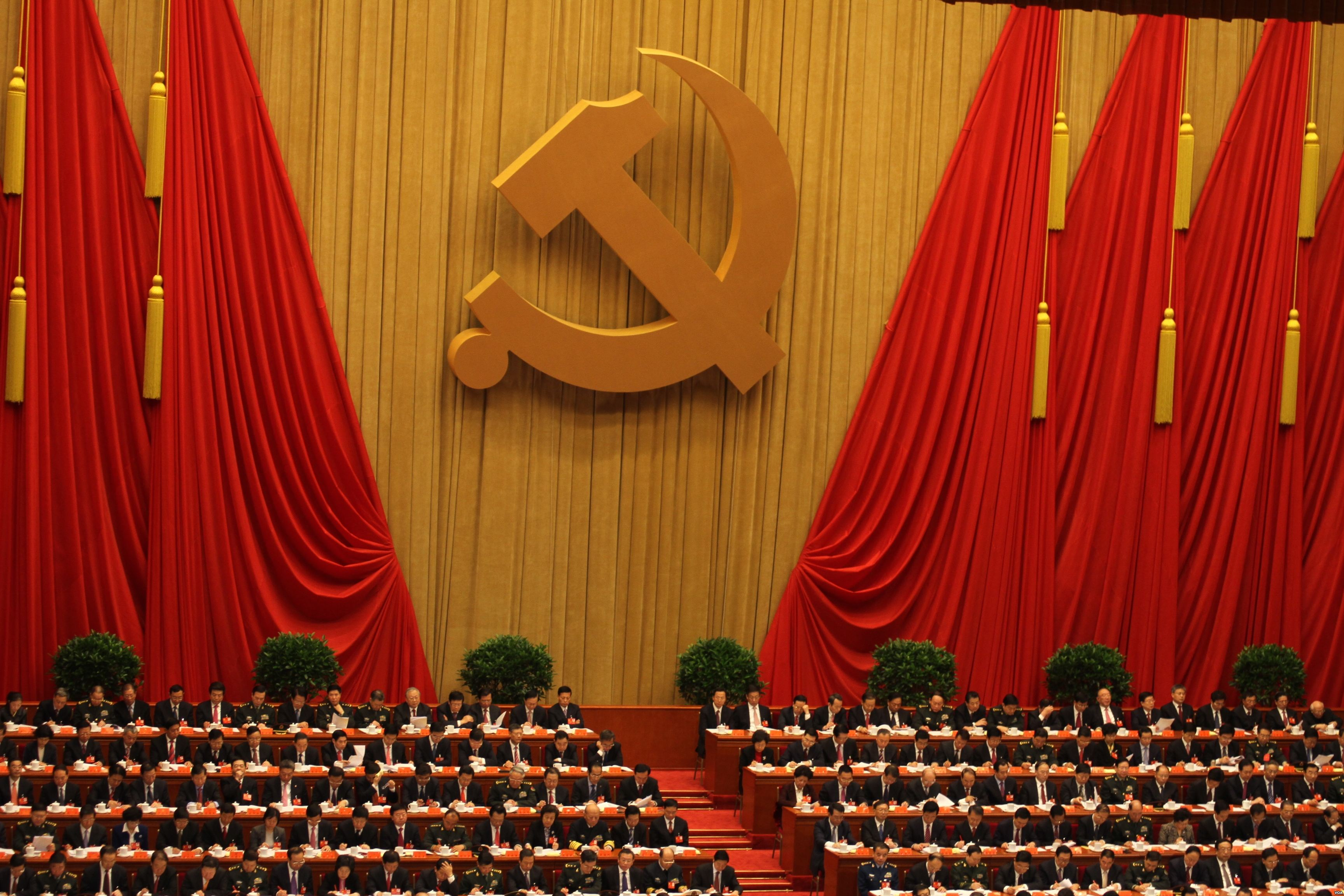
الحزب الشيوعي الصيني هو الحزب السياسي المؤسس والحاكم لجمهورية الصين الشعبية.

مع الإصلاح الاقتصادي الصيني، وجد عشرات ملايين الريفيين الذين هاجروا إلى المدن أنهم يعاملون كمواطنين من الدرجة الثانية وذلك من خلال النظام الصيني لتسجيل الأسر الذي يتحكم بفوائد الدولة ويدعى «الهوكو». يعدّ نظام حقوق الملكية ضعيف، حيث أن نظام الاستملاك يخوّل الدولة أن تستولي على الأراضي في سبيل تحقيق الصالح العام، على الرغم من أن ذلك يظلم الفلاحين. في عاميّ 2003\2004 كان الفلاح يدفع 3 أضعاف الضرائب بالرغم أن راتبه يساوي سدس ذلك في متوسط المقيم المدني. ومنذ ذلك الحين خفضت الحكومة مجموعة من الضرائب الريفية وقامت بإلغاء بعضها الآخر، ورفعت من معدّل الخدمات الاجتماعية في الريف.
رقابة الخطاب السياسي والمعلومات، بما في ذلك ما ينشر على شبكة الإنترنت، تستخدم بشكل علني وروتيني لقمع النقد ضد الحكومة والحزب الشيوعي. في عام 2005، صنفت منظمة مراسلون بلا حدود جمهورية الصين الشعبية في المرتبة 159 (من أصل 169 دولة) في المؤشر السنوي العالمي لحرية الصحافة. قمعت الحكومة المظاهرات المنظمات وأصحاب المعتقدات التي تشكل تهديدًا محتملًا للاستقرار الاجتماعي وسيطرة الدولة، كما كانت الحالة في مظاهرات ساحة تيانانمن في عام 1989. وكان الحزب الشيوعي قد حقق نجاحًا مختلطًا في التحكم في المعلومات: نظام وسائل إعلام قوي يواجه قوة كبيرة للسوق، وازدياد نسبة السكان المتعلمين، والتغير الثقافي جعل الصين أكثر انفتاحًا، خاصة في مجال القضايا البيئية.
انتقدت عدّة حكومات أجنبية وبعض المنظمات غير الحكومية لجان المقاومة الشعبية، وذلك بسبب ما يزعم على نطاق واسع، بأن انتهاكات هذه اللجان للحقوق تشمل نظام الاعتقال لفترات طويلة دون المحاكمة، الإجبار على الاعتراف باستخدام طرق غير مشروعة، التعذيب، سوء معاملة السجناء، تقييد حرية التعبير، وغير ذلك من الأمور. أعدمت الصين عددًا من الناس أكثر من أي دولة أخرى وبنسبة 72 بالمئة من إعدامات العالم في سنة 2009.
وقد استجابت حكومة جمهورية الصين الشعبية من خلال تأكيدها على أن مفهوم حقوق الإنسان ينبغي أن يأخذ في الاعتبار مستوى البلاد الحالية من التنمية الاقتصادية وإن ما يُطبق في الدول المتقدمة لا يمكن القول بإمكانية تطبيقه في الدول الفقيرة، وأفادت الحكومة أن التقدم الذي حققته البلاد في رفع مستوى المعيشة ومحو الأمية وزيادة نسبة متوسط العمر المتوقع خلال العقود الثلاثة الأخيرة يُعتبر خطوة كبيرة نحو الأمام في مجال حقوق الإنسان. توجهت الجهود في العقود الماضية نحو الحماية من الكوارث الطبيعية القاتلة والعمل على تفاديها بقدر الإمكان، مثل فيضانات نهر اليانغتسي الدائمة والحوادث المتعلقة بالعمل التي وصفت أيضا في الصين كتقدم في مجال حقوق الإنسان بالنسبة إلى بلد تُعاني نسبة كبيرة من سكانه من الفقر.

## التقسيمات الإدارية
تسيطر جمهورية الصين الشعبية سيطرة إدارية فعلية على 22 مقاطعة، وهي تنظر إلى تايوان باعتبارها المقاطعة الثالثة والعشرين، على الرغم من أن الأخيرة تعدّ دولة بحد ذاتها. هناك أيضًا خمس مناطق ذاتية الحكم، في كل منها أقلية بارزة؛ وهناك أيضًا أربع بلديات، واثنتان من المناطق الإدارية الخاصة التي تتمتع بقدر من الحكم الذاتي. المقاطعات الاثنتان والعشرون والخمس مناطق ذاتية الحكم والبلديات الأربع يشار إليها مجتمعة باسم «بر الصين الرئيسي» وهو التعبير الذي يستبعد عادة هونغ كونغ وماكاو.

خريطة للمقاطعات والأقاليم والمناطق الصينية وفقًا لتعداد السكان بالملايين.

## الجغرافيا والمناخ
جمهورية الصين الشعبية هي ثاني أكبر بلد في العالم من حيث مساحة البر، وتعدّ الثالثة أو الرابعة فيما يتعلق بالمساحة الكلية. يعود عدم اليقين حول المساحة الكلية للبلاد لسببين: أولهما صحة ادعاءات الصين حول أراض مثل اكساي تشين والمسالك عبر كاراكورام (حيث تطالب بهما الهند)، وثانيهما كيفية حساب الحجم الإجمالي للولايات المتحدة حيث يعطي كتاب حقائق العالم الولايات المتحدة مساحة 9,826,630 كم2 (3,794,080 ميل مربع)  بينما تعطيها الموسوعة البريطانية 9,522,055 كم2 (3,676,486 ميل مربع). يحد الصين 14 دولة وهي بذلك (إلى جانب روسيا) أكثر البلدان حدودًا مع دول أخرى؛ باتجاه عقارب الساعة من الجنوب جيران الصين هم: فيتنام ولاوس وبورما والهند وبوتان والنيبال وباكستان وأفغانستان وطاجيكستان وقيرغيزستان وكازاخستان وروسيا ومنغوليا وكوريا الشمالية. بالإضافة إلى ذلك تقع الحدود بين جمهورية الصين الشعبية وجمهورية الصين في المياه الإقليمية. يبلغ طول الحدود البرية للصين 22,117 كم (13,743 ميل) وهي الأطول في العالم.
تتنوع المشاهد الطبيعية في الصين. في الشرق تقع على طول شواطئ البحر الأصفر وبحر الصين الشرقي حيث المناطق ذات الكثافة السكانية العالية في السهول الغرينية، بينما على حواف هضبة منغوليا الداخلية في الشمال يمكن رؤية المراعي. يهيمن على جنوب الصين التلال والسلاسل الجبلية المنخفضة. في شرق مركز البلاد توجد دلتا نهري الصين الرئيسيين النهر الأصفر ونهر يانغتسي (تشانغ جيانغ). من الأنهار الرئيسية الأخرى شي وميكونغ وبراهمابوترا وأمور. إلى الغرب تقع سلاسل الجبال الرئيسية ولا سيما الهيمالايا حيث تقع أعلى نقطة في الصين في النصف الشرقي من جبل إفرست عند 8848 م (29029 قدم)، بينما تميز الهضاب العالية المشهد الطبيعي القاحل مثل صحراء تكلامكان وصحراء غوبي.

### البيئة

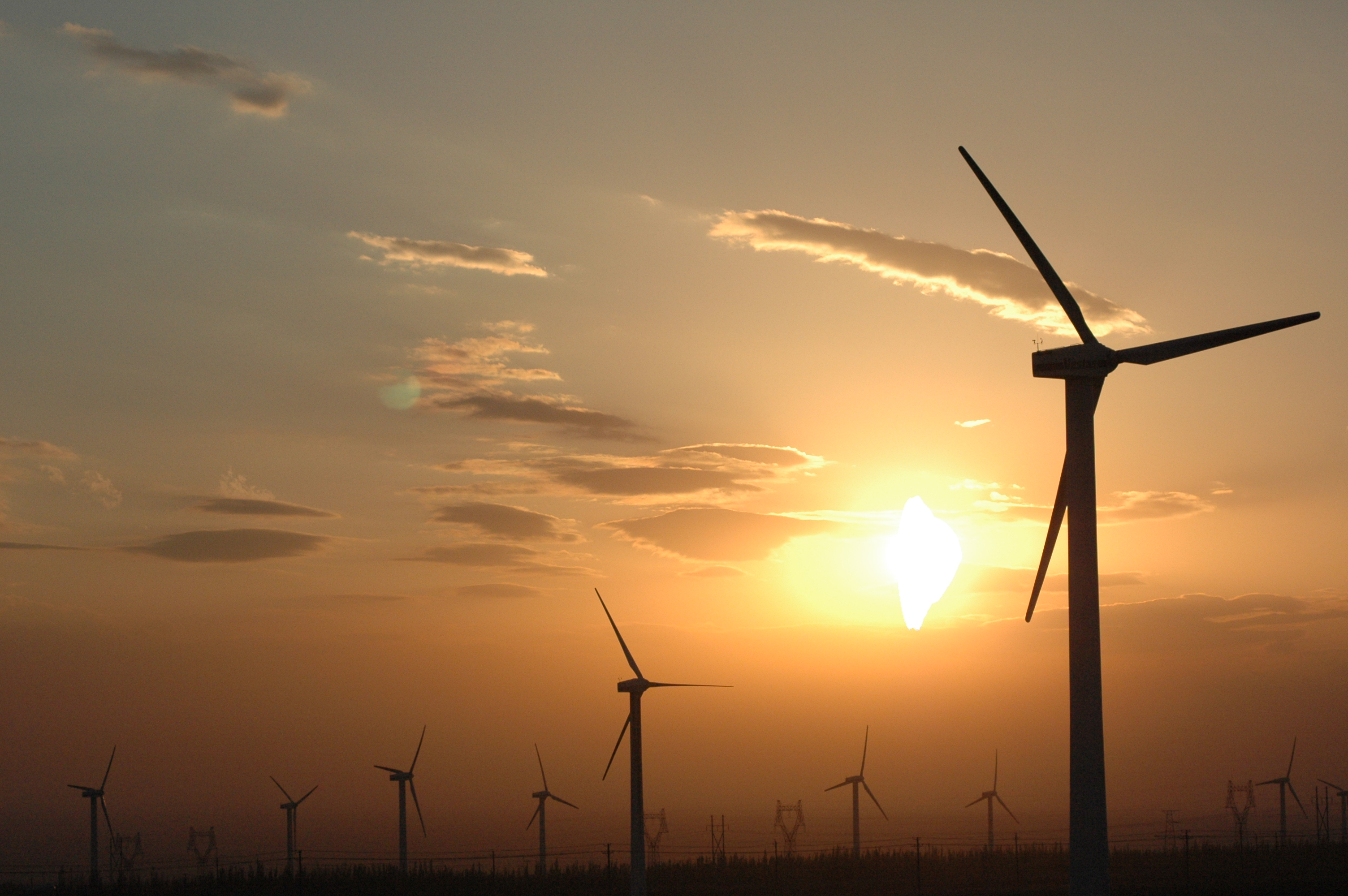
عنفات رياحية في سنجان، جزء من المشروع الهادف لإقامة أكبر مزرعة رياحية في العالم في سبيل توفير الطاقة المستديمة للشعب الصيني.

من القضايا الهامة هي التصحر وتوسع الصحاري وخاصة صحراء غوبي. على الرغم من وجود جبهة من الأشجار المزروعة منذ عقد السبعينات من القرن العشرين ساهمت في تراجع وتيرة العواصف الرملية، فإن الجفاف المديد والممارسات الزراعية السيئة أدت إلى عواصف ترابية يعاني منها شمال الصين كل ربيع وتنتشر تلك العواصف الرملية لاحقًا إلى أجزاء أخرى من شرق آسيا بما في ذلك كوريا واليابان. تخسر الصين مليون فدان (4,000 كم2) سنويًا بسبب التصحر. أصبحت ضرورة التحكم بالمياه وتآكل التربة ومكافحة التلوث قضايا هامة في علاقات الصين مع البلدان الأخرى. كما أن ذوبان الأنهار الجليدية في جبال الهيمالايا قد يؤدي أيضًا إلى نقص المياه عن مئات الملايين من الناس.
يتيمز مناخ الصين بمواسم من الجفاف والرياح الموسمية الرطبة مما يؤدي إلى اختلافات متفاوتة في درجات الحرارة بين الشتاء والصيف. في فصل الشتاء تجلب الرياح الشمالية البرودة والجفاف بينما في الصيف تجلب الرياح الجنوبية من المناطق البحرية الدفء والرطوبة. كما يختلف المناخ في الصين من منطقة إلى أخرى بسبب تضاريس البلاد الواسعة والمعقدة.

### التنوع الإحيائي

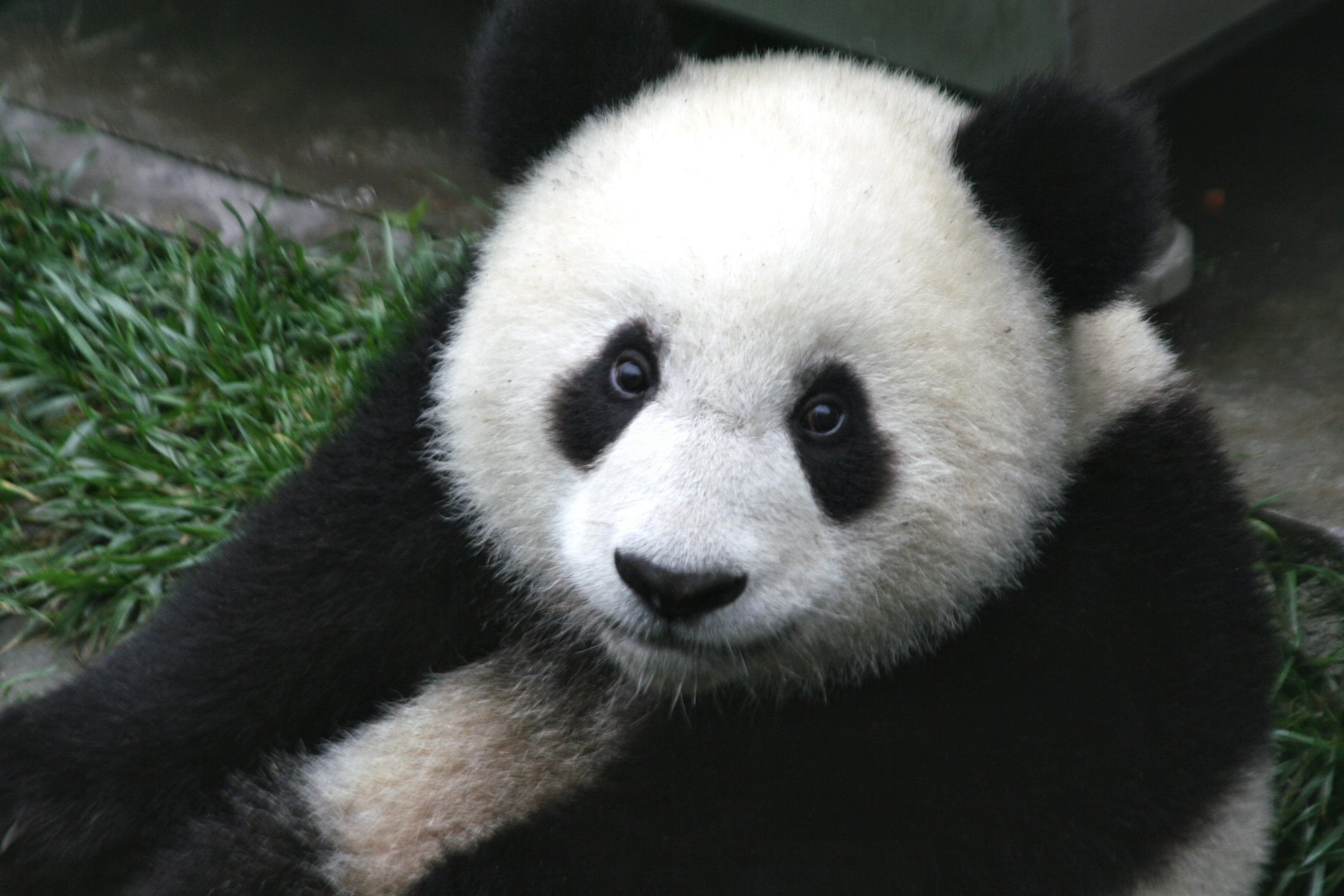
الباندا العملاقة إحدي الحيوانات المهددة بالإنقراض.

تعد الصين واحدة من سبعة عشر بلدًا عالية التنوع الإحيائي، وذلك عائد لوقوعها في منطقتين أحيائيتين كبيرتين، هما الإقليم القطبي القديم والإقليم الهندومالاوي أو الشرقي. تمكن العثور في الإقليم الأول على ثدييات مثل الحصان والجمل والتابير والجربوع، أما في الإقليم الهندومالاوي فيمكن العثور على كائنات من شاكلة السنور النمري وجرذ الخيزران وزبابيات الشجر وأنواع مختلفة من السعادين. يوجد بعض التداخل بين المنطقتين بسبب الانتشار الطبيعي للحيوانات وهجرة بعض الأنواع، كذلك هناك بعض الأنواع التي يمكن العثور عليها في كلا الإقليمين ومختلف المناطق البيئية، مثل الغزلان والظباء والدببة والذئاب والخنازير والقوارض. توجد الباندا العملاقة الشهيرة فقط في منطقة محدودة على طول نهر يانغتسي. لا تزال المتاجرة بالأنواع المهددة بالانقراض معضلة مستمرة، على الرغم من وجود قوانين حاليًا تحظر مثل هذه الأنشطة.
تحتوي الصين أيضًا على مجموعة متنوعة من أنواع الغابات. في الشمال الشرقي والشمال الغربي توجد الغابات الجبلية والصنوبرية الباردة والتي تدعم أنواع الحيوانات فيها مثل الدب الأسود الآسيوي والموظ إلى جانب نحو 120 نوع من الطيور. أما الغابات الصنوبرية الرطبة فتهيمن عليها غابات الخيزران بشكل رئيسي في المناطق المنخفضة، وتستبدلها الورديات في أعلى المدرجات الجبلية، ومن الأشجار البارزة في المناطق العالية: العرعر واليو. تنتشر الغابات شبه الاستوائية في وسط وجنوب الصين، وهي تدعم ما يقرب من 146000 نوع من النباتات. أما الغابات الاستوائية المطيرة والغابات المطرية الموسمية وإن كانت تقتصر على جزيرة هينان ويونان فتحتوي في الواقع على ربع مجمل النباتات والحيوانات الموجودة في الصين.

## القوات المسلحة

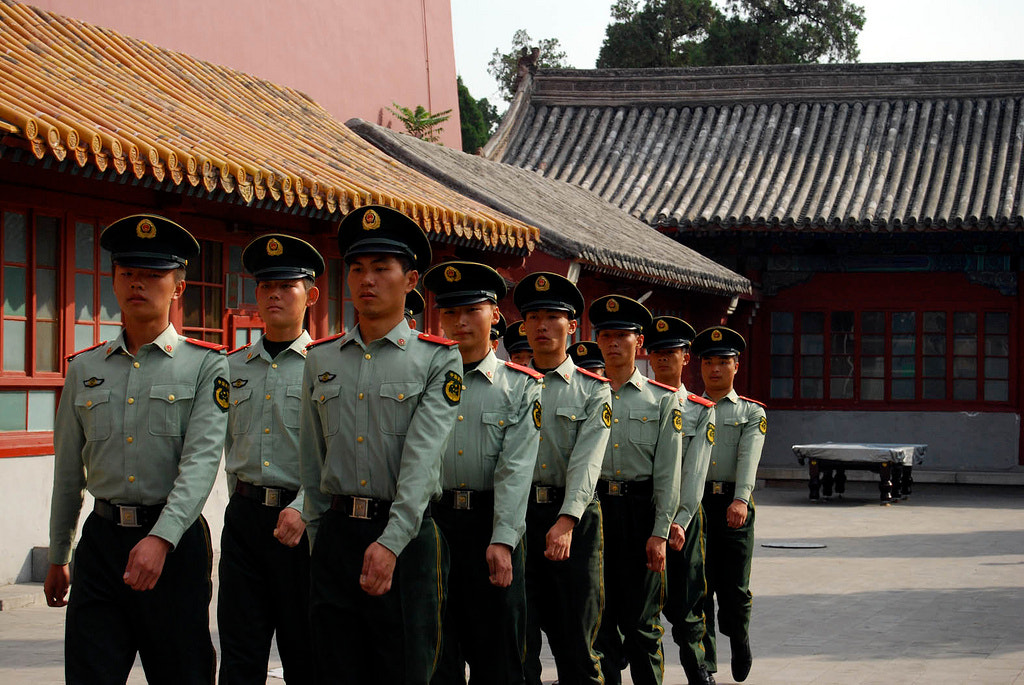
جيش التحرير الشعبي الصيني.

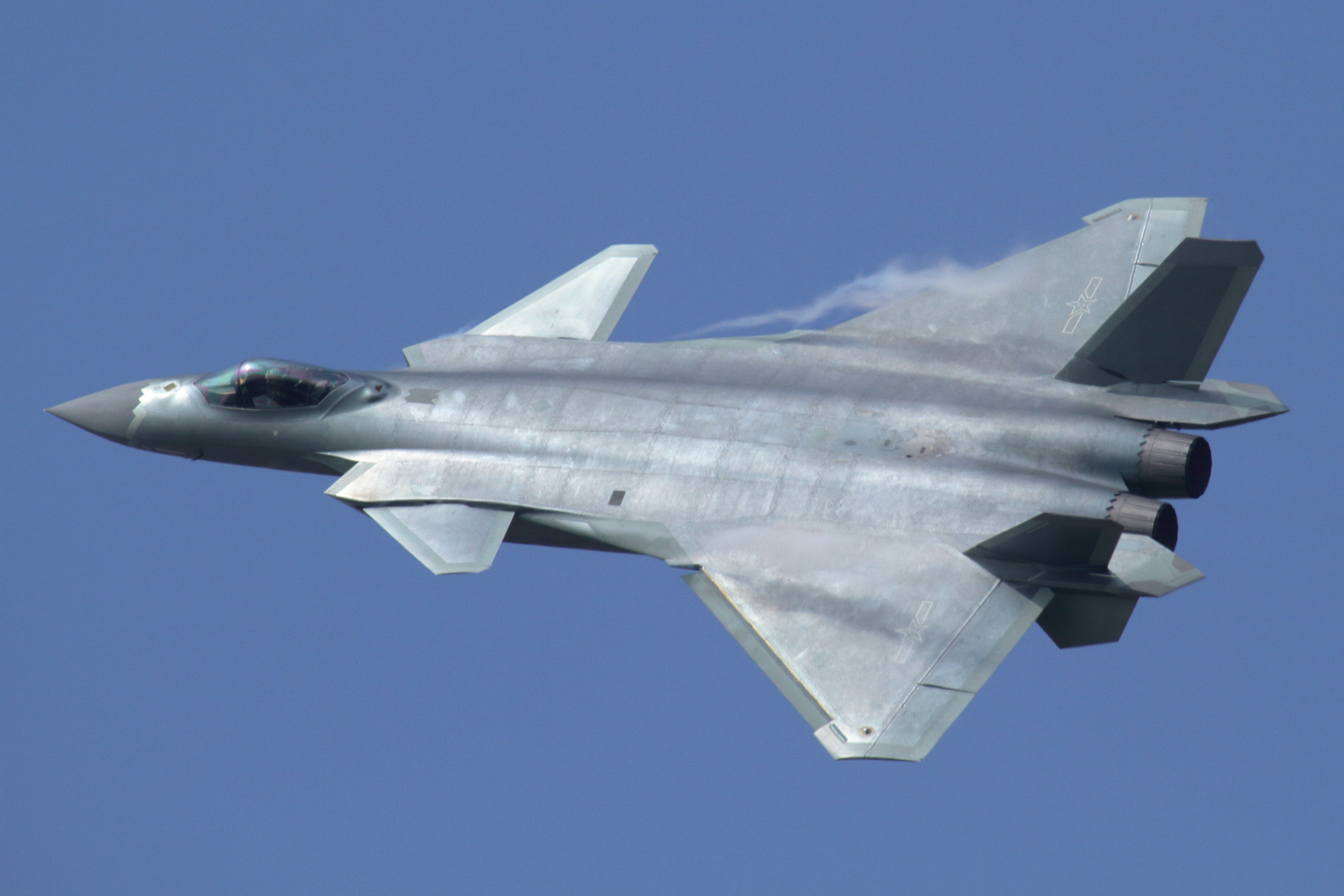
المقاتلة الشبح للجيل الخامس تشنغدو J-20.

في ظل وجود 2.5 مليون جندي في الخدمة، فإن جيش التحرير الشعبي الصيني هو الأضخم في العالم. يتكون الجيش الصيني من القوات البرية، والقوات البحرية، والقوات الجوية، وقوة نووية إستراتيجية. الميزانية الرسمية المعلنة لجيش جمهورية الصين الشعبية للعام 2009 كانت 77,8 مليار دولار أمريكي. إلا أن الولايات المتحدة تقول أن الصين لا تنشر الإنفاق العسكري الحقيقي لها. وتقدر وكالة الاستخبارات الدفاعية أن ميزانية الصين العسكرية لعام 2008 كانت ما بين 105 إلى 150 مليار دولار.

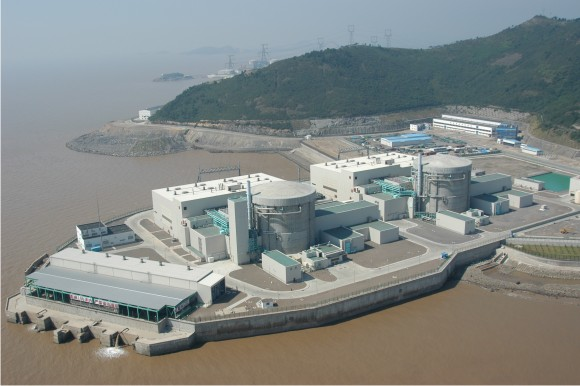
محطة كاندو للطاقة النووية في مقاطعة تشجيانغ، تمتلك الصين ما يزيد عن 500 رأس نووي.

تمتلك الصين أسلحة نووية وأنظمة تسليم لهذه الأسلحة، ولهذا تعدّ قوة عسكرية إقليمية كبرى، وقوة عسكرية عظمى صاعدة. والصين هي الدولة الوحيدة الدائمة العضوية في مجلس الأمن التي تمتلك قدرة محدودة في مجال قذف القوة العسكرية. ولهذا تعمل الصين على إقامة علاقات عسكرية خارجية.
في العقد الأخير، حصل تقدم كبير في جيش تحرير الشعب الصيني، وعملت جمهورية الصين الشعبية على تحديث جيشها، فعملت على شراء طائرات سوخوي-30 عالية التقنية من روسيا، كما أنتجت مقاتلاتها الحديثة الخاصة بها، بالأخص تشينغدو j-10، وشينيانج j-11. بالإضافة إلى ذلك، امتلكت الصين وطورت أنظمة صواريخ أرض-جو أس - 300 الروسية، والتي تعدّ من بين أفضل أنظمة اعتراض الطائرات في العالم. قامت روسيا بتطوير جيل جديد من هذه الصواريخ هو إس-400 تريومف، وهناك تقارير تفيد بأن الصين خصصت 500 مليون دولار لإصدارة مخفضة السعر من هذا النظام. تم تحديث القوات المدرعة وقوات الرد السريع التابعة لجمهورية الصين الشعبية بأجهزة إلكترونية معززة وأجهزة تهديف. وفي السنوات الحالية، ركزت الجهود على بناء قوات بحرية تتمتع بإمكانية المياه الزرقاء. هناك القليل من المعلومات المتوفرة حول دوافع تحديث القوات المسلحة في جمهورية الصين الشعبية.

## الاقتصاد

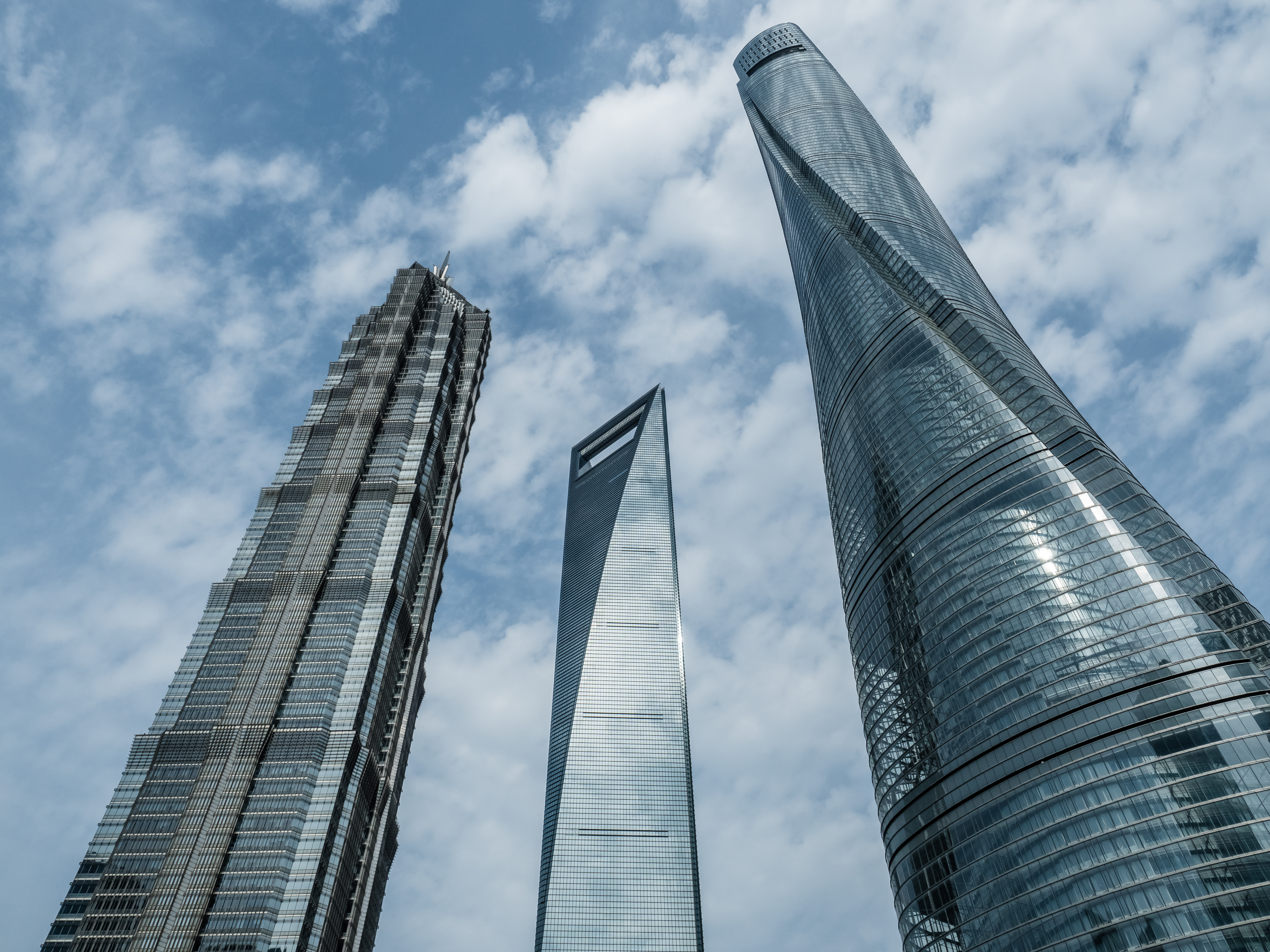
مركز شنغهاي المالي العالمي، برج جين ماو وبرج شنغهاي.

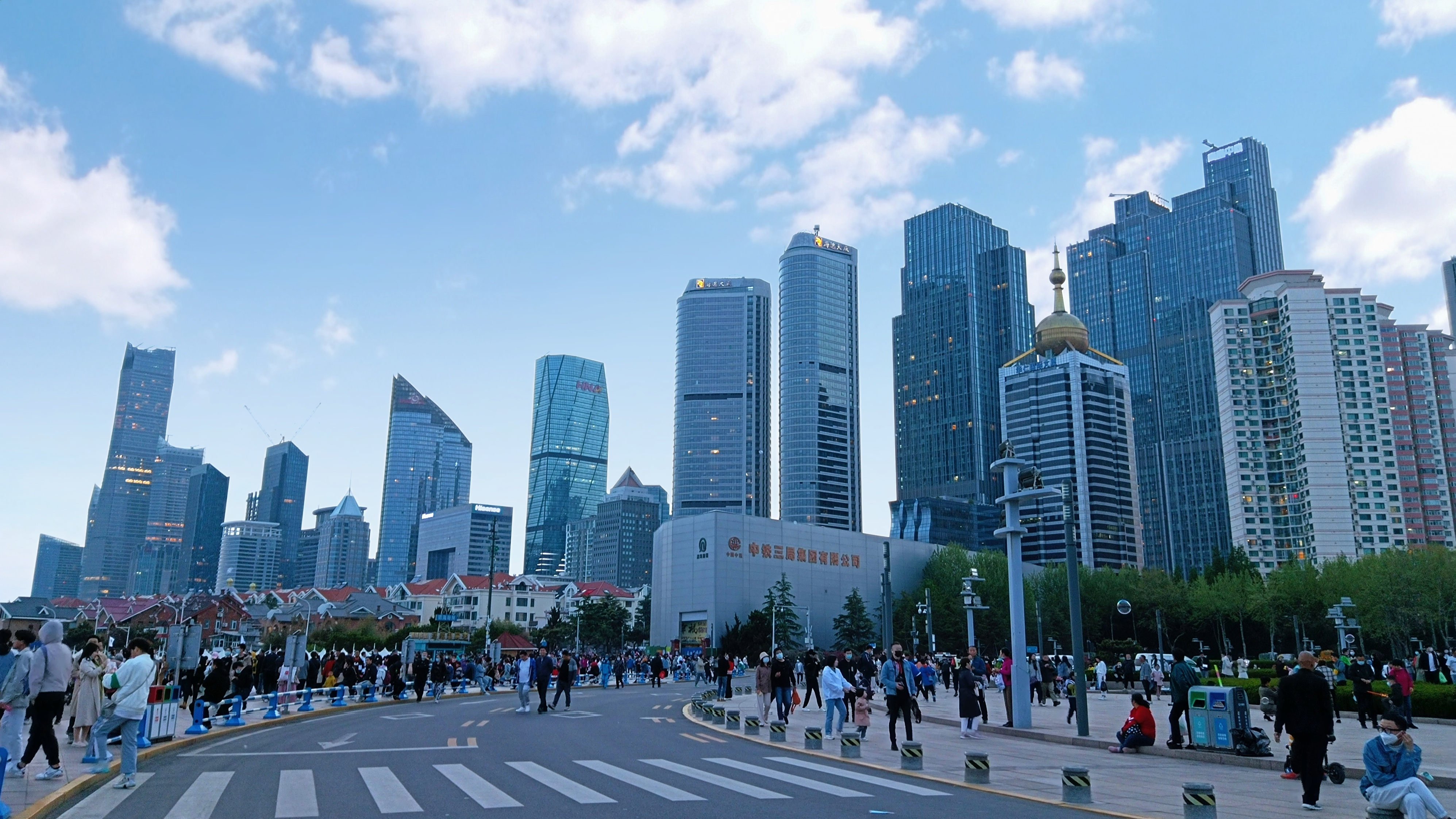
ناطحات السحاب في شاندونغ تعكس النمو الإقتصادي الصيني.

منذ تأسيسها عام 1949 وحتى أواخر عام 1978، بني اقتصاد جمهورية الصين الشعبية على النموذج السوفياتي من الاقتصاد المخطط المركزي. لم تكن هناك شركات خاصة وانعدمت الرأسمالية. قام ماو تسي تونغ بدفع البلاد نحو مجتمع حديث شيوعي صناعي من خلال القفزة العظيمة للأمام. بعد وفاة ماو وانتهاء الثورة الثقافية بدأ دينج شياو بينج والقيادة الصينية الجديدة بإصلاحات في الاقتصاد والانتقال إلى اقتصاد مختلط موجه نحو السوق تحت حكم الحزب الواحد. يتميز اقتصاد الصين بكونه اقتصاد سوق قائم على الملكية الخاصة. انحلت السياسة الزراعية التجميعية وتمت خصخصة الأراضي الزراعية لزيادة الإنتاجية.
جرى تشجيع مجموعة واسعة من المؤسسات الصغيرة في حين خففت الحكومة من الرقابة على الأسعار وشجعت الاستثمار الأجنبي. ركزت الصين على التجارة الخارجية بوصفها وسيلة رئيسية للنمو، الأمر الذي أدى إلى إنشاء مناطق اقتصادية خاصة أولا في شينتشين (بالقرب من هونغ كونغ) ثم في غيرها من المدن الصينية. جرت أيضًا إعادة هيكلة الشركات غير الكفء المملوكة للدولة من خلال إدخال النظام الغربي في الإدارة بينما أغلقت الشركات غير المربحة، مما أدى إلى خسائر هائلة في الوظائف.

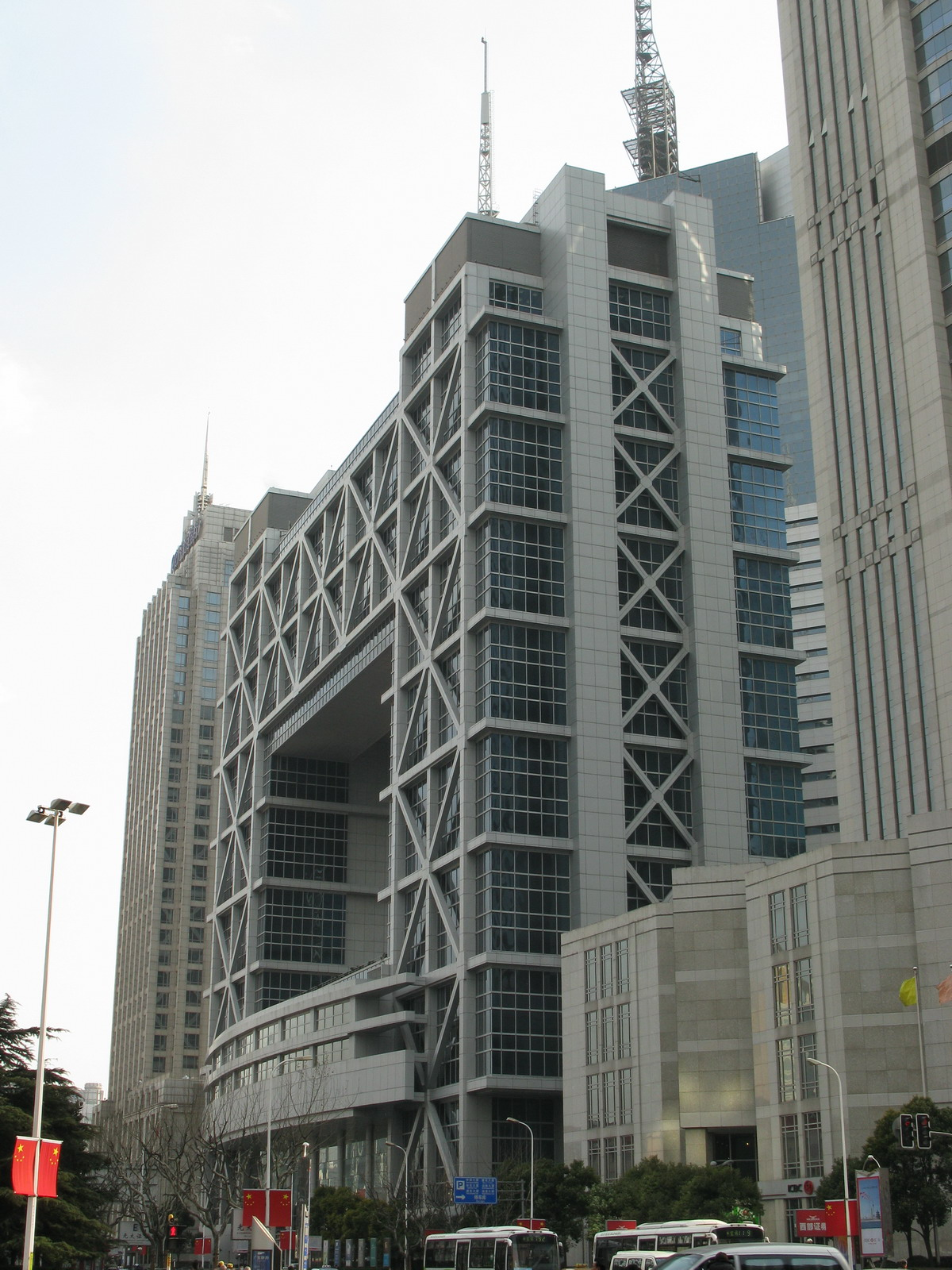
مبنى سوق شنغهاي للأوراق المالية في مركز بودونغ في المركز المالي للمدينة.

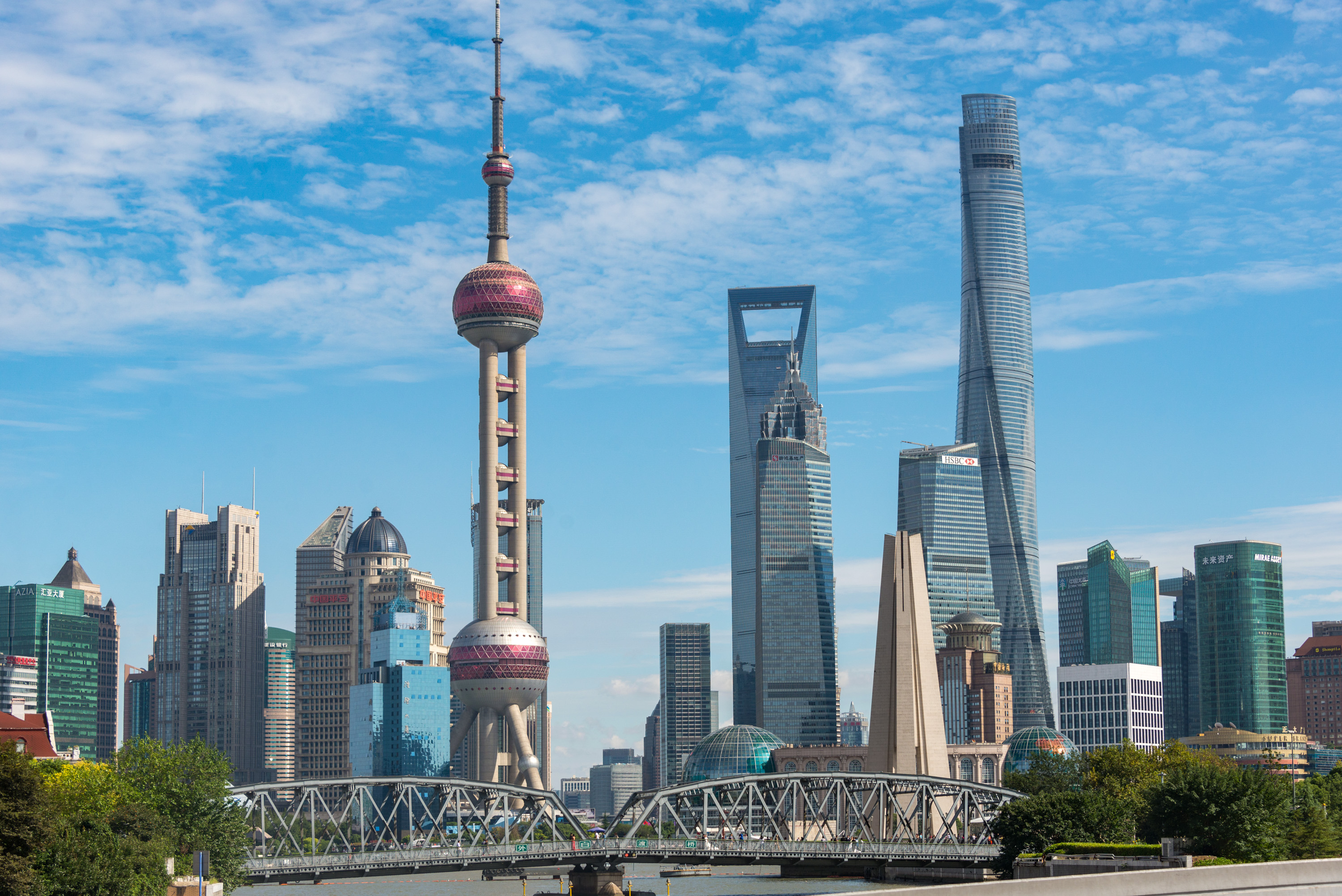
ناطحات السحاب في شنغهاي.

يرجع النمو السريع في الاقتصاد والصناعة في الصين الشعبية إلى السياسة التي اتبعها دينج شياو بينج حيث بدأ في أواخر السبعينيات والثمانينيات من القرن الماضي في إرسال البعثات إلى البلاد الغربية لتعلم الهندسة والاقتصاد وطرق الإدارة الحديثة بغرض التطوير الاقتصادي في البلاد. واعتمد على هؤلاء الذين يسمون «تقنوقراطيون» في حل مشاكل الصين الشعبية والتطور بها وتشغيل الصينيين، فكان التقنقراطيون خير نخبة يعتمد عليها في حل المشاكل في الصناعة والتطوير العملي والانتقال من مجتمع زراعي بحت إلى مجتمع صناعي . وبعد عام 1985 المجلس المركزي - وهو أعلى مجلس نابع من الحزب الشيوعي - يغلب فيه التقنقراطيون عن غيرهم من النواب. وأصبحت المجموعة الحاكمة معظمها من التقنقراطيين وساروا على هذا السبيل حتى يومنا هذا. فالمجموعة الحاكمة في الصين هم حاليا من أكثر السياسيين على مستوى العالم النابغون في في العلوم الهندسية والاقتصادية والإدارة، وتعليمهم كان بصفة رئيسية في العالم الغربي، ولا يزالون يرسلون البعثات إلى أفضل كليات الاقتصاد والعلوم والهندسة في بريطانيا، والولايات المتحدة الأمريكية لاكتساب المعرفة وإدخالها إلى الصين الشعبية.
منذ التحرير الاقتصادي عام 1978 نما اقتصاد جمهورية الصين الشعبية المعتمد على الاستثمار والتصدير، 70 مرة  وأصبح أسرع الاقتصادات الكبرى نموًا في العالم. يحتل الاقتصاد الصيني حاليًا المرتبة الثانية عالميًا من حيث الناتج المحلي الإجمالي الاسمي عند 34.06 ترليون يوان أو أكثر من 14 ترليون دولار أمريكي على الرغم من أن نصيب الفرد من الدخل لا يزال منخفضًا عند 3,700$ ويضع جمهورية الصين الشعبية قريبًا من المرتبة المائة بين بلدان العالم. ساهمت الصناعات الأولية والثانوية والثالثية بنسبة 10.6% و46.8% و42.6% على التوالي في الاقتصاد الكلي في عام 2009. إذا أخذ تعادل القدرة الشرائية في الاعتبار فإن اقتصاد جمهورية الصين الشعبية يحتل المرتبة الثانية بعد الولايات المتحدة عند 8.77$ تريليون أي تبلغ حصة الفرد الأمريكي 6,600$.

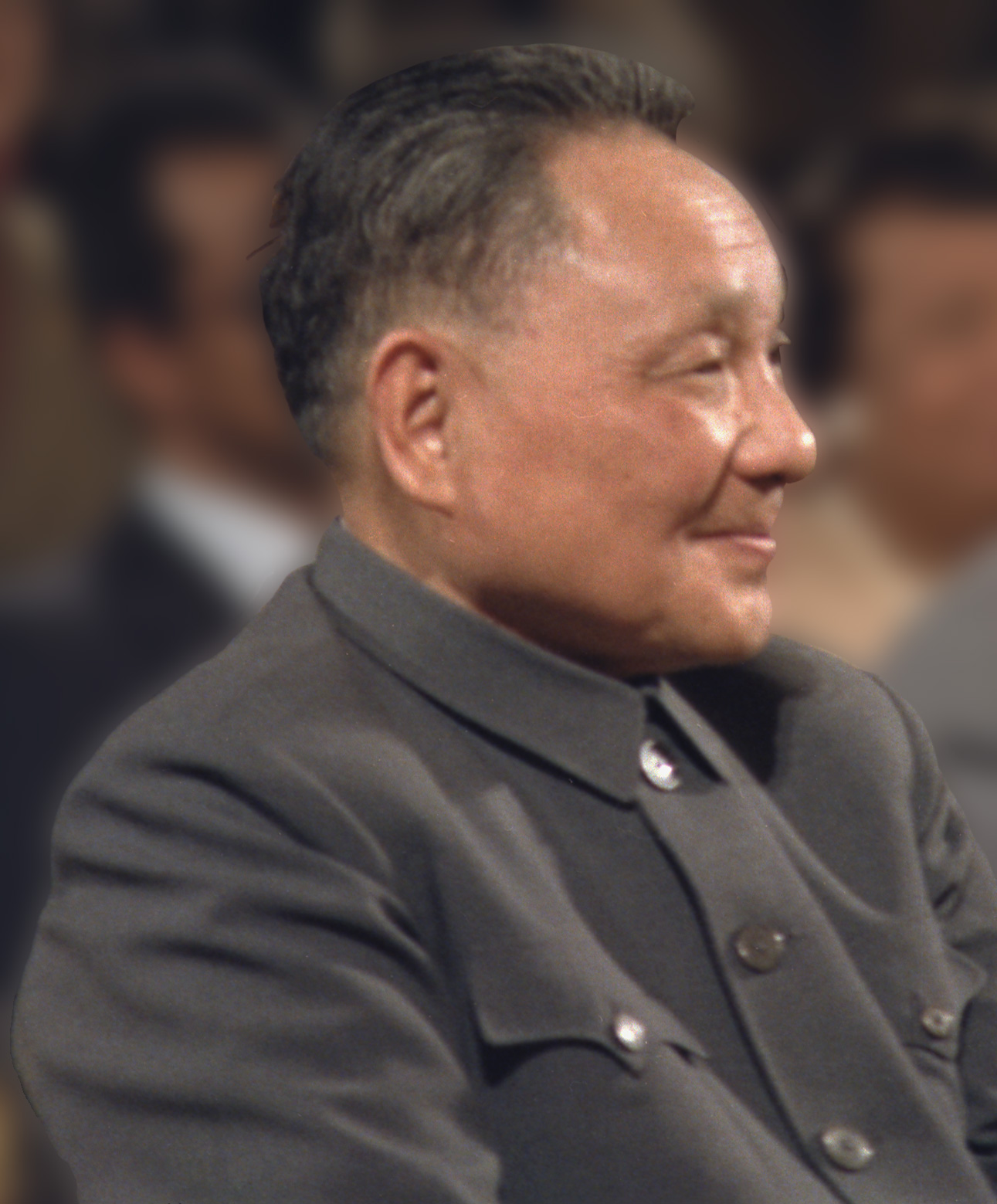
في عام 1978، دفع دينج شياو بينج باقتصاد جمهورية الصين الشعبية نحو اقتصاد السوق.

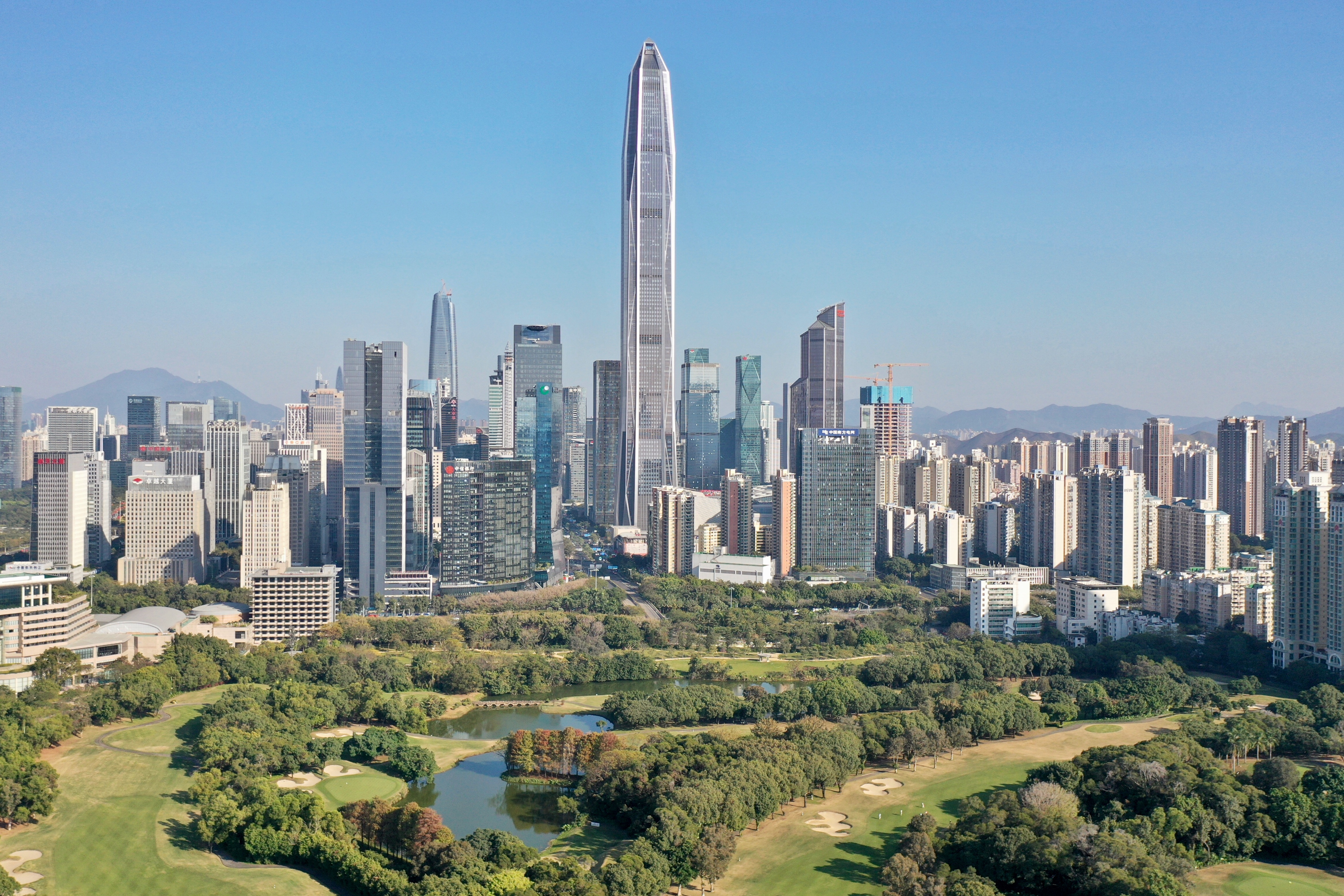
شنتشن، قوانغدونغ.

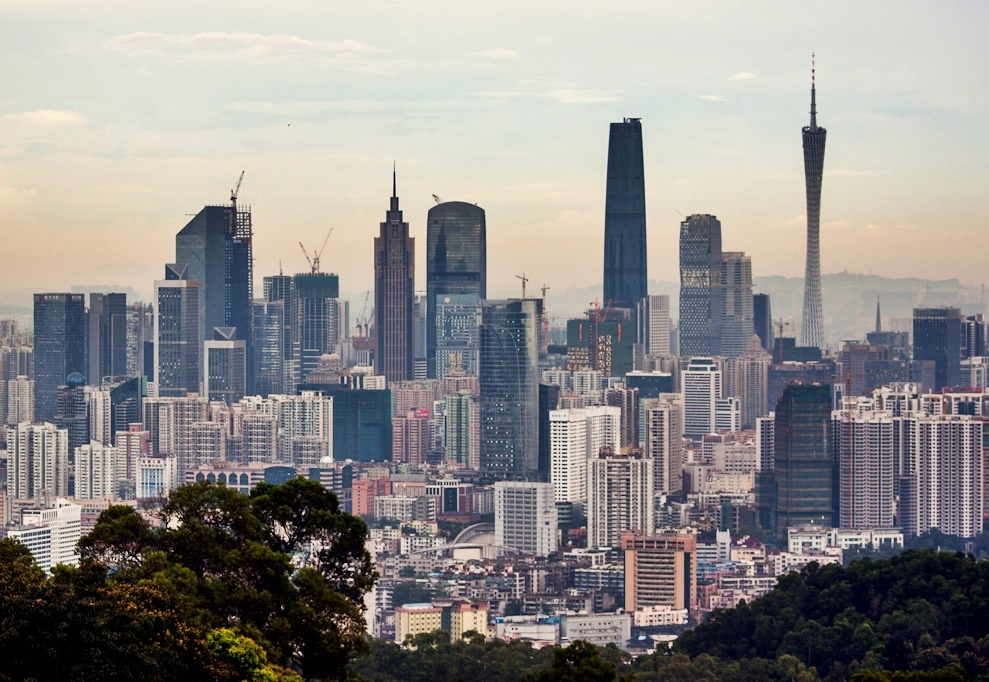
قوانغتشو، قوانغدونغ.

جمهورية الصين الشعبية هي رابع دولة في العالم من حيث عدد السياح بنحو 50.9 مليون سائح دولي عام 2009. الصين عضو في منظمة التجارة العالمية، وإبيك وهي ثاني قوة تجارية في العالم خلف الولايات المتحدة حيث تبلغ تجارتها الدولية 2.21$ ترليون (1.20$ ترليون من الصادرات (#1) و1.01$ ترليون من الواردات (#2). يبلغ احتياطي البلاد من النقد الأجنبي 2.4$ ترليون، مما يضعها في المرتبة الأولى عالميًا في هذا المجال. تمتلك جمهورية الصين الشعبية ما يقدر بنحو 1.6 ترليون دولار من سندات الضمان الأمريكية. تعدّ جمهورية الصين الشعبية أكبر ممتلك أجنبي الأجنبية للدين العام الأمريكي، إذ تستحوذ على 801.5$ مليار من سندات الخزينة. تصنف البلاد ثالثة من حيث حجم الاستثمار الأجنبي المباشر فيها، حيث جذبت 92.4$ مليار دولار في عام 2008 وحده، كما أنها تستثمر بصورة متزايدة في الخارج بمبلغ إجمالي قدره 52.2 مليار دولار في عام 2008 وحده لتصبح سادس أكبر مستثمر خارجي في العالم.
يعود نجاح جمهورية الصين الشعبية أساسًا إلى التصنيع منخفض التكلفة. يعزى ذلك إلى اليد العاملة الرخيصة والبنية التحتية الجيدة ومستوى متوسط من التكنولوجيا والمهارة الإنتاجية العالية نسبيًا والسياسات الحكومية المواتية، ويضيف البعض السعر المخفض لصرف العملة. عد الأخير سببًا في بعض الأحيان لفائض تجارة جمهورية الصين الشعبية (262.7$ مليار في عام 2007)، وأصبح مصدرًا رئيسيًا للنزاع بين جمهورية الصين الشعبية وشركائها التجاريين الرئيسيين وهم الولايات المتحدة والاتحاد الأوروبي واليابان على الرغم من تحرير اليوان وارتفاع قيمته بنسبة 20% مقابل الدولار الأمريكي منذ عام 2005.

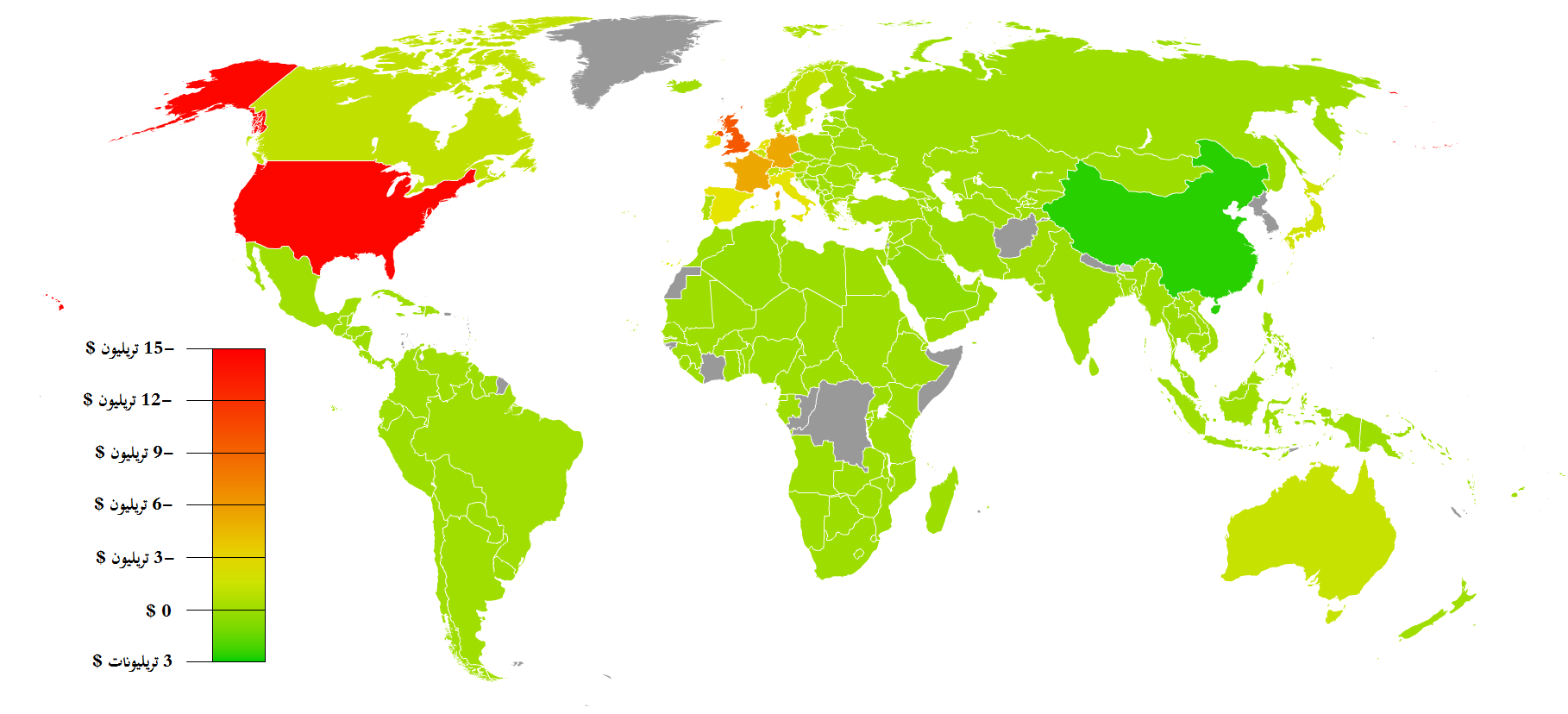
خريطة البلدان حسب احتياطات النقد الأجنبي والذهب منقوصًا منها الدين الخارجي حسب كتاب المخابرات المركزية لعام 2010.

لا تزال الدولة تهيمن على الصناعات الإستراتيجية (مثل الطاقة والصناعات الثقيلة) ولكن المؤسسات الخاصة (30 مليون شركة خاصة) تساهم بما بين 33% (صحيفة الشعب اليومية على الإنترنت عام 2005) إلى 70% (بيزنيس، 2005) من الناتج المحلي الإجمالي، في حين أن تقديرات منظمة التعاون والتنمية تصل إلى أكثر من 50% من الناتج الوطني الصيني، مرتفعة من 1% فقط في عام 1978. يسجل سوق الأسهم في شنغهاي زيادة قياسية في مبالغ الاكتتابات كما تضاعف مؤشر شانغهاي المركب منذ عام 2005. بلغت رسملة مشاريع الأعمال الصغيرة 3 ترليون دولار أمريكي في عام 2007 وتصنف خامس أكبر سوق أسهم في العالم.

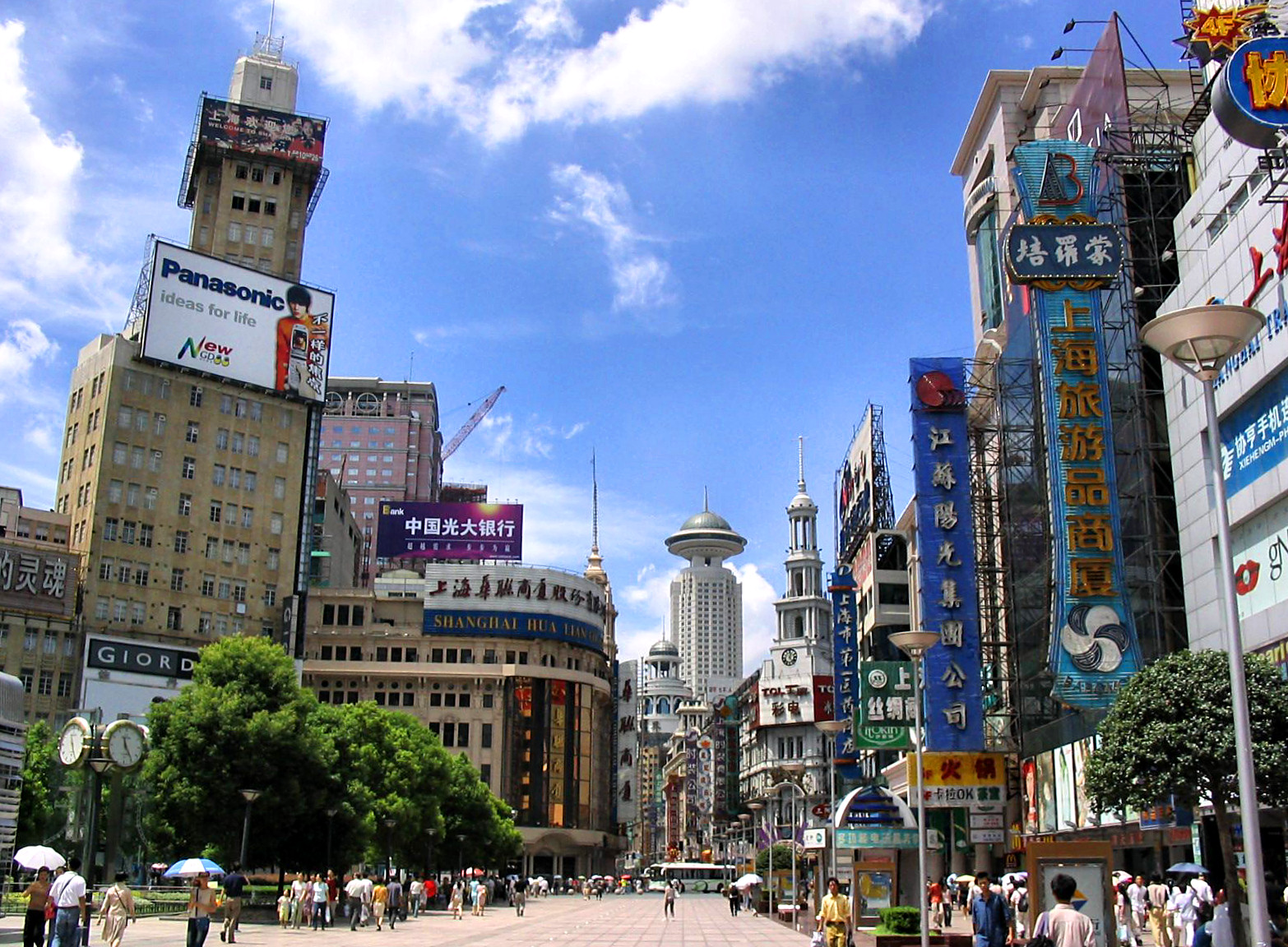
شارع نانجينغ في شنغهاي أحد أنشط مراكز التسوق في العالم.

تحتل الصين حاليا المرتبة 29 في مؤشر التنافسية العالمية. حيث دخلت سبعة وثلاثون من الشركات الصينية قائمة غلوبال فورتشن 500 في عام 2009 (بكين وحدها فقط 26). عند القياس باستخدام القيمة السوقية، فإن أربعة من أكبر عشرة شركات في العالم هي شركات الصينية. منها الأولى عالميًا شركة بتروتشاينا (أغلى شركة نفط في العالم)، وفي المرتبة الثالثة البنك الصناعي والتجاري الصيني (أغلى البنوك في العالم من حيث القيمة) وفي المرتبة الخامسة تشاينا موبايل (أكثر الشركات العالمية للاتصالات قيمة) وفي المرتبة السابعة تشاينا كونستركشن بانك.
على الرغم من أن الشعب الصيني فقير وفقًا للمعايير العالمية فإن النمو السريع لاقتصاد البلاد تمكنت من نشل مئات الملايين من الناس وأخرجتهم من حالة الفقر منذ عام 1978. اليوم يعيش حوالي 10% من سكان الصين (مقابل 64% في 1978) تحت خط الفقر (يصل تعادل القدرة الشرائية الخاص بهؤلاء الناس إلى دولار واحد في النهار)، في حين ارتفع متوسط العمر المتوقع بشكل كبير إلى 73 سنة. أكثر من 93% من السكان يعرفون القراءة والكتابة، مقابل 20% في عام 1950. انخفضت البطالة في المناطق الحضرية إلى 4% بحلول نهاية عام 2007 (قد تكون الأرقام الحقيقية الكلية للبطالة أعلى عند 10%).

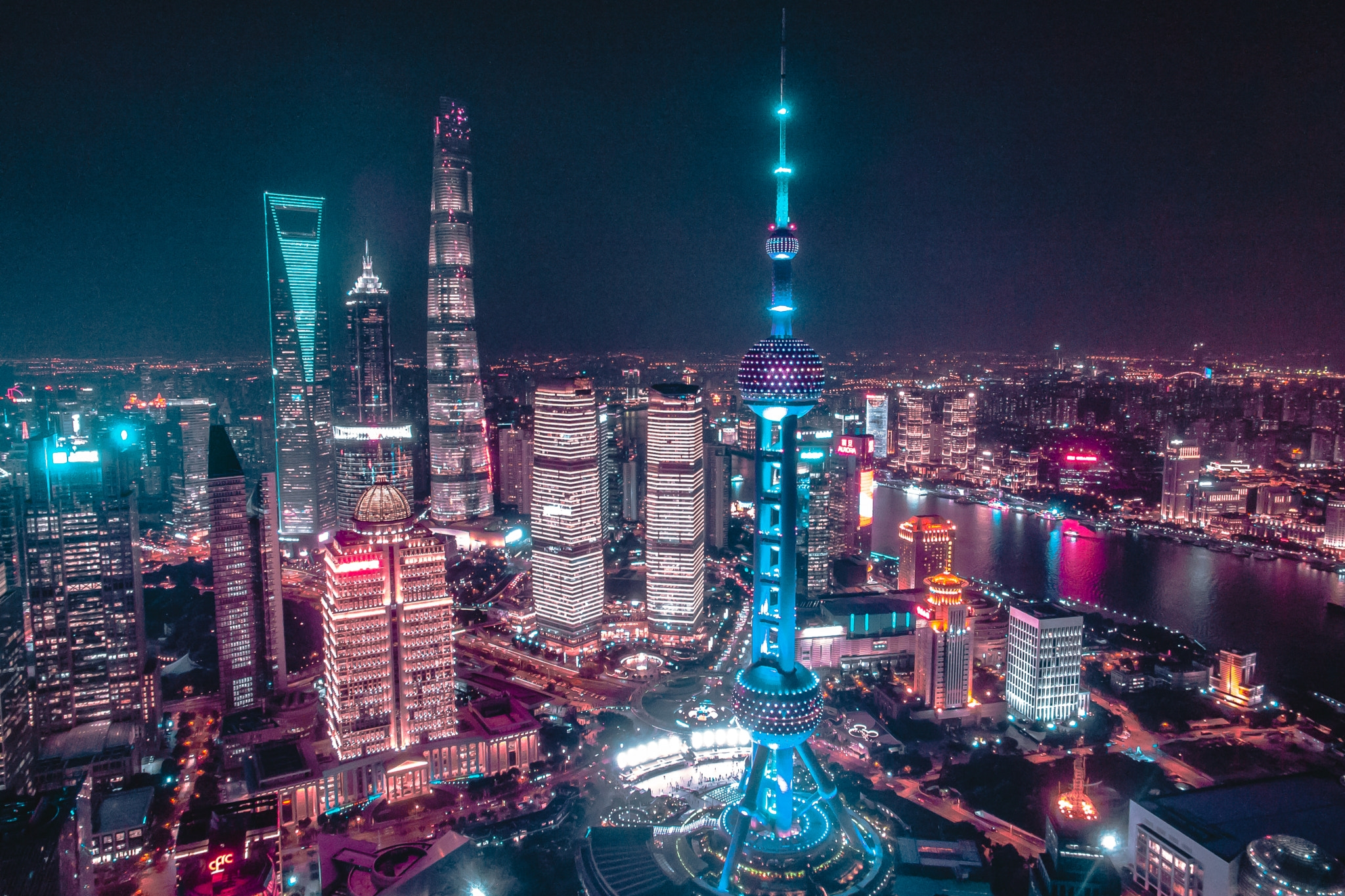
ناطحات السحاب في شنغهاي.

وصل تعداد الطبقة المتوسطة الصينية (المدخول السنوي لا يقل عن 17,000 دولار) حتى الآن لأكثر من 100 مليون نسمة، في حين يقدر عدد الأفراد أصحاب الثراء الفاحش (أكثر من 10 ملايين يوان أو 1.5 مليون دولار) بنحو 825,000 وفقًا لتقرير هورون. بلغت قيمة سوق التجزئة الصيني 8921 مليار يوان (1302 مليار دولار) في عام 2007 وينمو بمعدل 16.8% سنويًا، كما أنه الآن ثاني أكبر مستهلك لسلع الرفاهية خلف اليابان مع 27.5% من الحصة العالمية.
يتفاوت النمو الاقتصادي في البلاد عند المقارنة بين المناطق الجغرافية المختلفة والمناطق الريفية والحضرية. الفجوة في الدخل بين المناطق الحضرية والريفية آخذة في الاتساع مع معامل جيني قدره 46.9%. كما تركز التطوير أيضًا في المناطق الساحلية الشرقية بينما ترك ما تبقى من البلاد وراءها. للتصدي لهذا، شجعت الحكومة على تنمية المناطق الغربية شمال شرق ووسط الصين.
يعتمد الاقتصاد أيضًا للغاية على الاستخدام للطاقة وبشكل غير فعال حيث يستخدم ما بين 20% و100% من الطاقة أكثر من بلدان منظمة التعاون والتنمية الاقتصادية في الكثير من العمليات الصناعية. بات الاقتصاد الصيني المستهلك الأكبر في العالم للطاقة  ولكنها تعتمد على الفحم لتزويد حوالي 70% من احتياجاتها من الطاقة. أدى هذا الأمر مع تراخي السياسات البيئية الحكومية إلى تلوث هائل في المياه والهواء (تمتلك الصين 20 من بين 30 مدينة أكثر تلوثًا في العالم)  وبالتالي فإن الحكومة وعدت استخدام المزيد من الطاقة المتجددة مع هدف الوصول إلى 10% من إجمالي الطاقة المستخدمة بحلول عام 2010 و30% بحلول عام 2050.

### الصين في الاقتصاد العالمي

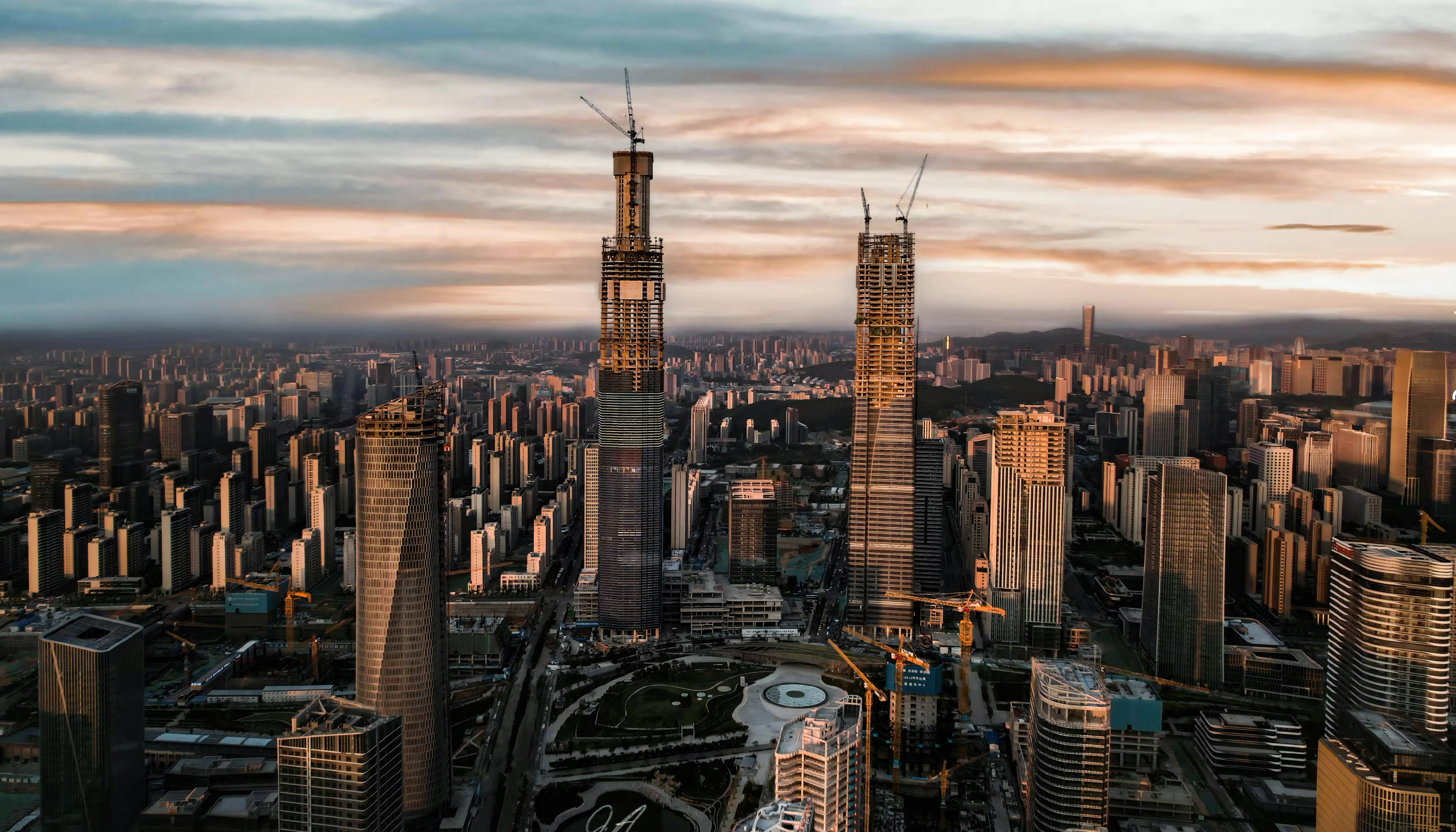
جينان، شاندونغ.

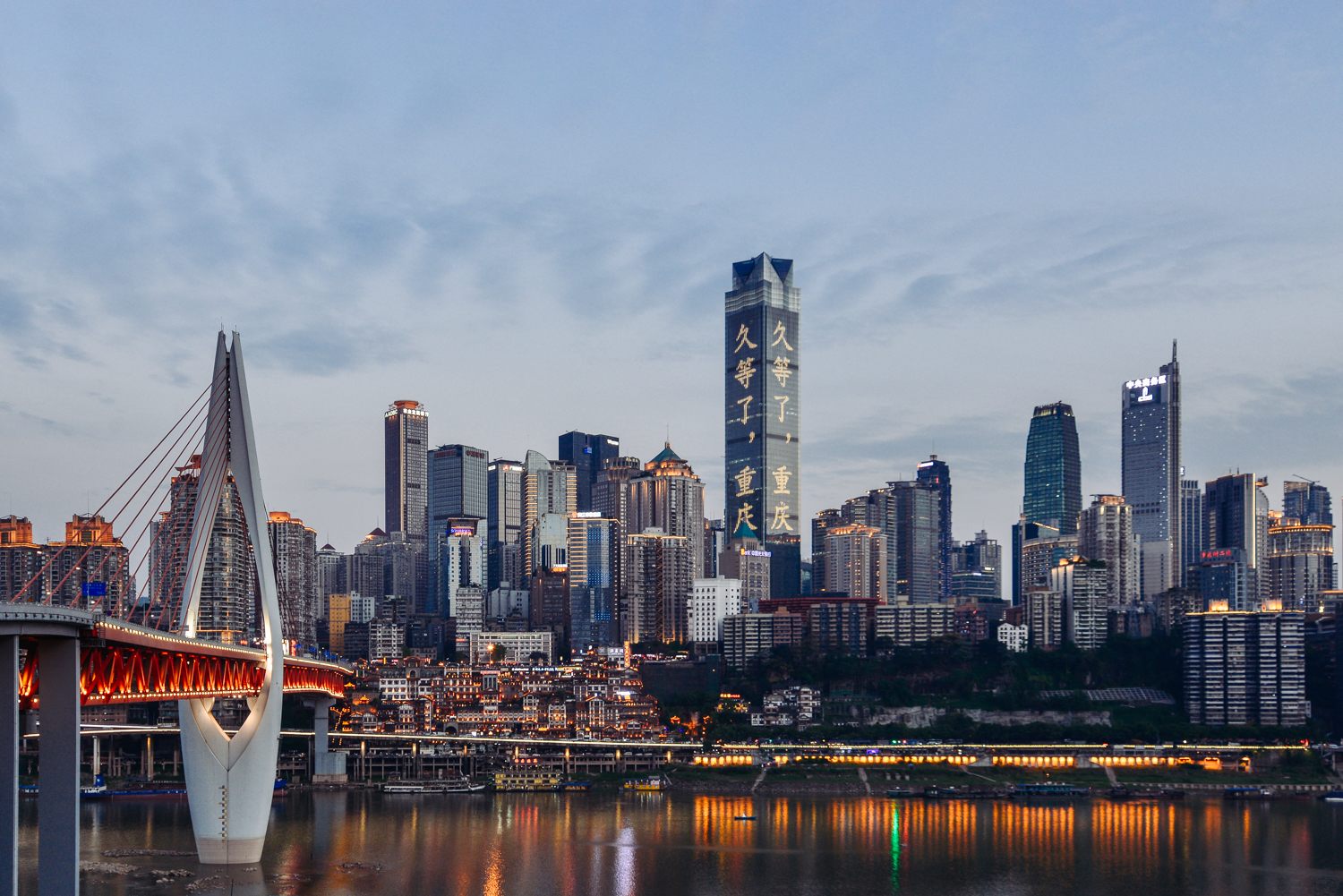
تشونغتشينغ إحدى المدن الصناعية الكبرى.

الصين عضو في منظمة التجارة العالمية وهي أكبر قوة تجارية في العالم، حيث يبلغ إجمالي قيمة التجارة الدولية 6.3 تريليون دولار أمريكي في عام 2022. الصين هي أكبر مصدر في العالم وثاني أكبر مستورد للسلع. وصلت احتياطياتها من النقد الأجنبي إلى 3.128 تريليون دولار أمريكي اعتبارًا من ديسمبر 2022، مما يجعل احتياطياتها هي الأكبر في العالم على الإطلاق. في عام 2022، كانت الصين من بين أكبر الدول المتلقية للاستثمار الأجنبي المباشر الداخلي (FDI) في العالم، حيث اجتذبت 180 مليار دولار، على الرغم من التكهنات بأن معظمها من هونغ كونغ. وفي عام 2021، بلغت تحويلات الصين من النقد الأجنبي 53 مليار دولار أمريكي، مما يجعلها ثاني أكبر متلق للتحويلات في العالم. تستثمر الصين أيضًا في الخارج، حيث بلغ إجمالي الاستثمار الأجنبي المباشر المتجه إلى الخارج 62.4 مليار دولار في عام 2012،  وعدد من عمليات الاستحواذ الكبرى على الشركات الأجنبية من قبل الشركات الصينية. تعد الصين مالكًا رئيسيًا للدين العام الأمريكي، حيث تمتلك ما قيمته تريليونات الدولارات من سندات الخزانة الأمريكية. تسبب سعر الصرف المقوم بأقل من قيمته الحقيقية في الصين في احتكاك مع الاقتصادات الكبرى الأخرى، كما تم انتقادها على نطاق واسع لتصنيع كميات كبيرة من السلع المقلدة. في عام 2020، مؤشر التعقيد الاقتصادي لجامعة هارفارد تعقيد صادرات الصين في المرتبة 17 في العالم، ارتفاعًا من المرتبة 24 في عام 2010.

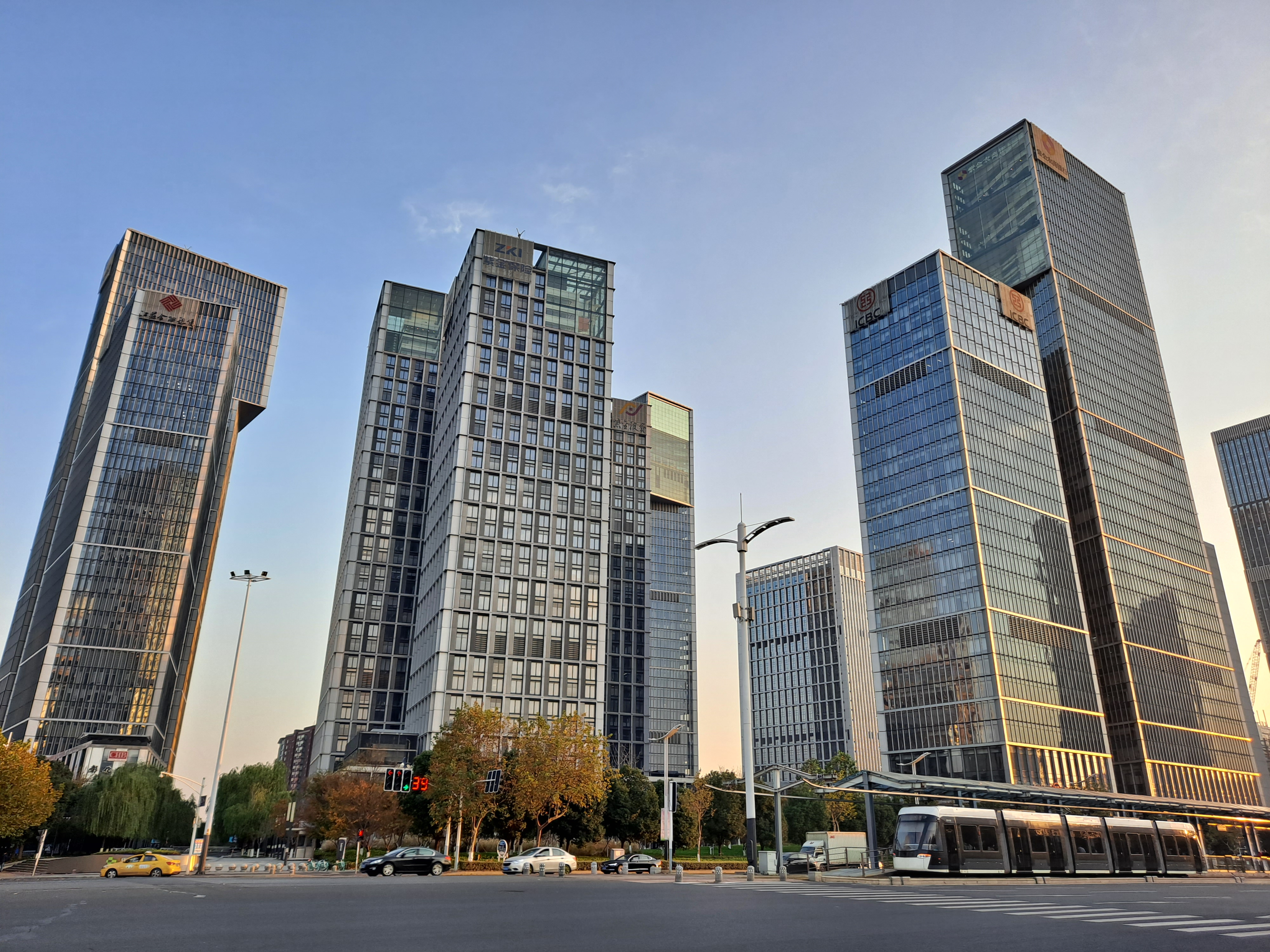
نانجينغ، جيانغسو.

في أعقاب الأزمة المالية 2007-2008، سعت السلطات الصينية إلى التخلص من اعتمادها على الدولار الأمريكي نتيجة لنقاط الضعف الملحوظة في النظام النقدي الدولي. ولتحقيق هذه الغايات، اتخذت الصين سلسلة من الإجراءات لتعزيز تدويل الرنمينبي. وفي عام 2008، أنشأت الصين سوق سندات الرنمينبي ووسعت المشروع التجريبي لتسوية التجارة عبر الحدود بالرنمينبي، والذي يساعد في إنشاء مجمعات من السيولة بالرنمينبي في الخارج.  وأعقب ذلك اتفاقيات ثنائية لتسوية التجارة مباشرة بالرنمينبي مع روسيا، اليابان، أستراليا، سنغافورة، المملكة المتحدة، وكندا. نتيجة للتدويل السريع للرنمينبي، أصبحت العملة الثامنة الأكثر تداولًا في العالم بحلول عام 2018، وهي عملة احتياطية دولية ناشئة، مكونات حقوق السحب الخاصة لصندوق النقد الدولي ؛ ومع ذلك، ويرجع ذلك جزئيًا إلى ضوابط رأس المال التي تجعل الرنمينبي أقل من أن يكون عملة قابلة للتحويل بالكامل، فإنه يظل بعيدًا عن اليورو والدولار والين الياباني في أحجام التجارة الدولية، اعتبارًا من عام 2022 ، يعد اليوان خامس أكثر العملات تداولًا في العالم.

## العلوم والتقنية

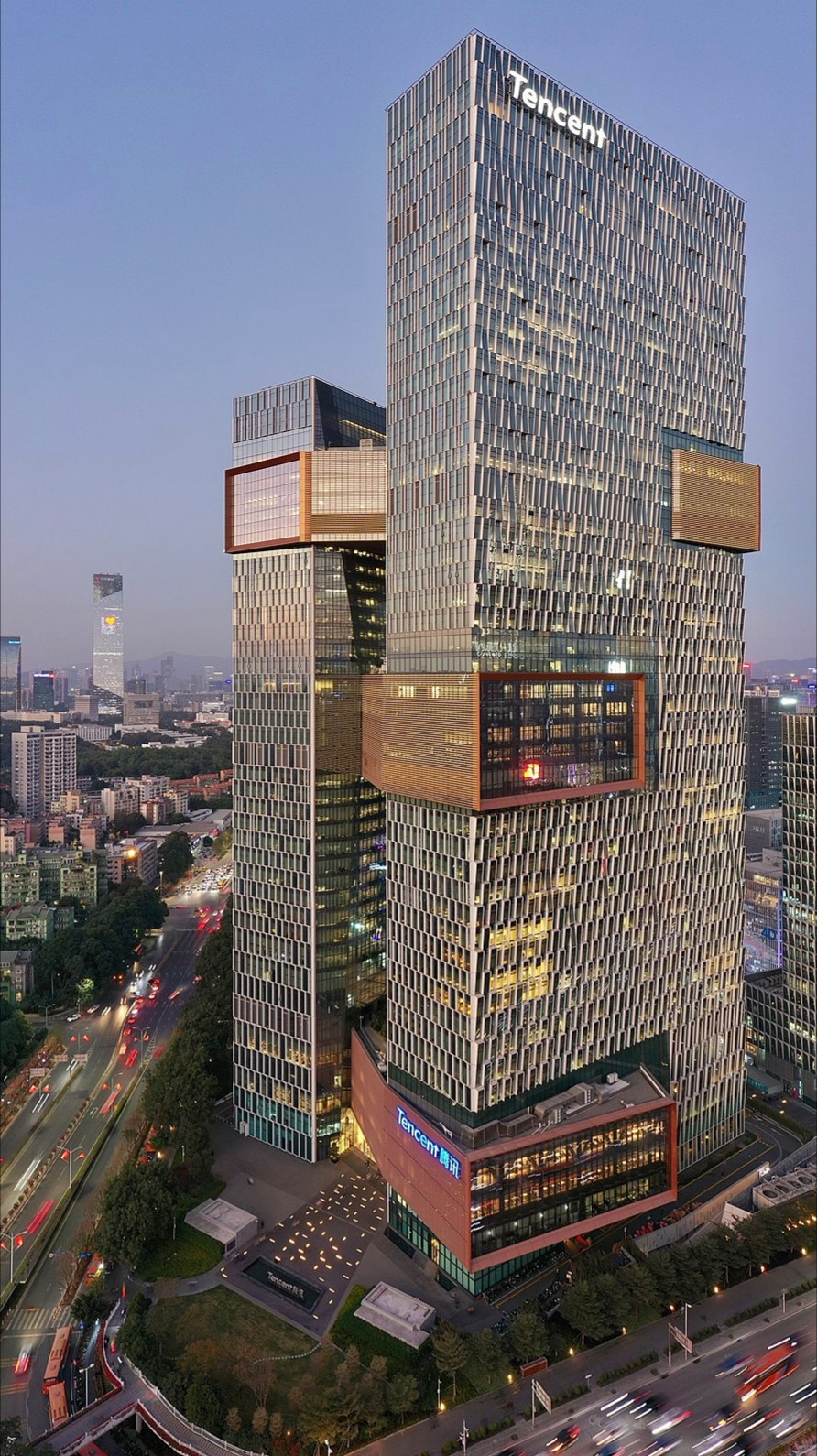
المقر الرئيسي لشركة تينسنت في شنجن، إحدى أكبر شركات التكنولوجيا والترفيه في العالم.

بعد الانقسام بين الصين والاتحاد السوفيتي، بدأت الصين بتطوير أسلحة نووية خاصة بها وقامت بتفجير أول سلاح نووي بنجاح في عام 1964 في لوب نور. بينما كان إطلاق برنامج القمر الصناعي نتيجة طبيعية لهذا الأمر والذي بلغ ذروته في العام 1970 مع إطلاق «دونغ فانغ هونغ» الأول، أول قمر صناعي صيني. وهذا ما جعل من جمهورية الصين الشعبية خامس أمة تطلق قمرًا صناعيًا بشكل مستقل.
في عام 1992، تم الترخيص لرحلة شنتشو الفضائية المأهولة، وبعد أربعة اختبارات غير مأهولة أطلقت شنتشو 5 في 15 أكتوبر سنة 2003، وذلك باستخدام مركبة إطلاق لونج مارش 2إف وحاملة رائد الفضاء الصيني يانغ لي وي، مما يجعل من جمهورية الصين الشعبية ثالث دولة ترسل رحلة مأهولة بالإنسان إلى الفضاء من خلال مساعيها الخاصة. أرسلت الصين ثاني مهمة مأهولة لها مع طاقم من اثنين، تحت اسم «شنتشو 6» في شهر أكتوبر من عام 2005. في عام 2008 أرسلت الصين بنجاح سفينة الفضاء شنتشو 7، مما جعلها ثالث دولة لديها القدرة على إجراء عملية سير في الفضاء. في عام 2007 نجحت جمهورية الصين الشعبية في إرسال مركبة الفضاء تشانغ (تيمنًا بآلهة القمر الصينية القديمة) إلى مدار القمر لاستكشافه كجزء من البرنامج الصيني لاستكشاف القمر. تخطط الصين لبناء محطة فضاء صينية في المستقبل القريب وتحقيق هبوط على سطح القمر برواد فضاء صينيين في العقد القادم وكذلك مهمة مأهولة إلى كوكب المريخ.

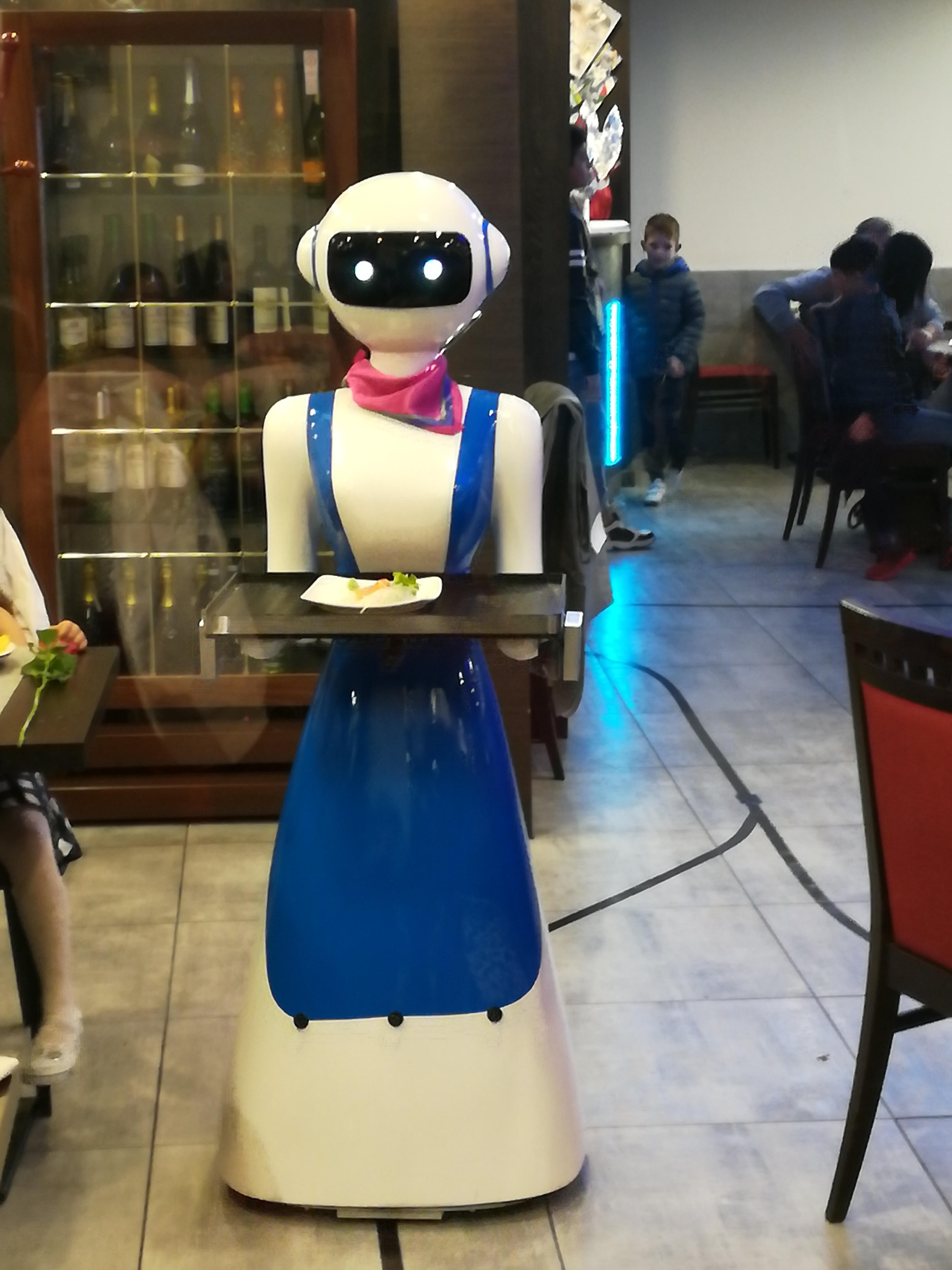
روبوت صيني يقدم الطعام في المطاعم.

تمتلك الصين ثاني أكبر ميزانية للبحوث والتنمية في العالم، ومن المتوقع أنها استثمرت أكثر من 136 مليار دولار في عام 2006 أي بزيادة أكثر من 20% عن عام 2005. تواصل الحكومة الصينية التركيز الشديد على البحث والتطوير من خلال خلق المزيد من الوعي العام للإبداع والابتكار وإصلاح النظم المالية والضريبية لتشجيع النمو في الصناعات المتطورة.
في عام 2006، دعا الرئيس الصيني هو جين تاوا الصين لتحقيق الانتقال من اقتصاد قائم على التصنيع واحد إلى اقتصاد يقوم على الابتكار ووافق مجلس النواب الوطني على زيادات كبيرة في تمويل البحوث. أبحاث الخلايا الجذعية والعلاج الجيني والتي يراها البعض في العالم الغربي محط جدل فإنها تواجه الحد الأدنى من العقبات في الصين. يوجد في الصين نحو 926,000 من الباحثين تسبقها فقط الولايات المتحدة بنحو 1.3 مليون.
منذ نهاية الثورة الثقافية، قامت الصين باستثمارات كبيرة في البحث العلمي، وهي تلحق بسرعة بالولايات المتحدة في الإنفاق على البحث والتطوير. أنفقت الصين رسميًا حوالي 2.4٪ من ناتجها المحلي الإجمالي على البحث والتطوير في عام 2020، بإجمالي حوالي 377.8 مليار دولار. وفقًا لمؤشرات الملكية الفكرية العالمية، تلقت الصين طلبات أكثر من الولايات المتحدة في 2018 و 2019 واحتلت المرتبة الأولى عالميًا في براءات الاختراع ونماذج المنفعة والعلامات التجارية والتصاميم الصناعية وصادرات السلع الإبداعية في عام 2021.
حلّت الصين في المرتبة 11 في مؤشر الابتكار العالمي في عام 2022، بقفزة كبيرة عن المرتبة 35 في عام 2013. عام 2023، تراجعت الصين إلى المركز 12، ثم عادت للمركز 11 في مؤشر عام 2024.

صنفت الحواسيب العملاقة الصينية الأسرع في العالم في مناسبات قليلة. ومع ذلك، تعتمد أجهزة الكمبيوتر العملاقة هذه على مكونات حرجة - وهي المعالجات - المستوردة من خارج الصين. كافحت الصين أيضًا في تطوير العديد من التقنيات محليًا ، مثل أشباه الموصلات الأكثر تقدمًا والمحركات النفاثة الموثوقة.

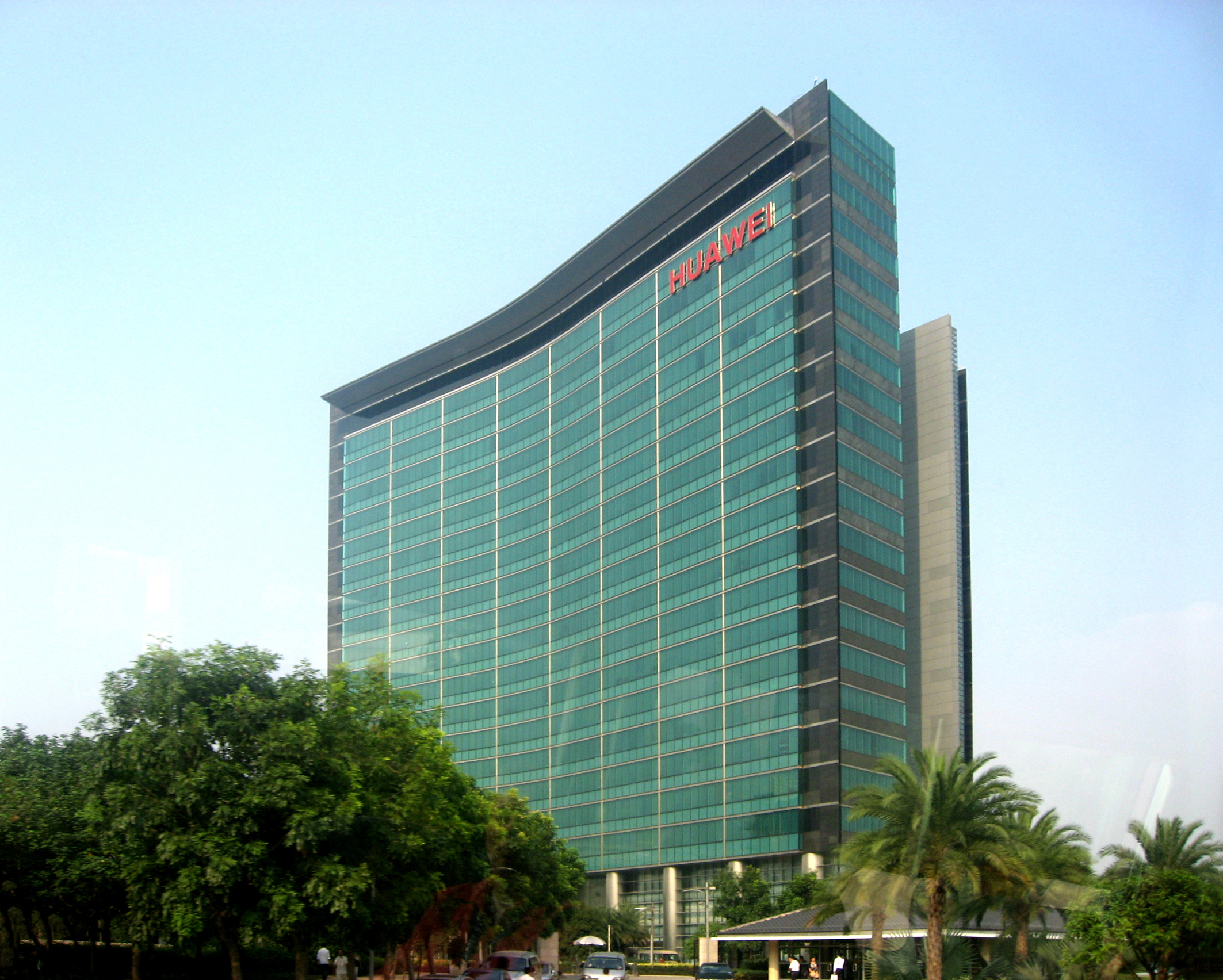
شركة هواوي للتكنولوجيا في شنتشن.

تعمل الصين على تطوير نظامها التعليمي مع التركيز على العلوم والتكنولوجيا والهندسة والرياضيات (STEM). أصبحت أكبر ناشر للأوراق العلمية في العالم في عام 2016. فاز الأكاديميون المولودون في الصين بجوائز مرموقة في العلوم والرياضيات ، على الرغم من أن معظمهم أجروا أبحاثهم الفائزة في الغرب الدول.

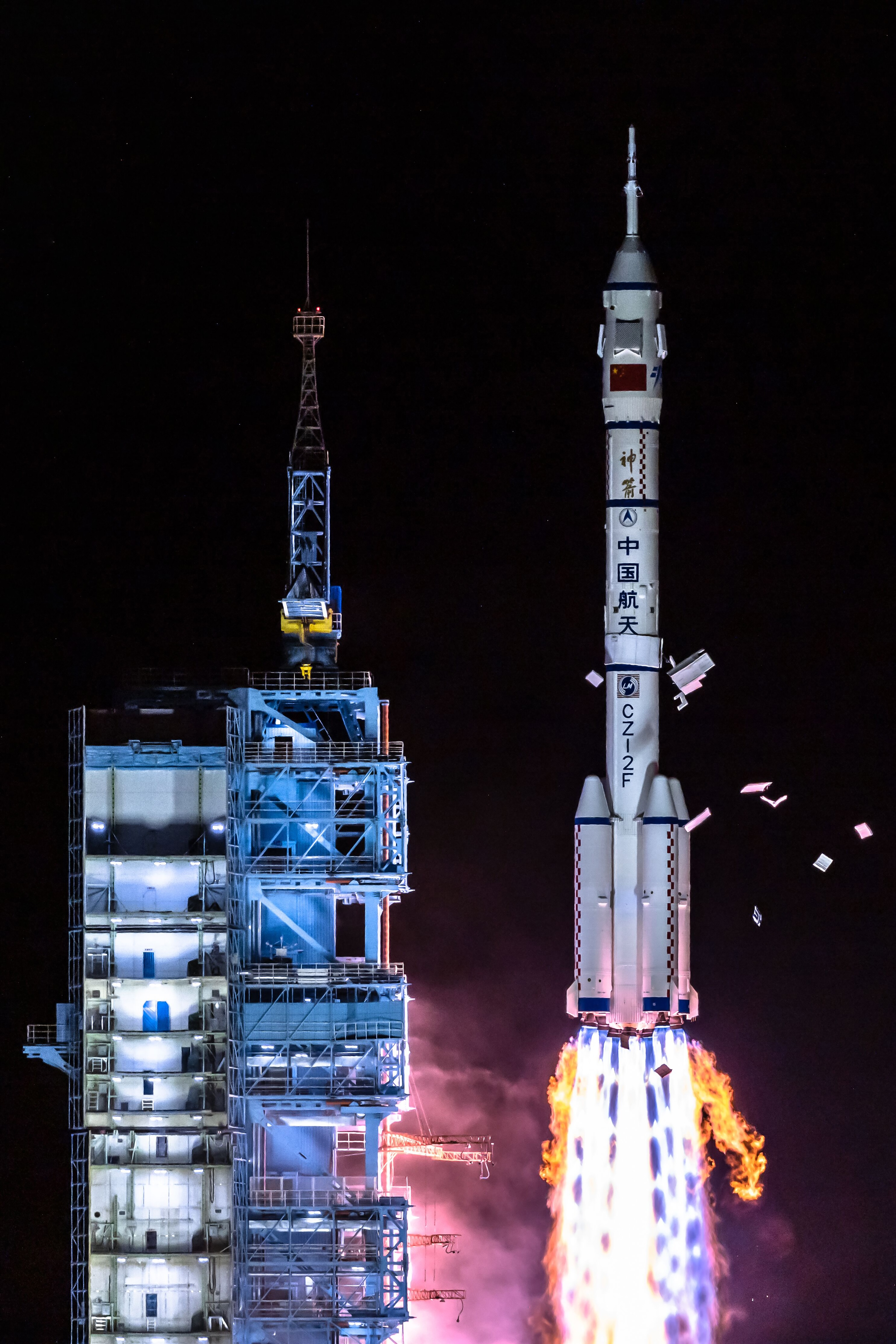
إطلاق شنتشو 13 بصاروخ لونج مارش 2 إف. الصين هي واحدة من ثلاث دول فقط لديها قدرة بشرية مستقلة في رحلات الفضاء.

تعمل الصين حاليًا على تطوير برامجها الإلكترونية وأنصاف النواقل وصناعات الطاقة بما في ذلك مصادر الطاقة المتجددة مثل الطاقة المائية وطاقة الرياح والطاقة الشمسية. في محاولة للحد من التلوث الناجم عن محطات الطاقة التي تعمل بحرق الفحم، كانت الصين رائدة في نشر المفاعلات النووية بسرير الحصى والتي تعمل أكثر برودة وأكثر أمنًا ولها تطبيقات محتملة في اقتصاد الهيدروجين.
يوجد في الصين أكبر عدد من مستخدمي الهاتف الخليوي في العالم مع أكثر من 700 مليون مستخدم في شهر يوليو من سنة 2009. كما لديها أكبر عدد من مستخدمي الإنترنت في العالم.

### برنامج الفضاء

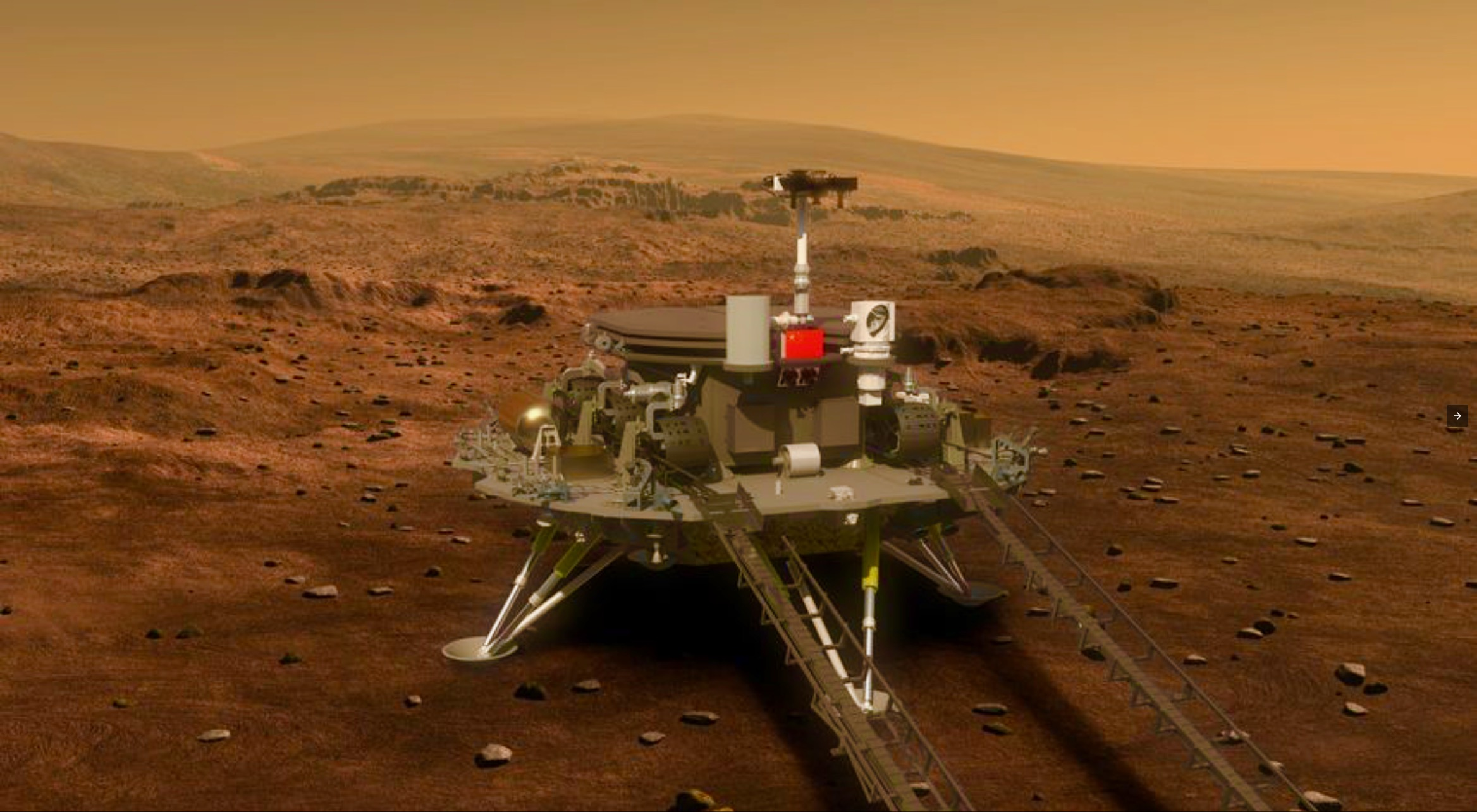
أول مركبة فضائية صينية تهبط علي كوكب المريخ لنقل البيانات إلى الأرض. الصين هي ثاني دولة تقود مركبة فضائية علي المريخ بعد الولايات المتحدة.

بدأ برنامج الفضاء الصيني في عام 1958 ببعض عمليات نقل التكنولوجيا من الاتحاد السوفيتي. ومع ذلك ، لم تطلق أول قمر صناعي للبلاد حتى عام 1970 مع دونج فانج هونج 1، مما جعل الصين خامس دولة تقوم بذلك بشكل مستقل. في عام 2003، أصبحت الصين ثالث دولة في العالم ترسل بشرًا بشكل مستقل إلى الفضاء مع رحلة يانغ ليوي الفضائية على متن شنتشو 5. اعتبارًا من عام 2022، ستة عشر مواطنًا صينيًا سافروا إلى الفضاء، من بينهم امرأتان. في عام 2011، أطلقت الصين أول محطة فضاء اختبارية لها، في عام 2013 نجحت المركبة الروبوتية الصينية يوتو في الهبوط على سطح القمر كجزء من مهمة شانغ اي 3. وفي عام 2019 أصبحت الصين أول دولة تهبط بمسبار - تشانغ اي 4 على الجانب البعيد من القمر. في عام 2020، نجحت تشانغ اي 5 في إعادة عينات من القمر إلى الأرض، مما جعل الصين ثالث دولة تفعل ذلك بشكل مستقل بعد الولايات المتحدة والاتحاد السوفيتي. في عام 2021 أصبحت الصين ثاني دولة في التاريخ تهبط بشكل مستقل بمركبة جوالة زورونغ على سطح المريخ، بعد الولايات المتحدة. أكملت الصين محطة الفضاء المعيارية الخاصة بها، تيانجونج، في مدار أرضي منخفض في 3 نوفمبر 2022. في 29 نوفمبر 2022، أجرت الصين أول عملية تسليم لطاقم في المدار على متن تيانجونج.

## المواصلات

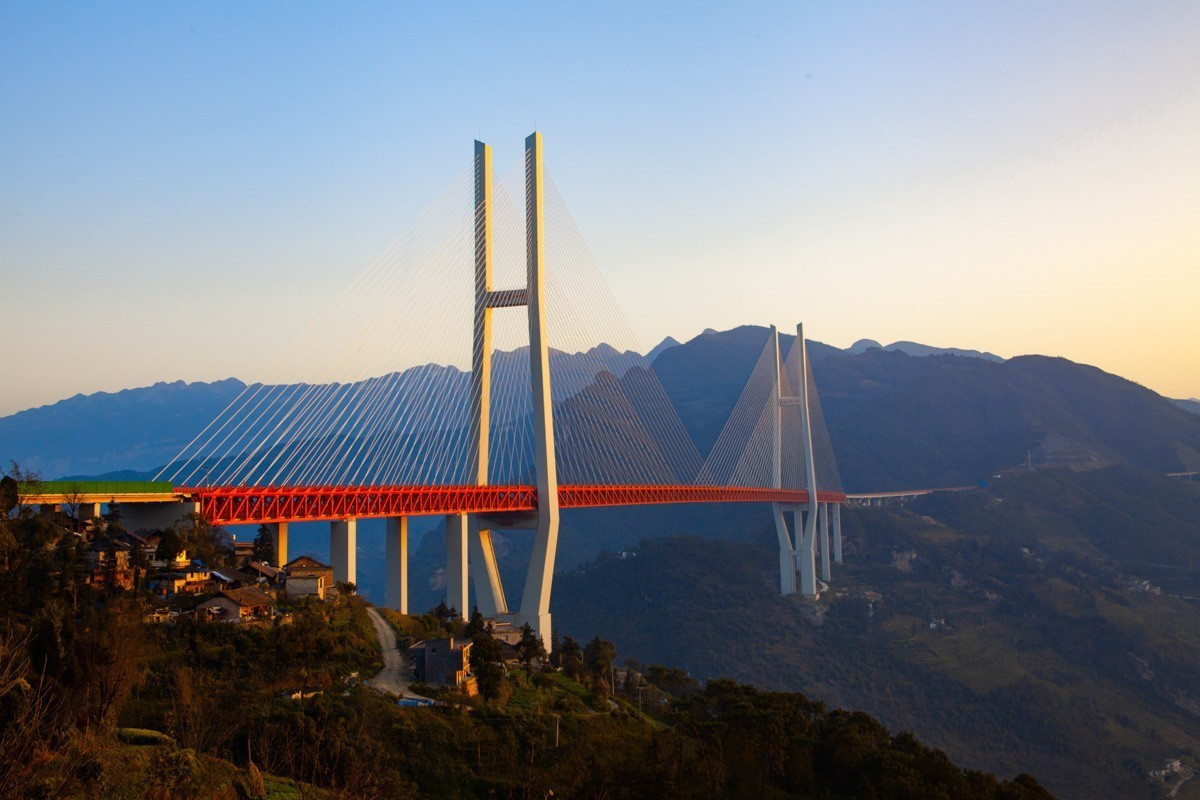
جسر دوج هو أعلى جسر في العالم.

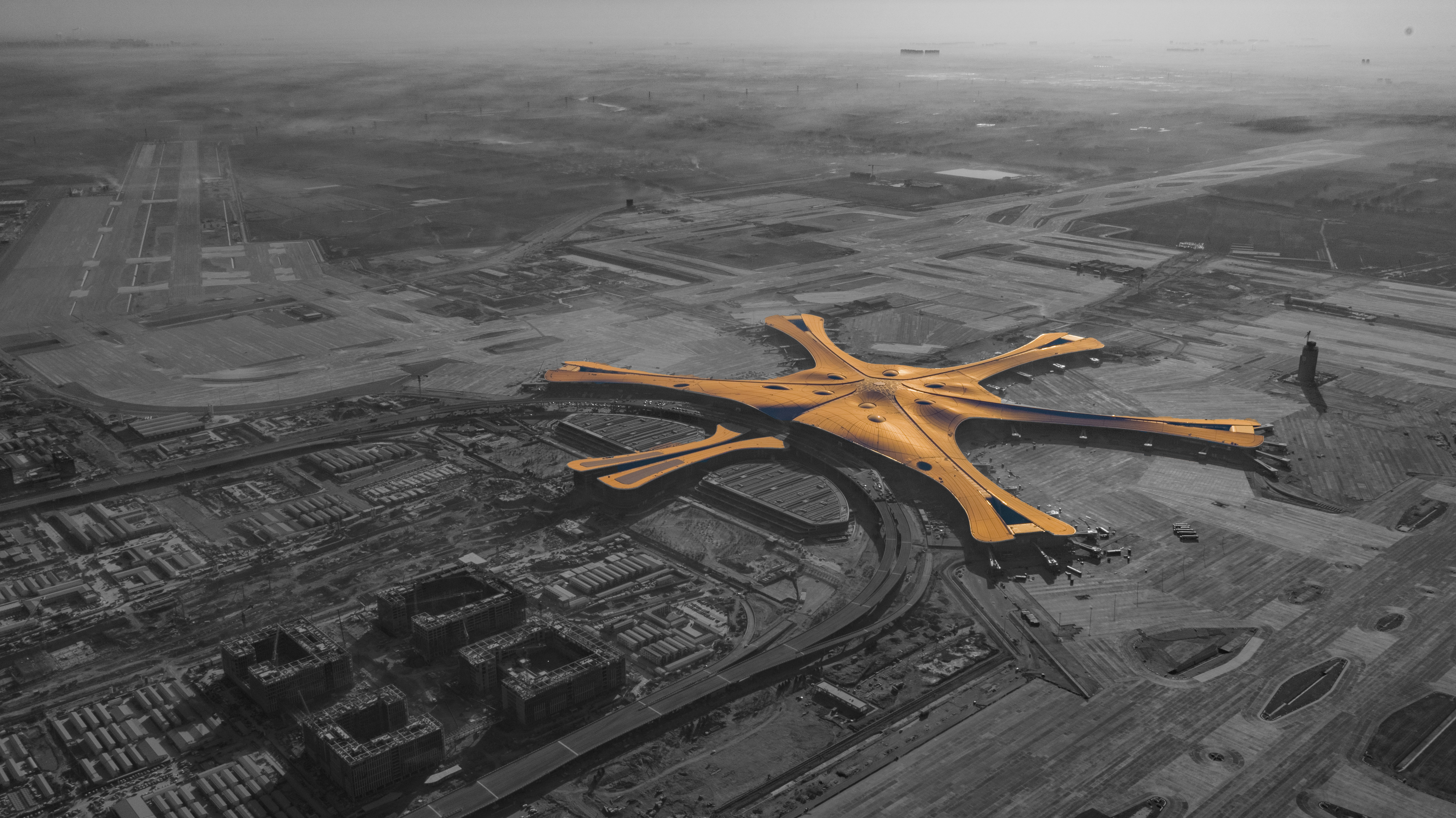
يتميز مطار بكين داشينغ الدولي بأكبر صالة مطار في العالم ذات مبنى واحد.

تحسنت وسائل النقل في البر الرئيسي لجمهورية الصين الشعبية بشكل ملحوظ منذ أواخر سنوات عقد التسعينات من القرن العشرين كجزء من جهود الحكومة لربط الأمة كلها من خلال سلسلة من الطرق السريعة المعروفة باسم National Trunk Highway System أو باختصار NTHS.
ملكية السيارات الخاصة في تزايد بمعدل سنوي يزيد على 15%. يُقدّر بعض الخبراء ازدياد معدل بيع السيارات بشكل ملحوظ بعد الأزمة المالية في عام 2009، ويلاحظ أن البلاد تفوقت على الولايات المتحدة، حيث أصبحت أكبر سوق للسيارات في العالم مع مبيعات بلغت قيمتها أكثر من 13.6 مليون.
زاد السفر الجوي المحلي إلى حد كبير، لكنه لا يزال مكلف بالنسبة لمعظم الناس. يستعمل النقل بالخطوط الحديدية ونظم استئجار حافلة للسفر على مسافة طويلة. السكك الحديدية هي الناقل الحيوي في الصين، وهي محتكرة من قبل الدولة، وتنقسم إلى مكاتب السكك الحديدية المختلفة في المناطق المختلفة. في معدلات الطلب على تجاربها، كانت تاريخيا تخضع لنظام الازدحام في مواسم السفر مثل تشون يون خلال السنة الصينية الجديدة.
في أغسطس 2010، كان هناك ازدحام سيارات كبير في الطريق السريع الوطني رقم 110، بدأ في 14 أغسطس وقد امتد على 100 كم (60 ميل) واستمر طيلة 10 أيام. وقد قال العديد من السائقين أنهم كانوا فقط قادرين على نقل سياراتهم كيلومتر واحد (0.6 ميل) في اليوم الواحد، وبعض السائقين أفادوا أنهم كانوا عالقين في زحمة السير لمدة خمسة أيام.

## الديمغرافيا

خريطة الكثافة السكانية في جمهورية الصين الشعبية. مقاطعات الساحل الشرقي هي الأكثر كثافة من الداخل الغربي.

اعتبارا من عام 2009، بلغ تعداد سكان البلاد 1,338,612,968. حوالي 21% (145,461,833 ذكور وإناث 128,445,739) يبلغون من العمر 14 سنة أو أقل، 71% (482,439,115 ذكور وإناث 455,960,489) تتراوح أعمارهم بين 15 و64 عامًا و8% (48,562,635 من الذكور والإناث 53,103,902) ما يزيد على 65 سنة. معدل النمو السكاني لعام 2006 بنسبة 0.6%.
تعترف جمهورية الصين الشعبية رسميًا بستة وخمسين مجموعة عرقية أكبرها هي عرقية هان الصينية والذين يشكلون حوالي 91.9% من مجموع السكان. الأقليات العرقية الكبيرة تشمل قومية تشوانغ (16 مليونًا) والمانشو (10 مليون) وهوي (9 مليون) ومياو (8 مليون) والإيغور (7 مليون) واليي (7 مليون) وتوجيا (5.75 مليون) والمغول (5 ملايين) والتبتيين (5 مليون) وبواي (3 مليون) والكوريين (2 مليون).
في العقد الماضي توسعت المدن الصينية بمعدل 10% سنويًا. كما ارتفع معدل تمدن البلاد من 17.4% إلى 41.8% بين عامي 1978 و2005 على نطاق لم يسبق له مثيل في تاريخ البشرية. ما بين 150 و200 مليون عامل يعمل بدوام جزئي في المدن الرئيسية ويعود إلى الريف بشكل دوري مع ما يجنون.
يوجد اليوم في جمهورية الصين الشعبية اثنتا عشرة من المدن الكبرى يبلغ تعداد سكانها مليونًا أو أكثر بما في ذلك ثلاث مدن عالمية هي بكين وهونغ كونغ وشانغهاي. تلعب المدن الرئيسية في الصين دورًا أساسيًا في الهوية الوطنية والإقليمية والثقافة والاقتصاد.

### أكبر المدن
فيما يلي تعداد للسكان داخل الحدود الإدارية للمدن عام 2008؛ عند احتساب كامل تعداد سكان المنطقة يلاحظ ترتيب مختلف (حيث يشمل سكان الضواحي والمناطق الريفية)، حيث أن العدد كبير العائمن من العمال المهاجرين جعل من التعداد في المناطق الحضرية أمرًا صعبًا؛ والأرقام الواردة أدناه لا تشمل السكان المتنقلين بل المقيمين فقط على المدى الطويل.

### السياسة السكانية

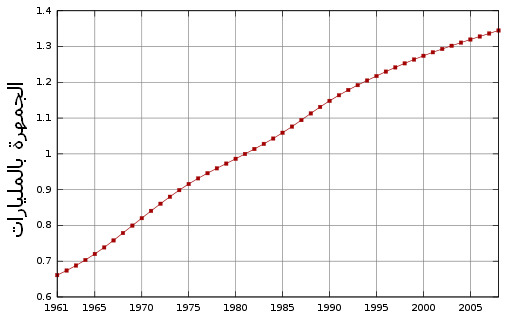
تعداد سكان الصين بين عاميّ 1961 و2006.

يبلغ عدد سكان الصين أكثر من 1.3 مليار نسمة، وقد أبدت الحكومات المتعاقبة قلقها للغاية بشأن النمو السكاني وحاولت بالفعل تنفيذ سياسة صارمة لتنظيم الأسرة بنتائج متباينة، وهذه السياسة هي ما يُعرف باسم سياسة الطفل الواحد لكل أسرة، مع وجود استثناءات للأقليات العرقية وبعض المرونة في المناطق الريفية. كانت الصين تهدف إلى تحقيق الاستقرار في النمو السكاني مع بداية القرن الحادي والعشرين، وأن تبقي على ذلك الاستقرار، إلا أن بعض التوقعات تقول بأن عدد السكان سيتراوح بين 1.4 و1.6 مليار شخص بحلول عام 2025. بالتالي فقد أشار وزير الدولة لتنظيم الأسرة أن الصين ستحافظ على سياسة الطفل الواحد حتى عام 2020 على الأقل.
رفضت هذه السياسة ولا سيما في المناطق الريفية بسبب الحاجة إلى اليد العاملة الزراعية والتفضيل التقليدي للذكور (لكونهم الورثة اللاحقين).أما الأسر التي تخرق هذه السياسة فتقلب الحقائق أثناء الإحصاء. تعارض سياسة الحكومة الرسمية التعقيم أو الإجهاض القسريين، لكن المسؤولين المحليين وخوفًا من العقوبات عليهم في حال في كبح جماح النمو السكاني، ظهرت ادعاءات بلجوئهم إلى الإجهاض القسري أو التعقيم أو التلاعب في أرقام التعداد.
بسبب تراجع ميثاقية الإحصاءات السكانية منذ بدء تنظيم الأسرة في جمهورية الصين الشعبية في أواخر سبعينات القرن العشرين، يصعب حاليًا تقييم مدى فعالية هذه السياسة. تشير تقديرات خبراء الديمغرافيا الصينيين أن متوسط عدد الأطفال للمرأة الصينية يقع بين 1.5 و2.0. تشعر الحكومة بقلق خاص من حيث الاختلال الكبير في نسبة الجنس عند الولادة على ما يبدو نتيجة لمزيج من التفضيل التقليدي للذكور وضغط تخطيط الأسرة، مما أدى إلى فرض حظر على استخدام أجهزة الموجات فوق الصوتية لغرض منع الإجهاض بسبب جنس الجنين.
ثمة عامل آخر وهو عدم التبليغ عن الأطفال الإناث للتحايل على القانون. بناء على تقرير عام 2005 للجنة تخطيط الأسرة وتعداد السكان الوطني في الصين كان هناك 118.6 فتى لكل 100 فتاة بين المواليد، وفي بعض المناطق الريفية قد تكون نسبة الفتيان مقابل الفتيات هي 100 مقابل 130. بما أن هذا النهج من اختلال التوازن بين الجنسين في تزايد فإن الخبراء يحذرون من تزايد عدم الاستقرار الاجتماعي.

## التعليم

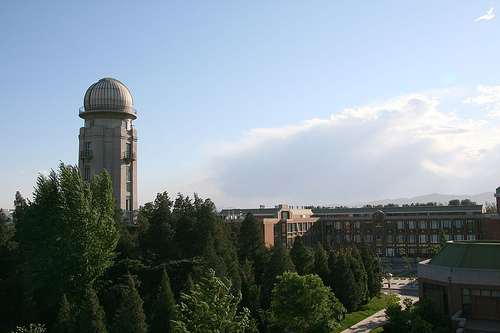
جامعة تشينغهوا في بكين تعدّ من أفضل الجامعات في بر الصين الرئيسي.

في عام 1986، حددت الصين هدفًا بعيد المدى بتوفير التعليم الأساسي الإلزامي لفترة تسع سنوات. بحلول عام 2007، كان هناك 396,567 مدرسة ابتدائية و94,116 مدرسة ثانوية و2236 مؤسسة تعليم عالي في جمهورية الصين الشعبية. في فبراير 2006، وسعت الحكومة هدفها من التعليم الأساسي بتوفير التعليم الأساسي المجاني تمامًا لتسع سنوات دراسية بما في ذلك الكتب المدرسية ورسوم التسجيل. لذلك فإن نظام التعليم الحالي في الصين من حيث التعليم الإلزامي والمجاني لجميع المواطنين الصينيين يتألف من المدارس الابتدائية والمدارس المتوسطة والتي تستمر لمدة 9 سنوات (سن 6-15) وتقريبًا جميع الأطفال في المناطق الحضرية يكملون 3 سنوات في المدرسة الثانوية.
اعتبارا من عام 2007، شمل محو الأمية 93.3% من السكان فوق سن الخامسة عشر. أما معدل محو الأمية بين الشباب الصيني (سن 15-24) فوصل إلى 98.9% (99.2% للذكور و98.5% للإناث) في عام 2000. في مارس من عام 2007 أعلنت الصين قرار جعل التعليم «أولوية إستراتيجية» وطنية، حيث ستتم مضاعفة الميزانية الوطنية المركزية للمنح الدراسية ثلاث مرات في سنتين كما سيخصص مبلغ 223.5 مليار يوان (28.65 مليار دولار أمريكي) من التمويل الإضافي من الحكومة المركزية في الخمس سنوات المقبلة لتحسين التعليم الإلزامي في المناطق الريفية.
تختلف نوعية الكليات والجامعات الصينية اختلافًا كبيرًا في جميع أنحاء البلاد. الجامعات التي تتصدر القائمة بر الصين الرئيسي هي:
| - بكين: جامعة بكين وجامعة تشينغهوا وجامعة رنمين الصينية وجامعة بكين للمعلمين. - شنغهاي: جامعة فودان وجامعة شنغهاي جياو تونغ وجامعة تونغجي وجامعة شرق الصين للمعلمين. - هاربين : معهد هاربين للتكنولوجيا. - تيانجين : جامعة نانكاي وجامعة تيانجين. - جامعة شيان جياوتونغ (شيان). | - جامعة نانجينغ (نانجينج). - جامعة العلوم والتكنولوجيا في الصين (هيفي). - جامعة تشجيانغ (هانغتشو). - جامعة ووهان (ووهان). - قوانغتشو: جامعة صن يات صن (و تعرف أيضا باسم جامعة تشونغشان). |

يلتزم كثير من الآباء بتعليم أطفالهم ويصرفون في كثير من الأحيان أجزاء كبيرة من دخل الأسرة على التعليم. الدروس الخصوصية والأنشطة الإبداعية، كما هو الحال مع اللغات الأجنبية أو الموسيقى تحظى بشعبية بين أسر الطبقة المتوسطة الذين يستطيعون تحمل تكاليفها.

## الصحة العامة
وزارة الصحة الصينية تعمل مع نظيراتها مكاتب الصحة الإقليمية على الإشراف على الاحتياجات الصحية لسكان الصين. في عام 1950 كانت وفيات الرضع 300 لكل 1000 وانخفضت عام 2006 لتصل إلى حوالي 23 لكل ألف. بلغت نسبة الذين يعانون من سوء التغذية في الصين 12% اعتبارًا من عام 2002 وفقا لمنظمة الأغذية والزراعة للأمم المتحدة (الفاو).
على الرغم من التحسينات الكبيرة في مجال الصحة واستحداث المرافق الطبية على النمط الغربي، فإن الصين تعاني من العديد من المشاكل الناشئة في الصحة العامة، والتي تشمل مشاكل في الجهاز التنفسي نتيجة لتلوث الهواء على نطاق واسع، ومئات الملايين من مدخني السجائر.

## الدين

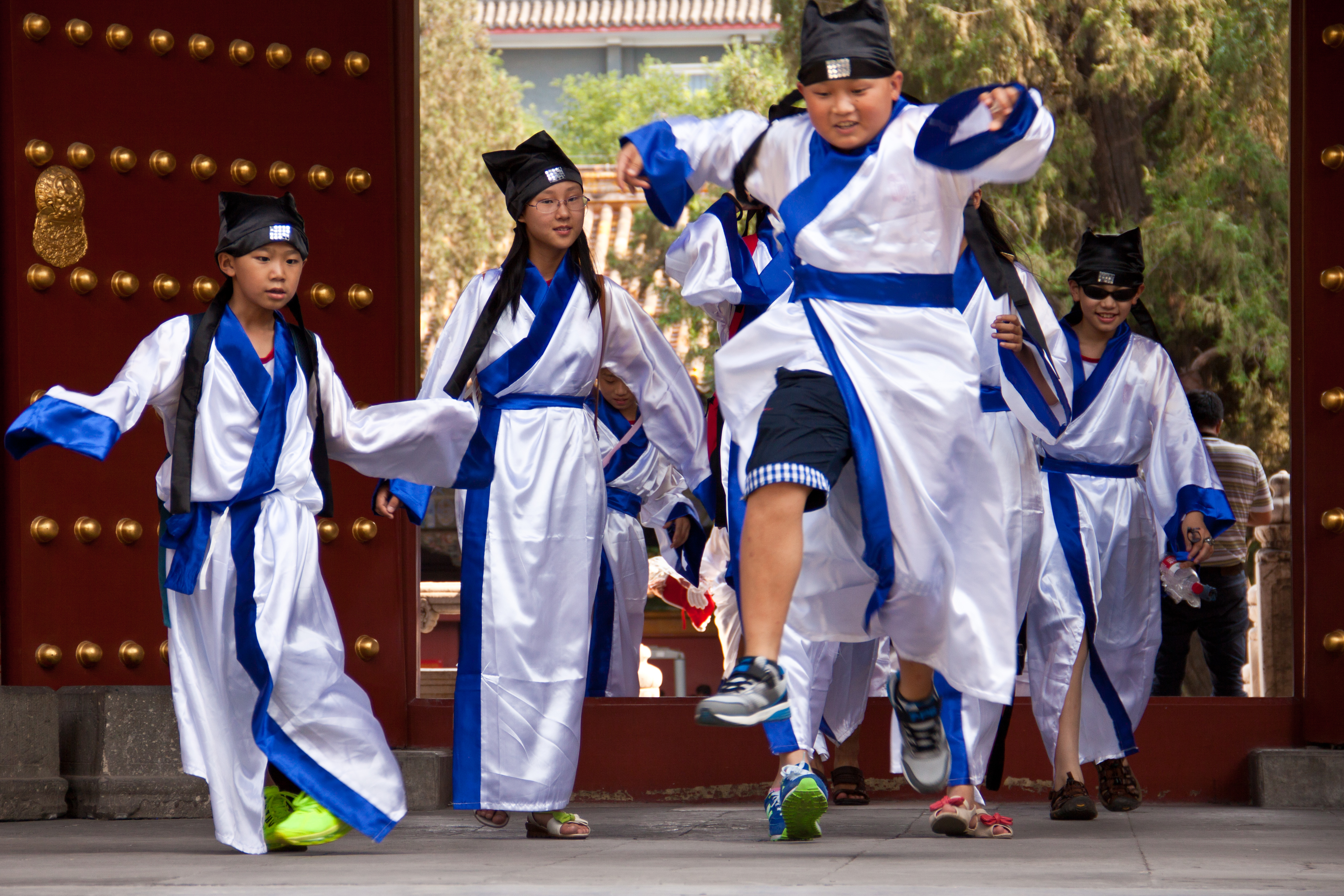
أطفال في معبد كونفوشيوسي.

تتبنى الصين سياسة إلحاد الدولة رسمياً في دستورها وفقًا لسياستها الماركسية اللينينية؛ فتعمل الحكومة الصينية علي نشر الإلحاد بين المواطنين وتقييد الحرية الدينية، تُعتبر نسبة الملحدين في الصين هي الأعلي عالميًا، في الصين القارية، تسمح الحكومة بدرجة محدودة من الحرية الدينية، لكن التسامح الرسمي يشمل فقط المؤسسات الدينية التي وافقت عليها الدولة دون دور العبادة غير الرسمية مثل المنازل الكنيسيّة. 

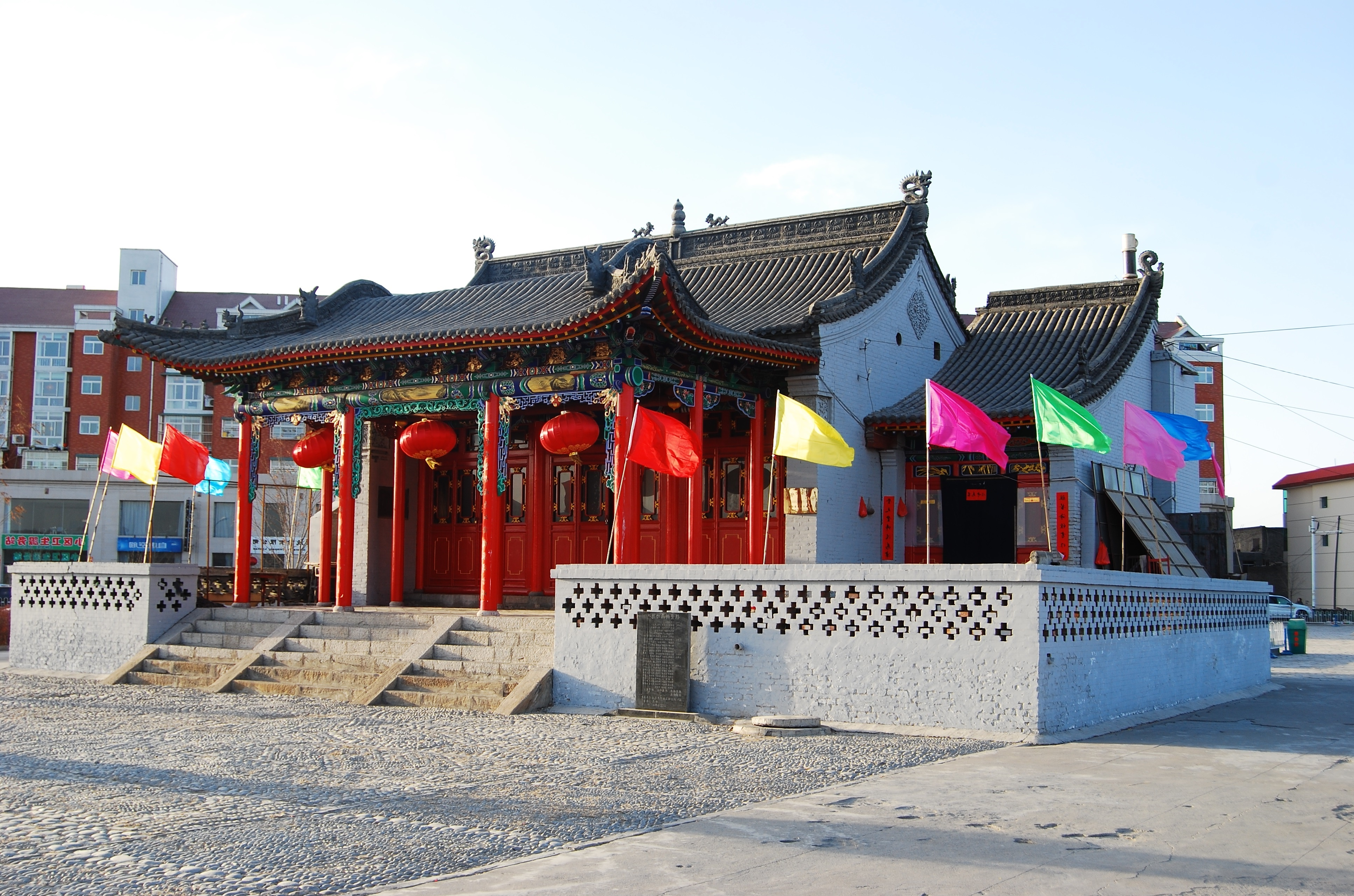
معبد هيبو الإله (خهشن، "إله النهر") للنهر الأصفر المقدس لممارسي الدين الشعبي الصيني، في هيكو، شينتشو، شانشي.

تفتقر الإحصاءات إلى عدد دقيق للمنتسبين الدينيين، ولكن هناك توافق عام في الآراء على أن الأديان وجدت طريقها من جديد إلى المجتمع على مدى السنوات العشرين الماضية. 

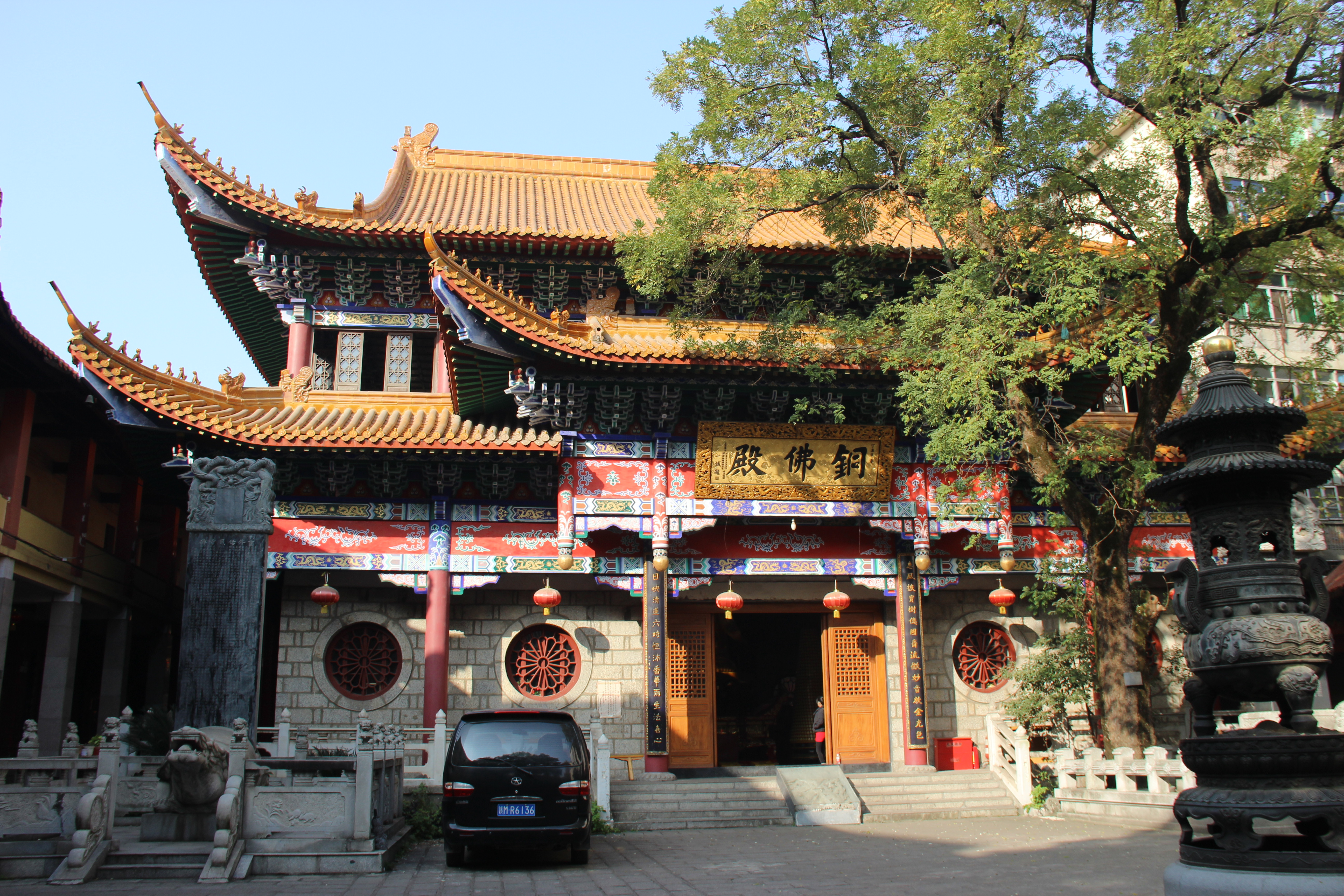
معبد بوذي في جيانغشي.

 أظهر استطلاع أجراه فيل زوكرمان أنه في عام 1998 كان 59% (أكثر من 700 مليون شخص) من الشعب الصيني لا دينيون. بينما وجدت دراسة أخرى في عام 2007 ان هناك 300 مليون نسمة (23% من السكان) من المؤمنين وهو رقم أكبر بثلاث مرات من الرقم الرسمي عند 100 مليون شخص.

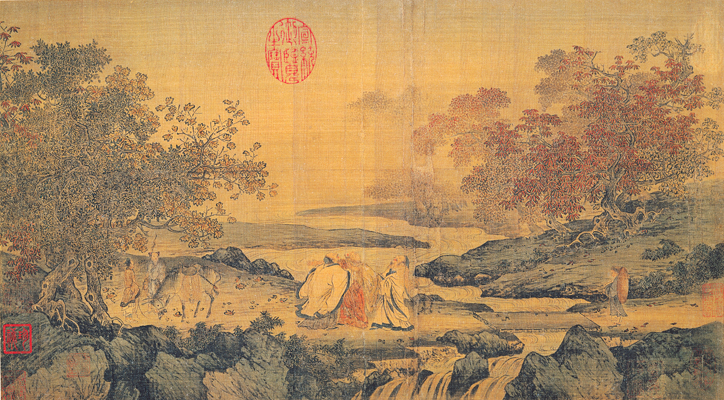
الكونفشيوسية والطاوية والبوذية هي كيان واحد، لوحة بنمط ليتانغ تظهر ثلاثة أشخاص يضحكون على جانب نهر، تعود للقرن الثاني عشر في عهد أسرة سونغ.

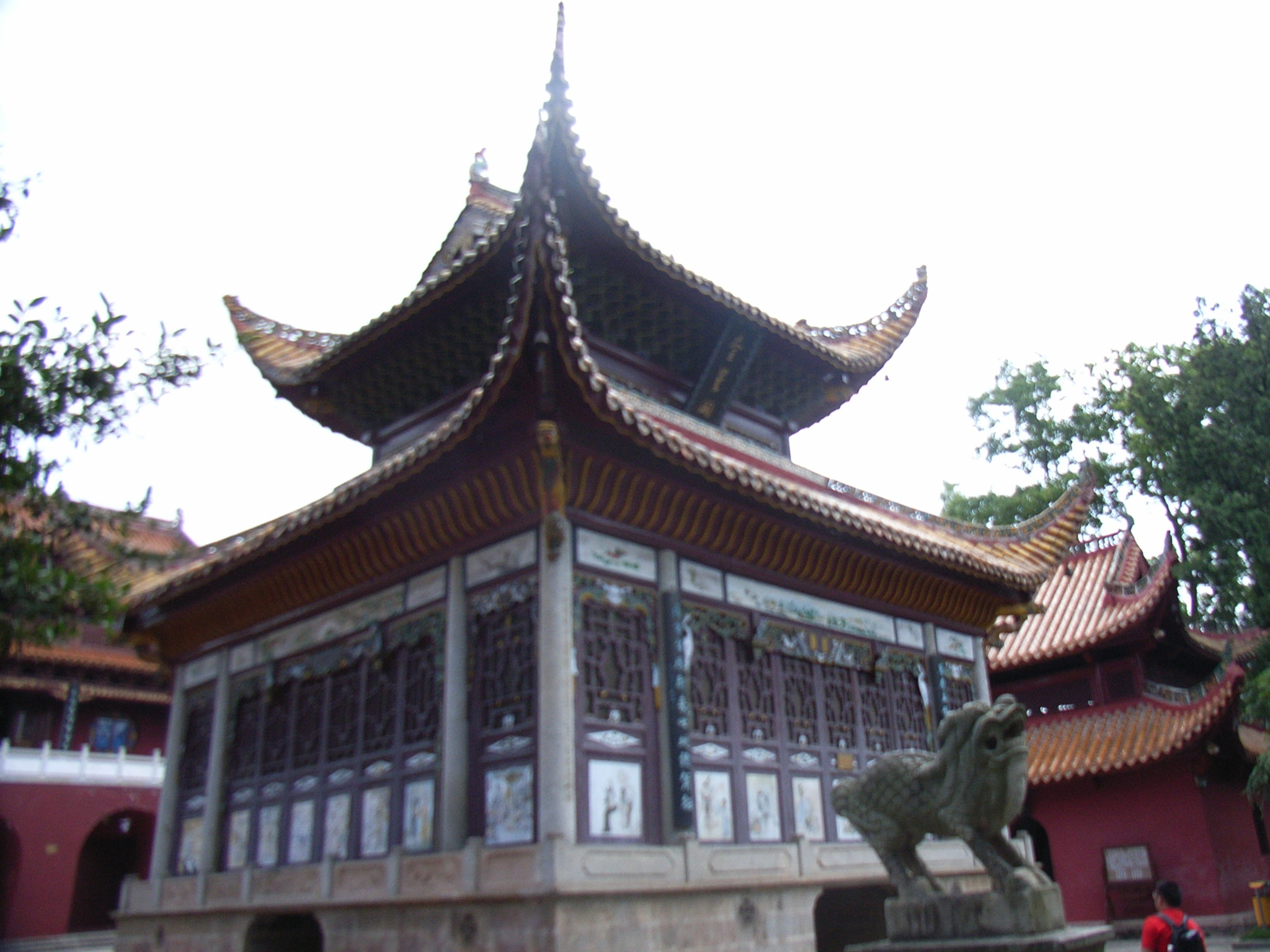
معبد للديانة الطاوية في خونان.

على الرغم من نتائج استطلاعات الرأي المختلفة فإن الجميع يتفقون على أن الأديان التقليدية مثل الكونفوشيوسية والبوذية والطاوية والديانات الصينية الشعبية هي المعتقدات السائدة. وفقًا لعدد من المصادر فإن عدد معتنقي البوذية في الصين يتراوح بين 660 مليون شخص تقريبًا، أي 50% من الشعب، ومليار شخص أي 80%، في حين تشكل الطاوية 30% أي 400 مليون شخص.

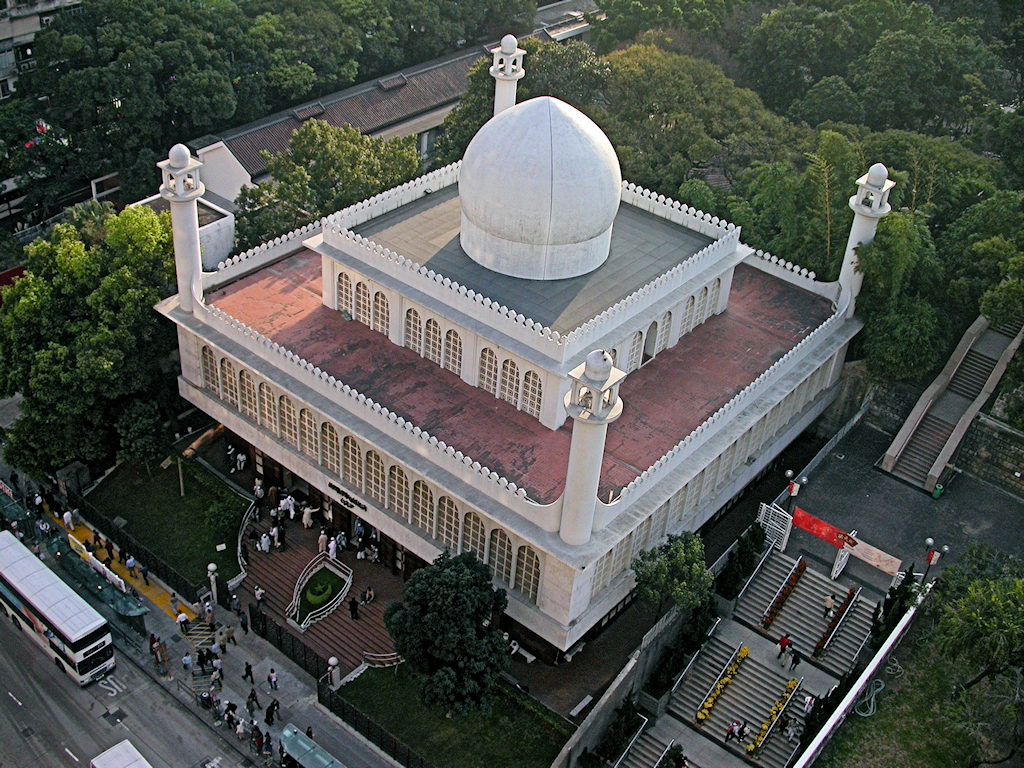
المجمع الإسلامي بكولون.

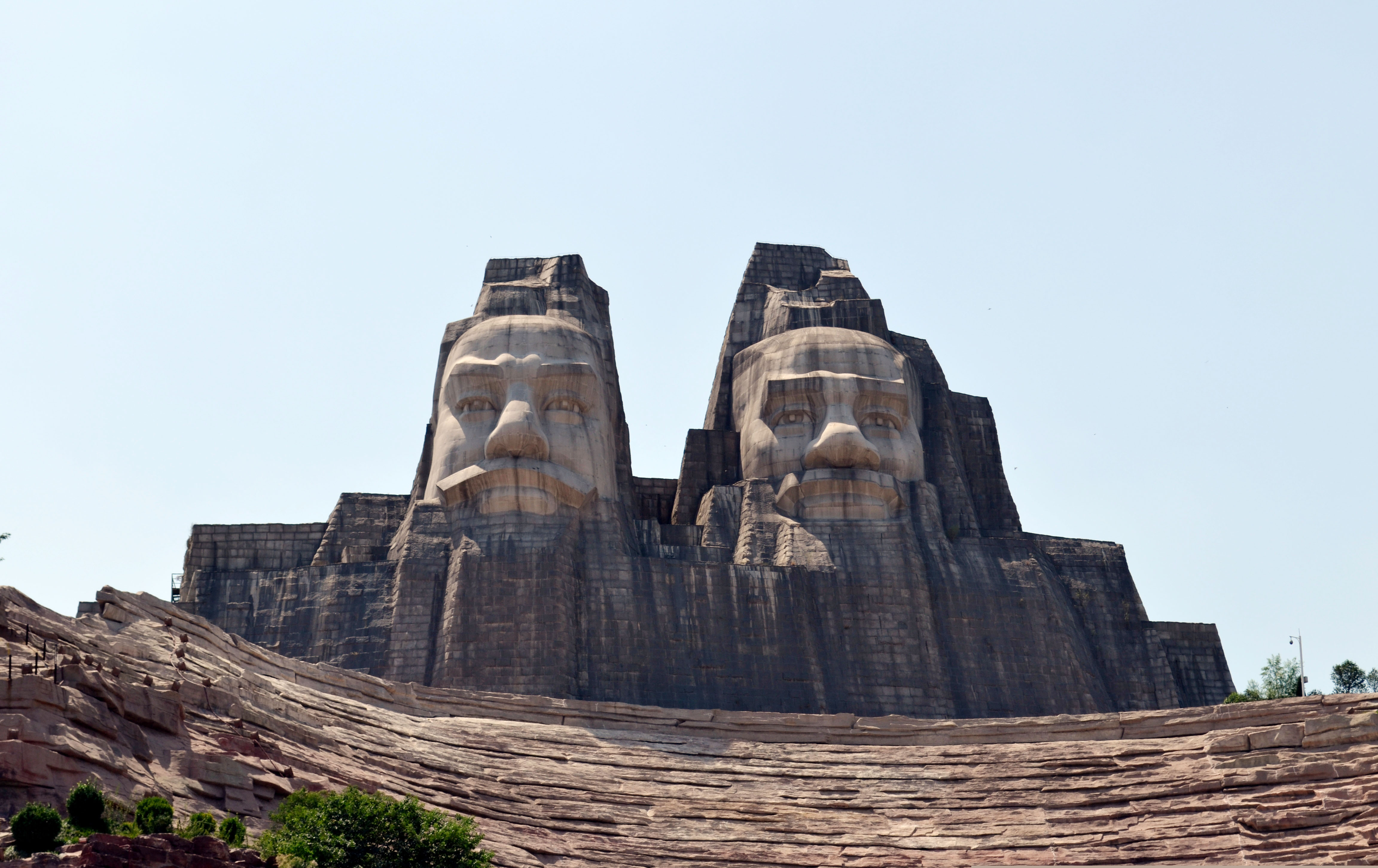
تمثال ومجمع احتفالي للآلهة الصفراء والحمراء، الذين يُقال إن الصينيين الهان هم أحفادهم، في تشنغتشو، خونان.

لكن بسبب إمكانية أن يعتنق الشخص الواحد اثنين أو أكثر من هذه المعتقدات التقليدية في وقت واحد وصعوبة التمييز الواضح بين البوذية والطاوية والديانات الصينية الشعبية، فذلك يجعل أتباع الأديان أكبر من تعداد السكان الحقيقي. بالإضافة إلى ذلك فإن اتباع البوذية والطاوية لا يعدّ بالضرورة دينيًا من جانب اتباع الفلسفات من حيث المبدأ حيث أنهم يتجنبون النواحي اللاهوتية.

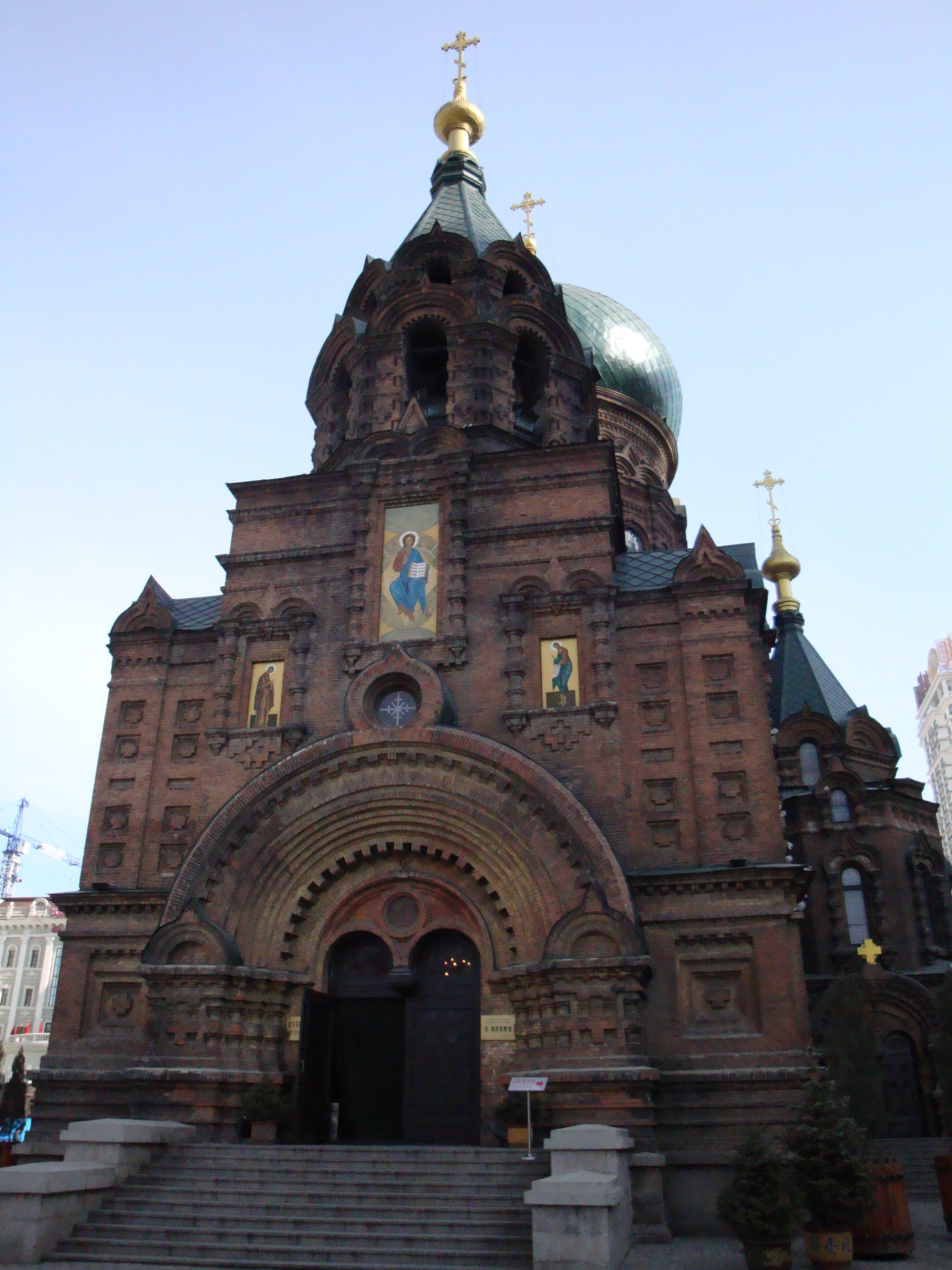
كاتدرائية القديسة صوفيا في هابرين. في عام 1921 يلغ تعداد سكان المدينة 300,000 منهم 100,000 من الروس.

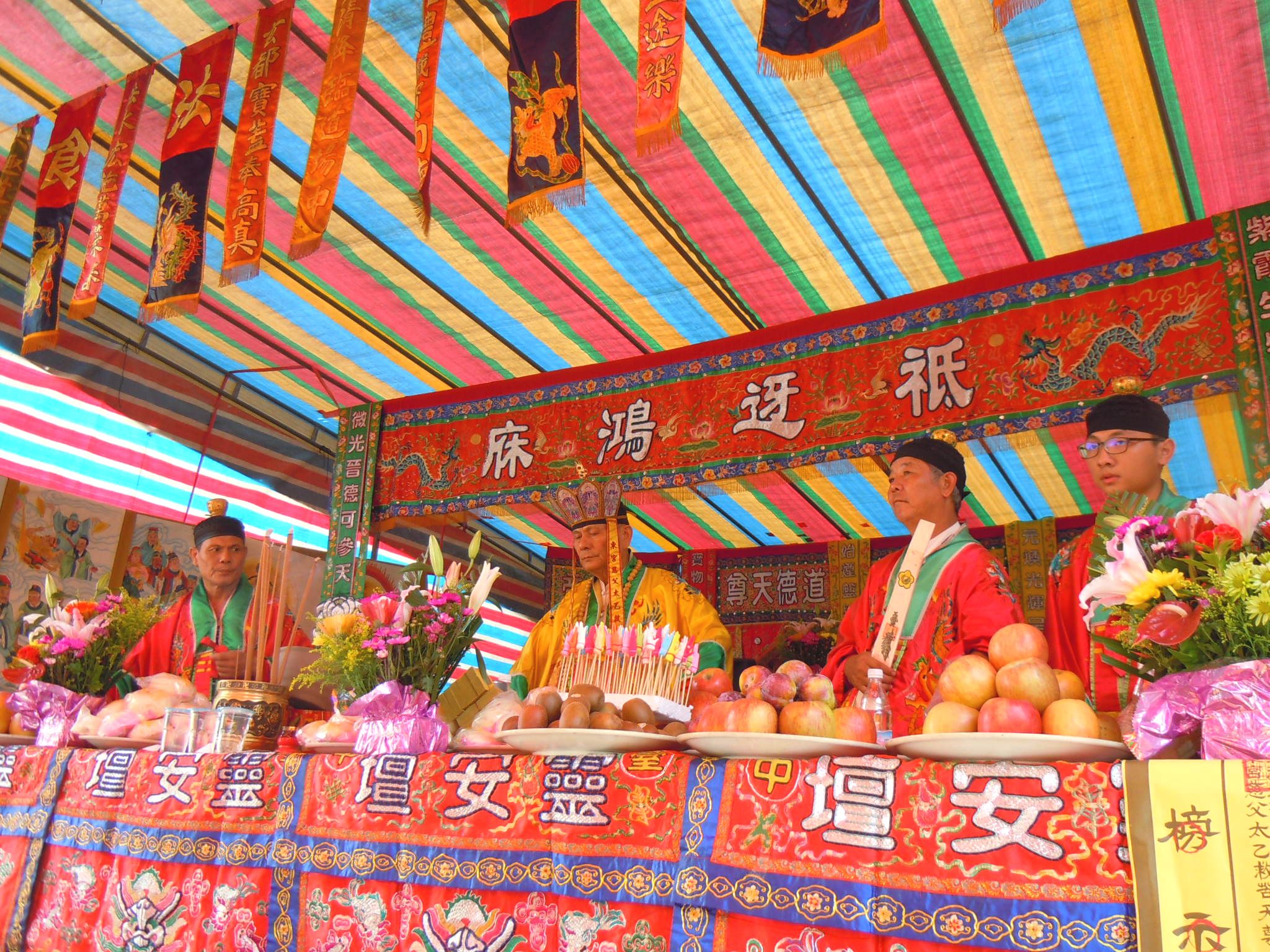
سادة الطقوس الشعبية يقيمون الحفل.

معظم البوذيين الصينيين أتباع إسميون فقط حيث أن نسبة ضئيلة فقط من السكان (أكثر من 8% أو ما يزيد على 100 مليون شخص) تتخذ خطوات عملية بخصوص الدين. ورغم ذلك يصعب تقدير العدد الدقيق للبوذيين لأنهم لا يمتلكون سجلات لأعضاء الدين وغالبًا ما لا يشاركون في الاحتفالات العامة. ماهايانا (大乘، داتشنغ) ومجموعاتها الفرعية من بيور لاند، وتيانتاي وتشان (المعروفة في الغرب باسمها الياباني زن) هي الفرع الأكثر ممارسة من بين الطوائف البوذية. تمارس أشكال أخرى مثل ثيرافادا والتبتية بين الأقليات العرقية على الهوامش الجغرافية للبر الصيني الرئيسي.
وصلت المسيحية الصين خلال عهد سلالة تانغ في القرن السابع مع وصول المسيحية النسطورية في عام 635 م. أعقب ذلك المبشرون الفرنسيسكان في القرن الثالث عشر، واليسوعيون في القرن السادس عشر وأخيرًا البروتستانت في القرن التاسع عشر، وهي الفترة التي بدأت المسيحية تثبت موطئ
قدم كبير لها في الصين. من بين الأقليات الدينية في الصين اعتبرت المسيحية الأسرع نموًا (و خاصة في المئتيّ سنة الماضية)، يتراوح تعداد المسيحيين اليوم تقريبًا بين 40 مليون (3%) و54 مليون (4%) وفقًا لاستطلاعات مستقلة، وتشير تقديرات أخرى إلى كون عدد المسيحيين في الصين حوالي 70 مليون، في حين تشير التقديرات الرسمية بوجود 16 مليون مسيحي فقط. بينما تشير بعض المصادر بوجود ما يصل إلى 130 مليون مسيحي في الصين.
وصل الإسلام الصين عام 651 ميلادية أي بعد 28 عامًا من الهجرة النبوية. وصل المسلمون الصين كتجار وهيمنوا على الاستيراد والتصدير خلال عهد أسرة سونغ. كما أصبحوا مؤثرين في الدوائر الحكومية، بما في ذلك تشنغ هي ولان يو وآخرون. أصبحت نانجينغ مركزًا مهمًا للدراسة الإسلامية. أعلنت أسرة تشينغ حرب إبادة جماعية ضد المسلمين في ثورة دونغان وتمرد بانتاي. يصعب الحصول على إحصاءات دقيقة، لكن التقديرات تشير إلى أن تعداد المسلمين في الصين يتراوح بين 20 و30 مليون شخص (1.5% إلى 2% من السكان).
هناك أيضًا أتباع للهندوسية والدونغبية والبونية وعدد من الأديان والمذاهب الجديدة (لا سيما شيانتانية). في شهر يوليو من سنة 1999، حظرت السلطات رسميًا ممارسة فالون غونغ، وقد انتقدت العديد من المنظمات الدولية معاملة الحكومة للفالون غونغ منذ ذلك الحين. طبقًا للتقديرات الرسمية فإن ما بين 50 و70 مليون نسمة من الصينيين مارسوا الفالون غونغ في عام 1998، وقد تنوعت التقديرات الأخرى، ولكن الفالون غونغ نفسها تدعي بوجود ما يصل إلى 100 مليون ممارس، في حين أن وزارة الصين للشؤون المدنية ادعت في وقت لاحق أن هناك عدد قليل من اتباعها يصل إلى 2 مليون فقط. لا توجد عضوية رسمية أو قوائم بالمنتسبين كما أن أرقام المنتسبين عبر العالم حاليًا غير متوفرة.

## الثقافة

### اللغة

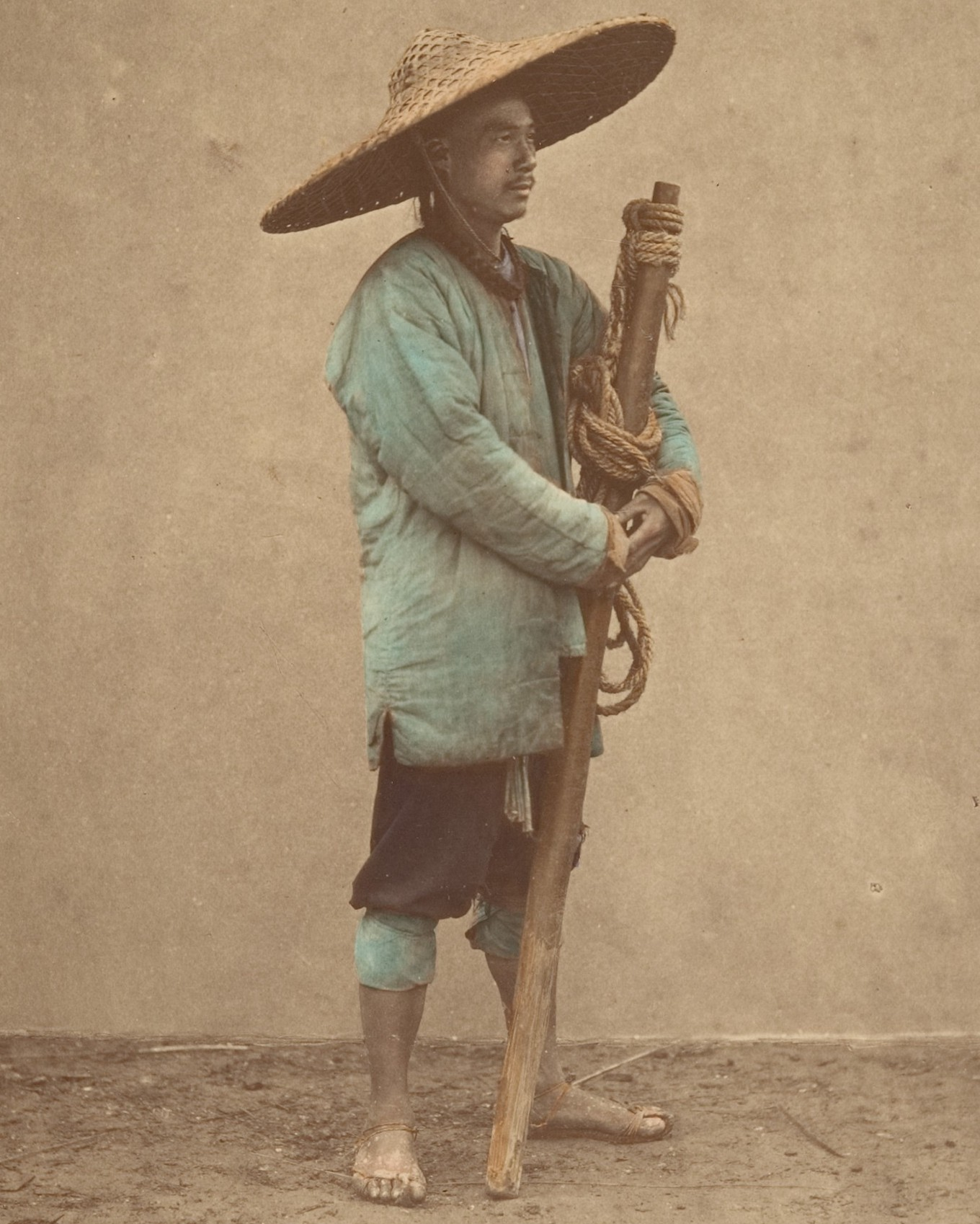
ثقافة الصينيون.

تمثل لغة قومية هان (الصينية المنطوقة والمكتوبة) اللغة الرسمية للبلاد، وهي تستخدم في كافة أنحائها، ومن حيث تعدادها تحتل هذه اللغة المرتبة الأولى في العالم، وتسمى محليًا «زونغ ون» (中文). رغم أن اللغة الصينية تشمل أكثر من 30 ألف مقطع (أو رمز) إلا أنه وحسب إحصاء المقاطع الصينية المكتوبة في الكتب والصحف الحديثة في الوقت الحاضر، يشكل حوالي 3000 مقطع صيني 99% من نسبة المقاطع الصينية المكتوبة المتكررة. ومن بين الخمسة وخمسون أقلية قومية، فإن قوميتا هوي والمانتشو تستخدمان اللغة الهانية، بينما تستخدم كل من القوميات الثلاثة وخمسون الأخرى لغتها الخاصة، ولإحدى وعشرين أقلية قومية لغتها المكتوبة. يتم تدريس اللغات القومية في المدارس والمناطق التي تسكنها هذه الأقليات.

### المطبخ

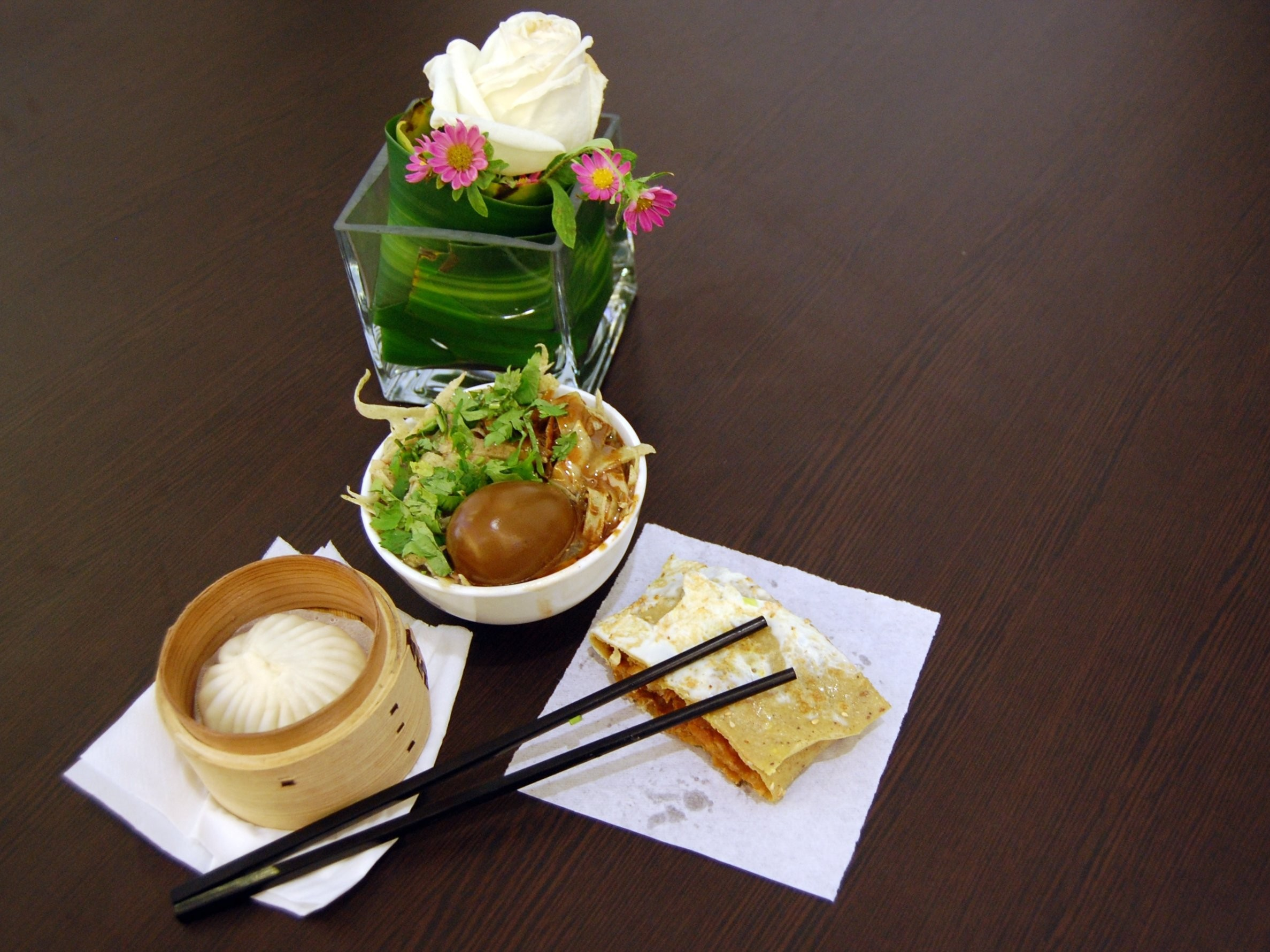
طعام صيني تقليدي في تيانجين.

المطبخ الصيني مطبخ متنوع وغني بأشكال مختلفة من المأكولات، وذلك يعود إلى ما كان منتشرًا بين الأباطرة طيلة عهد السلالات الحاكمة، حيث كانوا يقيمون ولائم ضخمة ويقدمون أصناف عديدة من الطعام يتشكل كل صنف منها من 100 صحن، وكان عدد من الطبّاخين المهرة والمحظيات يقع على عاتقه إعداد هذه الكميات الهائلة.
تحوّلت بعض أنواع المأكولات لتصبح غذاءً يوميًا لأفراد الشعب مع مرور الزمن، وكنتيجة لهذا افتتحت عدّة مطاعم في المدن الرئيسية والبلدات الكبيرة، مثل مطعم فانغشان في منتزه بأي هاي في بكين، الذي كانت وصفاته شديدة الشبه بالوصفات التي يتم اعدادها بالقصر الإمبراطوري. تعدّ جميع أصناف الطعام الصيني التي تُعد اليوم حول العالم، بما فيها الطعام الصيني الأمريكي، ذات جذور يمكن تقفيها إلى عهد السلالات الحاكمة الصينية.

### الأعياد والعطلات الرسمية

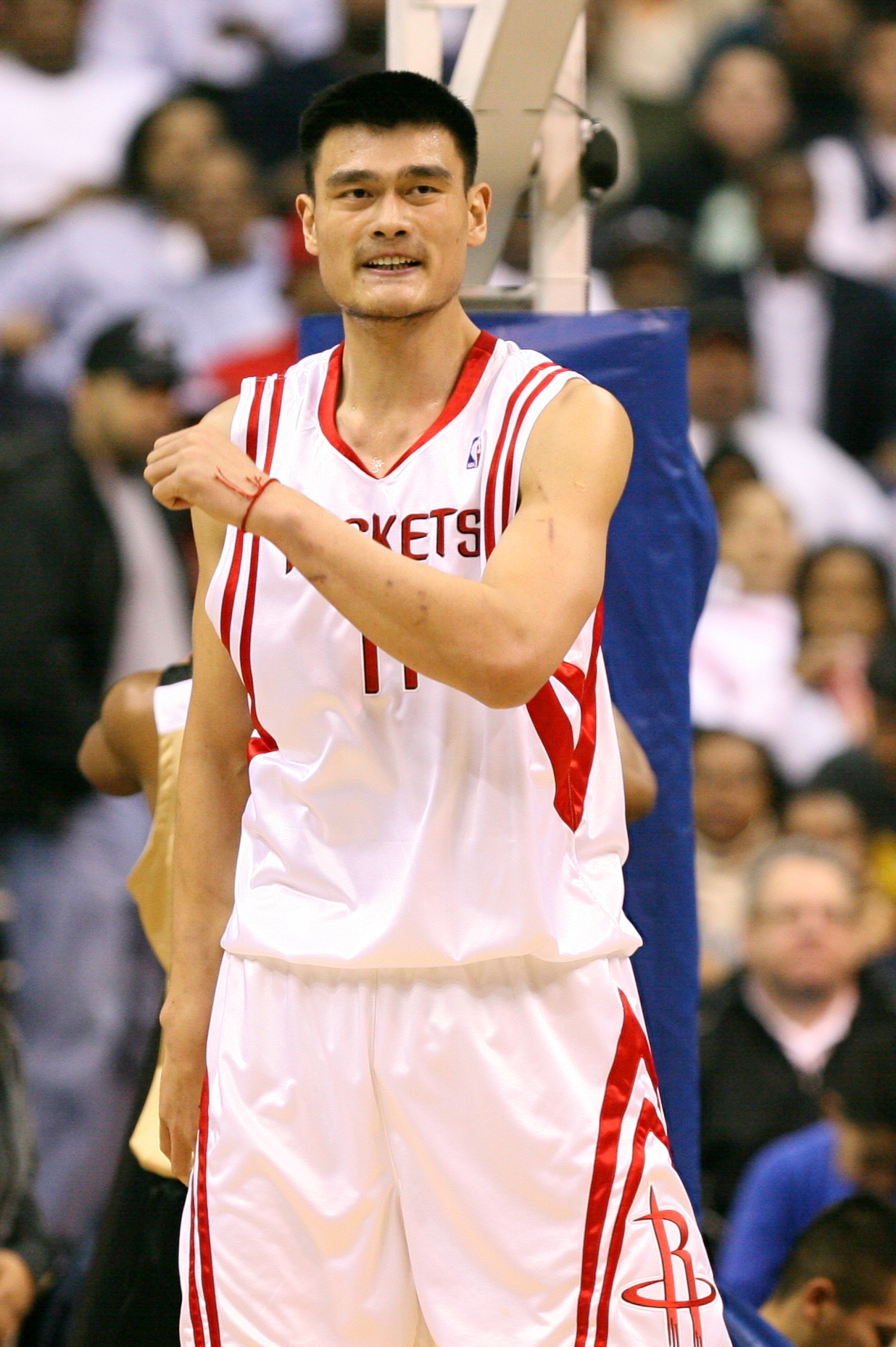
ياو مينغ.

الأعياد الرسمية هي أيام عطلة في كافة البلاد، ما عدى إقليمي هونغ كونغ وماكاو المتمتعين بنظام حكم خاص وقائمة عطل خاصة بكل منهما.
- يوم رأس السنة الميلادية (أول وثاني يناير)
- عيد الربيع (عيد رأس السنة القمرية الجديدة) (ثلاثـة أيام للدوائر الرسمية، ومن أسبوع إلى أسبوعين للمصانع والشركات).
- عيد العمال: الأيام الثلاثة الأولى من شهر مايو، وتعطل بعض الشركات والمصانع حتى أسبوع في هذه المناسبة
- العيد الوطني: الأول من شهر أكتوبر، عطلة لثلاثة أيام، وعيد انتصار الثورة الشيوعية عام 1949 وإعلان جمهورية الصين شعبية

وعادة ما يجري العمل خلال نهاية الأسبوع السابقة واللاحقة للعطلة أو في هذه الأخيرة.
وهذا النمط الخاص من العطل الطويلة قياسا إلى العطل في باقي البلدان يجب أن يؤخذ في الاعتبار عند زيارة الصين بغرض تجاري أو في مهمة. وعدا العطل المذكورة لا تنخفض وتيرة العمل بشكل كبير حتى أثناء أشهر الصيف.

### الرياضة والإبداع
تعد الثقافة الصينية واحدة من أقدم الثقافات الرياضية في العالم، والتي تمتد لعدة آلاف من السنين. وتوجد بعض الأثار تدل على أن شكلًا من أشكال كرة القدم لعبت في الصين في العصور القديمة. وإلى جانب كرة القدم، هناك بعض من أكثر الرياضات شعبية في البلاد تشمل فنون الدفاع عن النفس، وتنس الطاولة وتنس الريشة والسباحة وكرة السلة والسنوكر.
وتلعب في الصين أيضًا كرة السلة التي تحظى باهتمام كبير من الشباب. ويهتم الشباب الصيني بمشاهدة الرابطة الوطنية لكرة السلة (NBA)، ويعد اللاعب ياو مينغ محبوب الكثيرين.
واحتلت الصين المركز الأول في عدد الميداليات الذهبية في دورة الألعاب الأولمبية الصيفية الأخيرة التي عقدت في بكين في الفترة من 8 أغسطس إلى 24 أغسطس سنة 2008.

## الملاحظات
1. ↑  رقم الأمم المتحدة للصين البرية، والذي يستبعد هونغ كونغ وماكاو وتايوان.[2] كما يستبعد أيضًا منطقة ترانس كاراكورام (5180 كم 2 (2000 ميل مربع)) وأكساي تشين (38000 كم 2 (15000 ميل مربع)) وغيرها من الأراضي المتنازع عليها مع الهند. تم إدراج المساحة الإجمالية للصين على أنها 9572900 كم 2 (3696100 ميل مربع) بواسطة الموسوعة البريطانية.[3]
2. ↑  باستثناء سكان هونج كونج وماكاو وتايوان والأجانب المقيمين في 31 مقاطعة ومنطقة ذاتية الحكم وبلدية.
3. ↑  القائد الأعلى للصين، الذي يحمل ألقاب:
  - الأمين العام للحزب الشيوعي الصيني
  - رئيس الصين
  - رئيس اللجنة العسكرية المركزية
4. ↑  لا تشمل أرقام الناتج المحلي الإجمالي تايوان وهونج كونج وماكاو.
5. ↑  عدد سكان هونج كونج حسب التقديرات عام 2018.[202]
6. ↑  بيانات تشونغتشينغ في القائمة هي بيانات "المنطقة الاقتصادية الحضرية المتقدمة"، والتي تتكون من جزأين: "المدينة نفسها" و"المنطقة الحضرية". تتكون "المدينة نفسها" من 9 مناطق: يوزونغ، دادوكو، جيانغبي، شابينغبا، جيولونغبو، نانان، بيبي، يوبي، أونان، لا يبلغ عدد سكانها الحضريون 5,646,300 نسمة اعتبارًا من عام 2018. بوقجين، هيتشوان، يونغ تشوان، نانشوان، تشيتشوان، دازو، بيشان، تونغليانغ، تونغنان، ورونغشانغ، يصل عدد سكانها الحضريون إلى 5,841,700 نسمة.[203] يصل إجمالي عدد المناطق الحضرية في جميع مقاطعات تشونغتشينغ الـ 26 إلى 15،076،600 نسمة.

## وصلات خارجية
مواضيع عامة
- الصين في لمحة مجلة الشعب اليومية
- أخبار BBC – ملف بلد: الصين
- «إعادة النظر في ‘إقامة الرأسمالية’ في الصين» بقلم يتشينغ وو

وثائقيات
- «الصين تحكم: الأرض التي فشلت في أن تفشل» - النيويورك تايمز (بالإنجليزية)
- «نهوض الصين» PBS: الساعة الإخبارية. أكتوبر 2005.
- الصين في الاحمرار، 1998–2001. خط المواجهة التابع لمصلحة PBS.
- الصين من الداخل سلسلة وثائقية ذات إنتاج مشترك لقناة KQED العمومية ومحطة تلفاز غرناطة.

مواقع حكومية
- الحكومة الشعبية المركزية لجمهورية الصين الشعبية (بالإنجليزية)
- مركز المعلومات حول الصين على شبكة الإنترنت (بالعربية) - موقع حكومي مرخص يقدم معلومات حول البلاد

| دراسات - واقعيّة حازمة: النهضة الاقتصادية في الصين وتأثيرها على السياسة الخارجية الصينية – تحليل مكسين بأي. - فجر التنين: الصين كقوة إمبراطورية صاعدة 11 فبراير 2005. - تاريخ جمهورية الصين الشعبية المسار التاريخي للأحداث التاريخية منذ سنة 1949. - الإعلام، التسويق، والحياة الحضرية في الصين. | سياحة خرائط - خرائط غوغل – الصين - خرائط غوغل – الصين مواقع بارزة |